# Stadtentwicklung in Köln

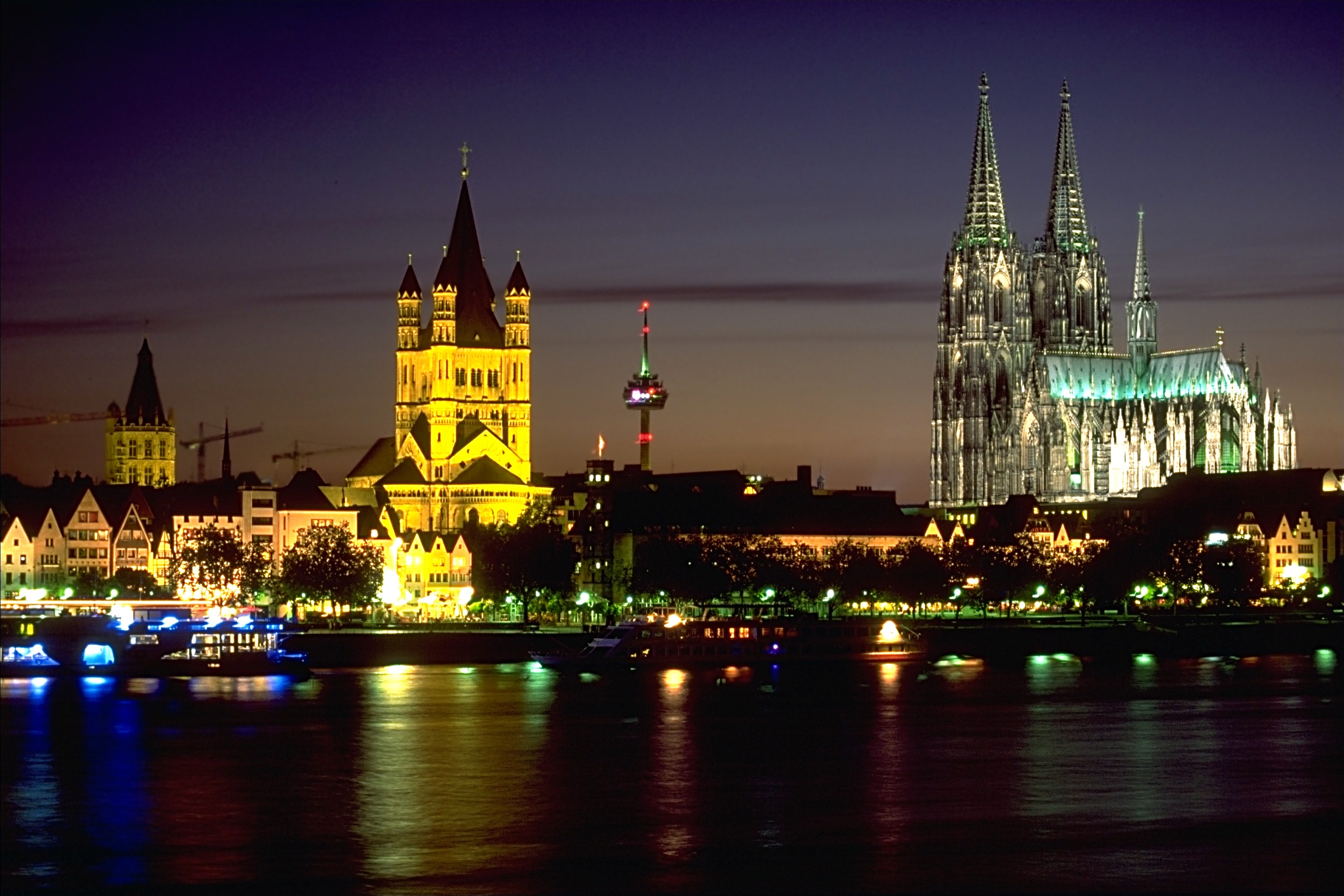
Emblematisches Kölnpanorama: der Stadtraum am Rhein (2001)

Die Stadt Köln hat sich seit ihrer römischen Gründung vor fast 2000 Jahren zu einer Metropole am Rhein entwickelt. Dort zeigt die Stadt heute das emblematische Rheinpanorama mit Altstadt, dem Dom, der romanischen Kirche Groß St. Martin und der Hohenzollernbrücke. Zu den weiteren prägenden Stadträumen gehören das Umfeld um den Dom, der Innenstadtgürtel der Kölner Ringe und der innere Grüngürtel. Diese unverwechselbaren Räume geben Köln das Format einer europäischen Großstadt; sie sind allerdings erst seit Ende des 18. Jahrhunderts entstanden.

## Stadtentwicklung der Agrippina

### Der römische Stadtgrundriss

Römisches Kreuz: Heute begehbar als Hohe Straße / Schildergasse

Frühe Siedlungen im Kölner Raum wurden von den Römern ausgebaut und befestigt und 50 n. Chr. zur Colonia Claudia Ara Agrippinensium (CCAA) erhoben. Der Siedlungskern der damals Agrippina genannten Stadt lag auf einem Hochplateau und war daher hochwassergeschützt. Durch eine vorgelagerte Insel bot sich ein natürlicher Hafen zur Nutzung an. Die Stadt prosperierte nicht nur als regionaler Verwaltungssitz, sondern auch als überregionales Handwerkszentrum vor allem der Glasindustrie sowie als Handelszentrum, an der sich fünf bedeutende Römische Straßen mit der auch damals genutzten Wasserstraße kreuzten. In seiner Blütezeit wohnten zwischen 15.000 und 20.000 Einwohner in der römischen Colonia.
Der in einem geometrischen Raster angelegte römische Grundriss lässt sich bis heute im Kölner Stadtbild ablesen. Die in nord-südlicher Richtung verlaufende römische Hauptstraße, der Cardo, entspricht dem Verlauf der Hohe Straße; diese hat also ihre Versorgungsfunktion über einen Zeitraum von rund 2000 Jahren erhalten. Auch der westliche Teil der Schildergasse folgt dem zweiten wichtigen römischen Straßenzug, dem in west-östlicher Richtung verlaufenden Decumanus. Die Grundlogik dieser beiden Straßenachsen organisiert den Raum der Kölner Kernstadt bis heute, was als „Kraft des römischen Kreuzes“ beschrieben worden ist.
Zudem prägt die römische Stadtmauer, die bis um das Jahr 1100 die Stadtgrenze definierte, Straßenzüge der Kölner Innenstadt, wie die Kölner Bäche oder die Trankgasse und die Burgmauer.

### Spätantike Sakraltopographie
Sakrale Orte behalten oft über Jahrhunderte hinweg ihren Standort und können dabei von unterschiedlichen Kulten genutzt werden. Dies zeigt sich exemplarisch an der Sakraltopographie Kölns, die in ihren Grundzügen auf die Spätantike zurückgeht. In römischer Zeit war das herausgehobene kultische Zentrum der Agrippina der kapitolinische Tempel im Südosten der Stadt, der den drei römischen Göttern Jupiter, Juno und Minerva geweiht war. Dieser Haupttempel der Stadt wurde in fränkischer Zeit christianisiert, diente der karolingischen Herrscherwitwe Plektrudis als Grablege, und wurde im 11. Jahrhundert zur frühromanischen Kirche St. Maria im Kapitol umgebaut.

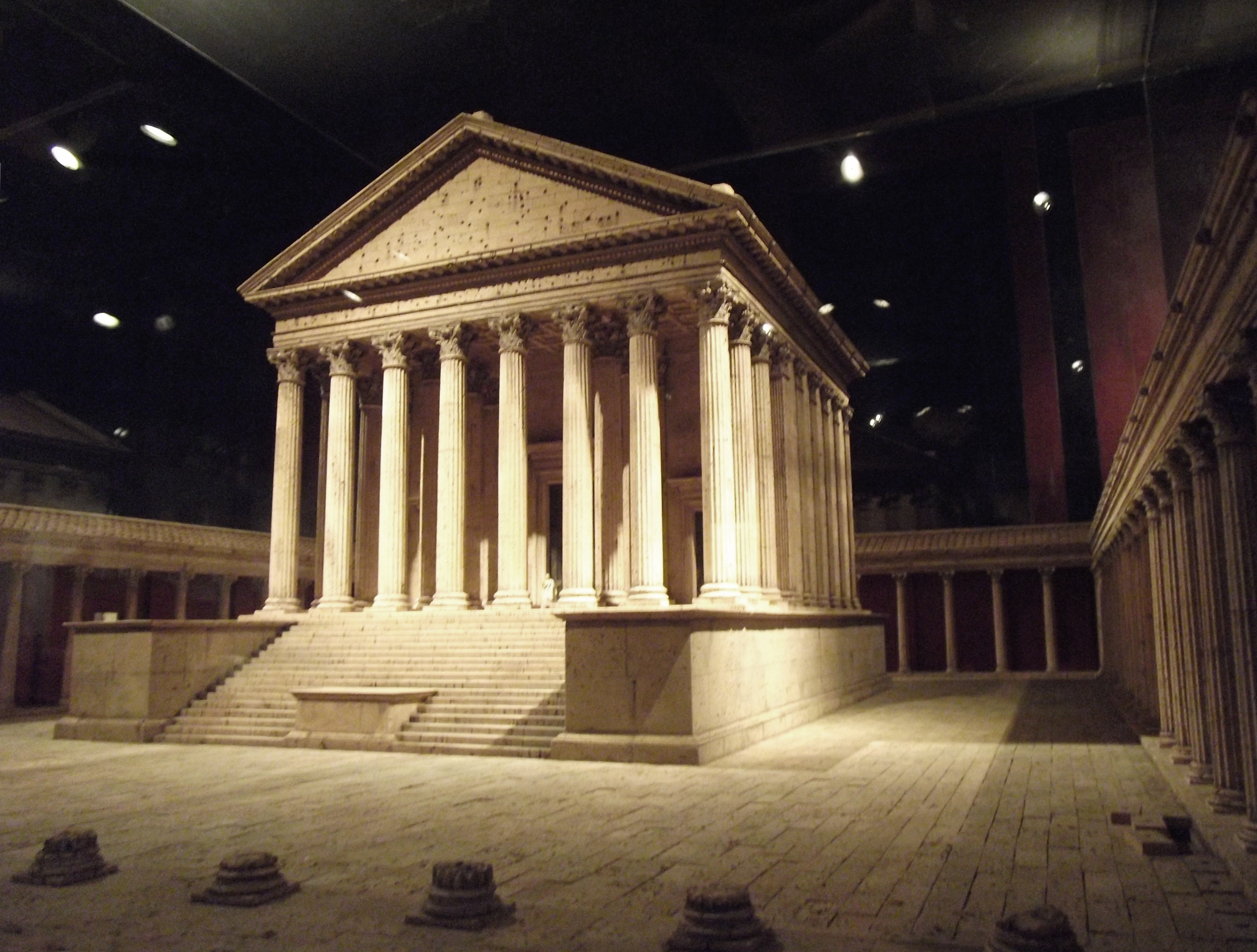
Kapitol – heute: St. Maria im Kapitol
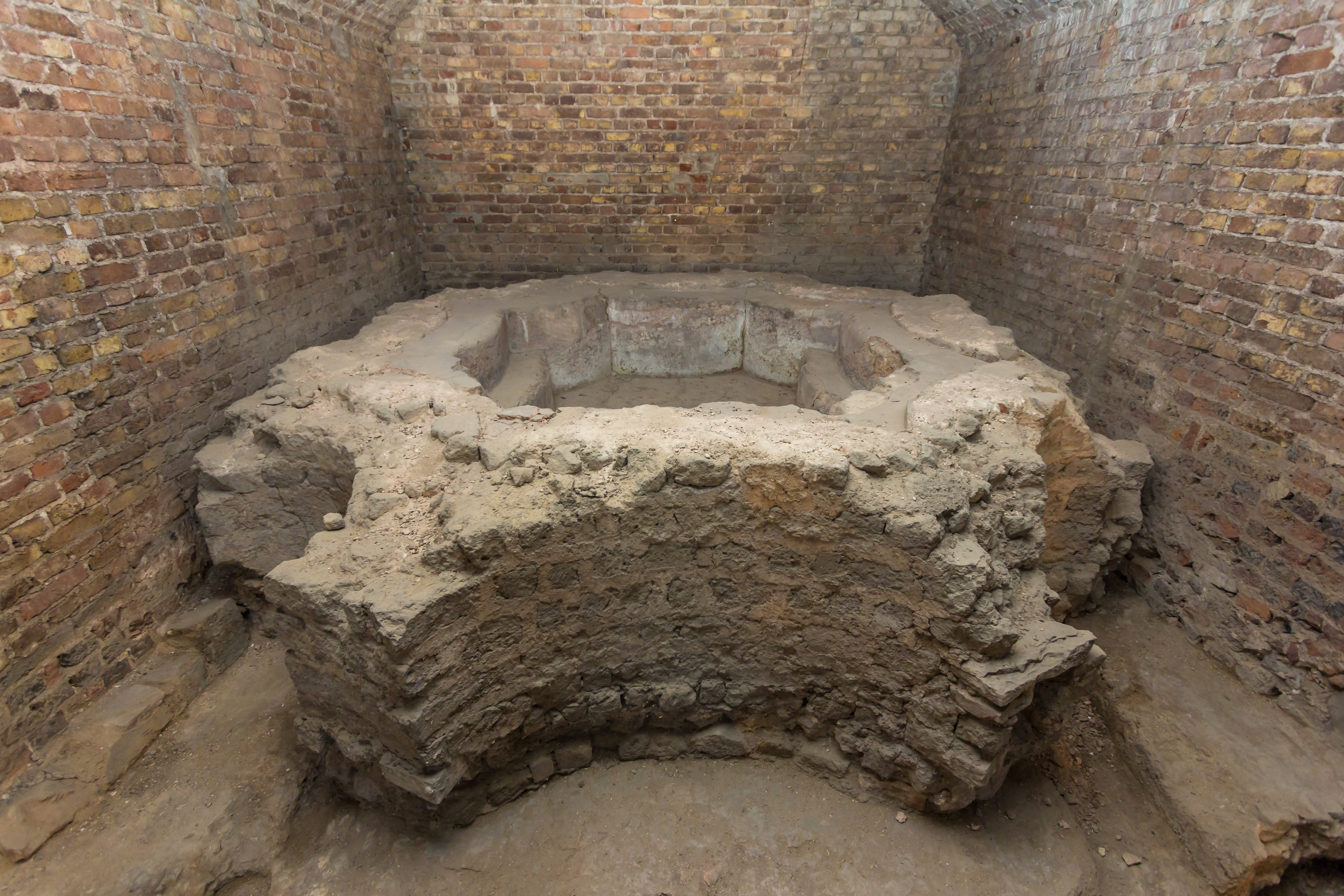
Baptisterium – heute im Domsockel
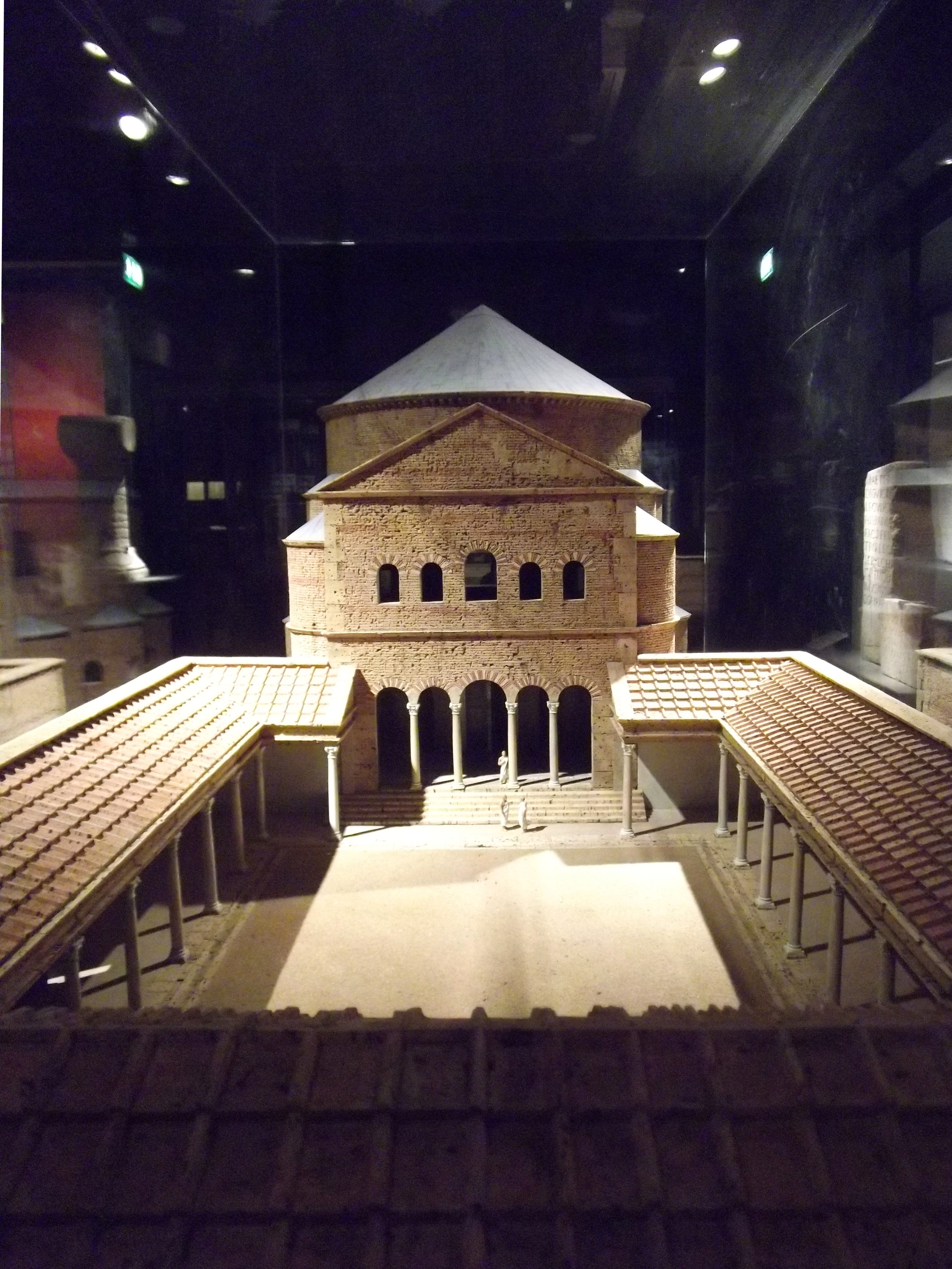
Mausoleum – heute: St. Gereon

Auf dem Domhügel, dem heutigen sakralen Hauptort Kölns, befand sich in spätantiker Zeit eine römische Villa, die als Versammlungsort für die frühe Christengemeinde diente. Der großdimensionierte Gartenbrunnen dieser Villa wurde als Taufbassin genutzt und zu einem spätantiken Baptisterium umgebaut. In merowingischer Zeit wurde eine Kirche auf dem Domhügel errichtet, die als Grablege der Königsfamilie – u. a. für die Königin Wisigarde – diente. Später wurden an selber Stelle die karolingische Bischofskirche, der sogenannte Hildebold-Dom, und im 13. Jahrhundert der gotische Dom errichtet.
Mit der Christianisierung in spätantiker Zeit wurde auf den römischen Gräberfeldern vor der Stadt Memorialbauten errichtet, die christlichen Märtyrern zum Totengedächtnis dienen sollten. Der beeindruckendste Grabbau war ein monumentaler Ovalbau mit Absiden, der mit reichen Goldmosaiken geschmückt war. Das Mausoleum wurde um 350 n. Chr. vermutlich von einem der Söhne des römischen Kaisers Konstantins des Großen in Auftrag gegeben. In fränkischer Zeit wurden in diesem nun als Kirche angesehenen Gebäude St. Gereon und andere Mitglieder der sagenhaften Thebaische Legion verehrt; das Gebäude wurde mit seinen Soldatenheiligen zu einem zentralen Kultort des militaristischen, merovingischen Königtums.
Weitere spätantike Kultorte wurden später von den romanischen Kirchen St. Severin, St. Georg und St. Ursula überbaut.

## Entwicklung zur Mittelalterlichen Größe

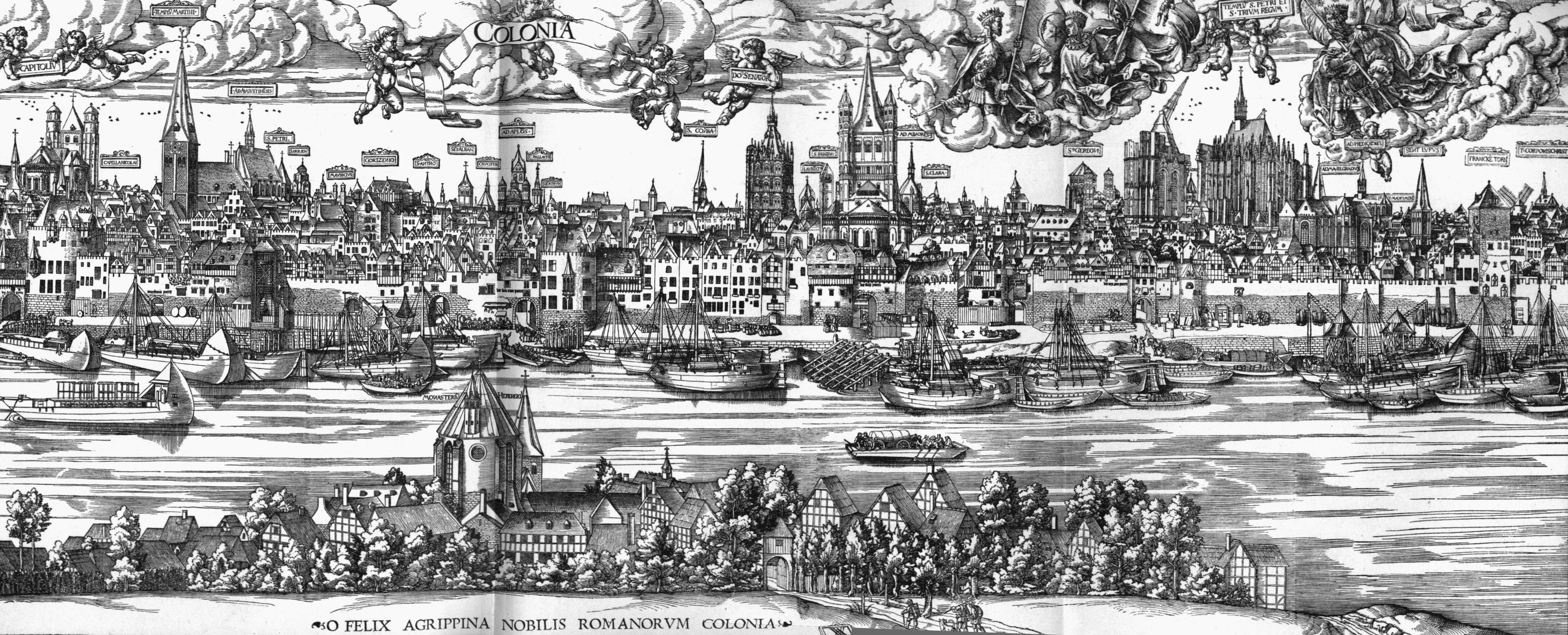
Kölnpanorama mit Bauruine: der unvollendete Dom, Groß St. Martin und der Rathausturm (von rechts) auf einem Holzschnitt von 1531

Ab Mitte des 10. Jahrhunderts entwickelte sich Köln zu einer der größten Städte des deutschen Mittelalters und erfand sich als eine Art Stadtmarketing das Narrativ vom „hillije Kölle“ (heiligen Köln). Bei diesem Wachstum entstanden die Grundzüge für mehrere Stadträume, die Köln bis heute prägen. Am Rhein wurde das Martinsviertel als Rheinvorstadt neu angelegt. Die ab 1180 errichtete Stadtmauer definierte die halbkreisförmige Ringstruktur, die den städtischen Gesamtplan bis heute prägt. Im „großen Jahrhunderts der Kölner Kirchenbaukunst“ (1150–1250) entstanden die romanischen Kirchen, die das Stadtbild immer noch historisch unterfüttern; durch den Bau des Gotischen Domes schloss die Kölner Kultur Mitte des 13. Jahrhunderts zur bauarchitektonischen Avantgarde auf, wobei der Dom als Torso das Stadtpanorama zwar prägte, aber die Stadträume im Mittelalter nicht so dominieren konnte, wie das von den Bauherren gewünscht worden war.
Die Bürgerschaft der Stadt war selbstbewusst genug, innerhalb des sakralen Stadtpanoramas mit den Rathausbauten ein raumgreifendes profanes Ensemble zu schaffen. Dieses erschloss nicht nur den Rathausplatz, der mit städtischen Bauten fast vollständig umfasst wurde, sondern ergänzte die Stadtsilhouette unübersehbar mit dem Rathausturm. Schließlich gewann der Neumarkt im Übergang zum 16. Jahrhundert vor allem nach dem Bau des Hackeney’schen Hofes, der eigentlich als Stadtpalais für Kaiser Maximilian geplant worden war, ein herrschaftliches Gepräge.

### Rheinvorstadt
Die Rheinvorstadt entwickelte sich zwischen der dem Rhein zugewandten römischen Stadtmauer und dem Rheinufer auf der ehemaligen Rheininsel und über dem Areal des zugeschütteten römischen Hafens. In diesem Handelsviertel entstand die höchste Bebauungsdichte Kölns; die Häuser wurden meist giebelständig zur Straße angeordnet und von einem parallel zum Rhein verlaufenden Gassennetz doppelseitig erschlossen. Dadurch ergab sich ein – bis heute lesbares – kleinteiliges und hochverdichtetes Stadtbild, das sich von dem der ehemals römischen Kernstadt vollständig unterschied, da dieses von einer gewachsenen Blockbebauung geprägt blieb. Das Rheinufer erfüllte die Hafenfunktion. Die aufblühende Bedeutung von Köln als Umschlagplatz spiegelte sich in der Anlage von Plätzen unterschiedlicher Größe, von denen der Alter Markt und der Heumarkt die Rheinvorstadt – und bis heute die sogenannte Altstadt – prägen. Auf diesen Märkten wurden die Waren für Köln, die Region und den Fernhandel gestapelt und umgeschlagen.

### Sakraltopographie des „Heiligen Köln“

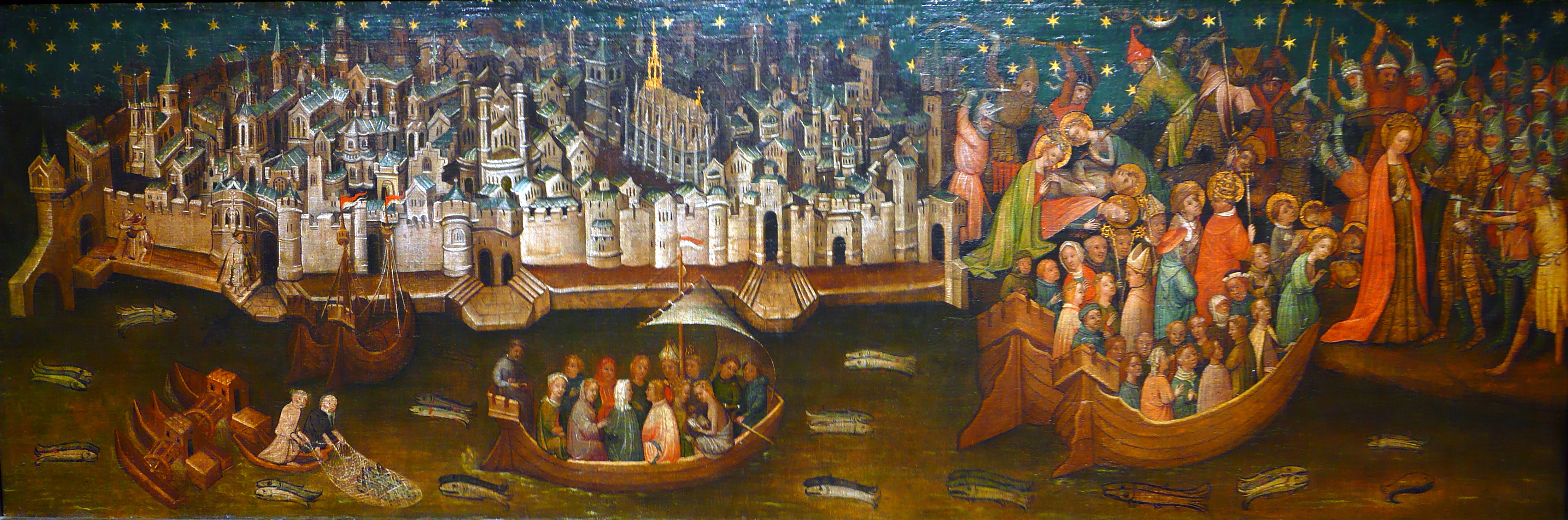
Stadt aus Kirchen: Frühe Darstellung Kölns vom Meister der kleinen Passion 1411

Karl der Große richtete 800 das Kölner Erzbistum ein, was es den Kölner Bischöfen ermöglichte, sich im ostfränkischen Reich zu einflussreichen Reichsfürsten zu entwickeln. Die Machtentfaltung ging einher mit einem regen Kirchenbau in Köln. Der Hildebold-Dom (geweiht 873) auf dem Domhügel zitierte als Peterskirche des Nordens Bauformen der Petersbasilika in Rom, weil sich Köln als „Sancta Colonia Dei Gratia Romanae Ecclesiae Fidelis Filia“ (Heiliges Köln, durch Gottes Gnade der römischen Kirche getreue Tochter) verstand. Mit Erzbischof Bruno, dem jüngeren Bruder Kaiser Otto I., begann der herrschaftliche Kirchenbau in Köln, dem die Stadt die repräsentativen, salisch-romanischen St. Pantaleon (um 980), Alt-St. Heribert in Deutz (1019), St. Aposteln (um 1025), St. Andreas (1050), St. Georg (1059), St. Maria im Kapitol (1065), Groß St. Martin (um 1070) und St. Ursula (1135) verdankt, die großteils auf ältere Sakralbauten zurückgehen. Die Theorie, die Kirchen würden im Stadtbild die Form eines römischen Kreuzes markieren (mit St. Heribert im Osten und St. Aposteln im Westen), ist als unplausibles Konstrukt zurückgewiesen worden.

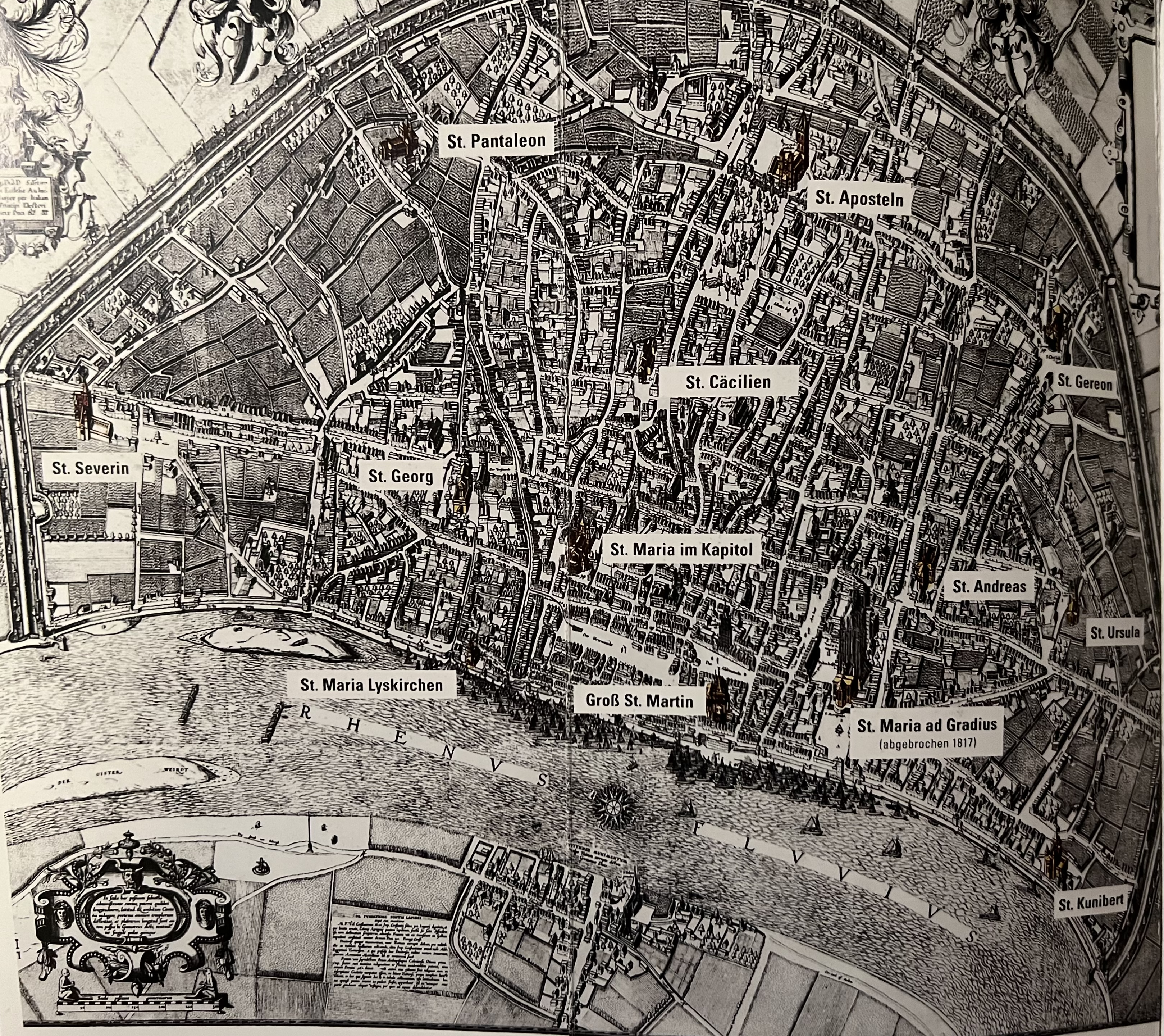
Rheinische Spätromanik: Stadtgebiet mit Kirchen

Als eigentliches „großes Jahrhundert der kölnischen Kirchenbaukunst“ gilt die Zeit von 1150 bis 1250, in der die bestehenden romanischen Kirchen im Stile der staufischen Spätromanik erweitert und umgebaut wurden. Dabei erhielten St. Gereon einen Langchor mit Flankentürmen, Groß St. Martin den Dreikonchenchor mit Vierungsturm, der die Rheinvorstadt und das Rheinpanorama beherrscht und St. Aposteln einen Dreikonchenchor, der optisch den Neumarkt dominiert. Die vollendete, lichte Raumwirkung spätromanischer Baukunst zeigt die 1247 geweihte Kirche St. Kunibert am Rheinufer. Das neugebaute Dekagon von St. Gereon (1220–27) auf den Grundmauern des spätantiken Ovalbaus lotete im Stil der rheinischen Spätromanik bereits aus, wie der Gliederskelettbau der Gotik zur Auflösung der massiven Wände führt. Die Kuppel war mit einer lichten Weite von 21 Metern der größte Gewölbebau, der zwischen der Hagia Sophia (6. Jh.) und der Kathedrale von Florenz (15. Jh.) gewagt wurde.

### Staufische Stadtmauer

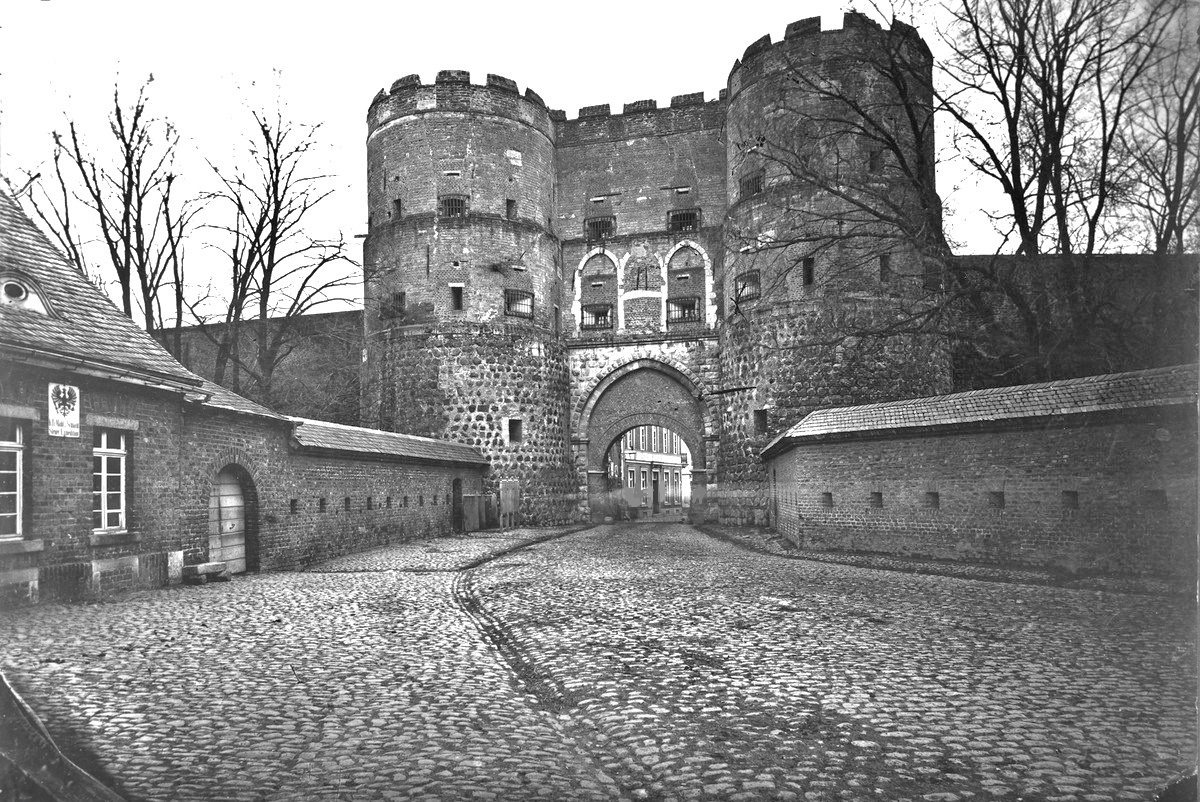
Torburg für König und Koronator: Hahnentor an der Straße von Aachen nach Köln

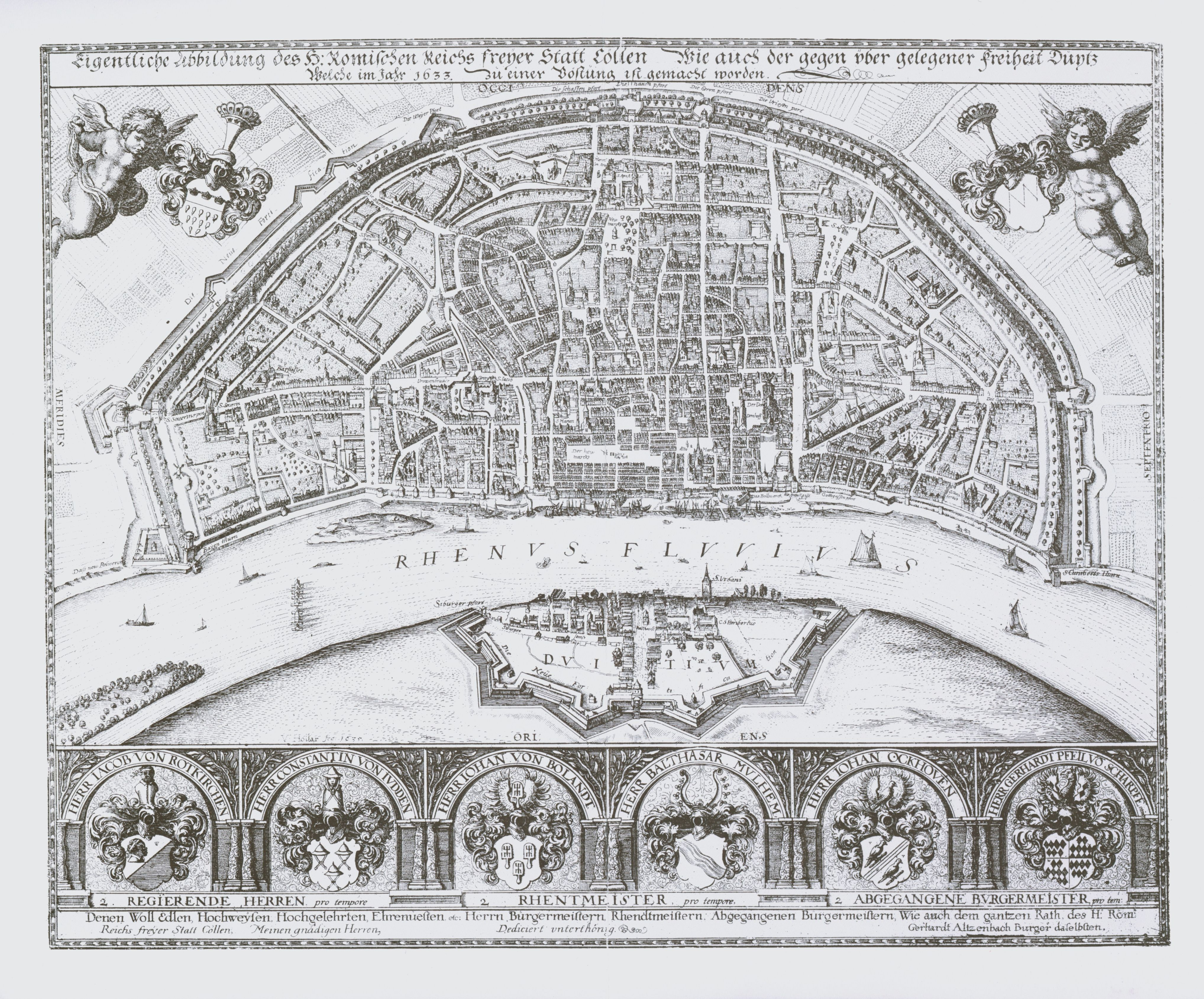
Zwölf Tore: Stadtmauer der „heiligen Stadt“ Köln (1633)

Mit der ab 1180 errichteten Befestigungsanlage vergrößerte Köln sein Stadtgebiet großzügig auf 405 Hektar und wurde damit zur flächenmäßig größten Stadt des deutschen Reichsgebiets. Mit der mächtigen staufischen Stadtmauer wollte Erzbischof Philipp von Heinsberg Köln als eine Art Hauptstadt seines Einflussbereichs herausstellen. Die Mauer schloss neben den bebauten Stadtgebieten auch zahlreiche Stifte und Klöster sowie alle bis heute erhaltenen großen romanischen Kirchen ein. Mit ihren zwölf Toren nahm die Befestigung der damals als heilig verstandenen Stadt Köln bewusst Bezug auf Jerusalem. Als herausgehobener Torbau wurde das Hahnentor mit Doppelturm und dreifachen Arkaden über der Durchfahrt angelegt. Damit nahm das Tor Bezug auf das ähnlich gestaltete Stadttor in Aachen; die Krönungszeremonie sah vor, dass die Gekrönten und der Kölner Erzbischof als Koronator durch diese Tore von Aachen nach Köln zogen, um nach der Krönung in Aachen den Heiligen Drei Königen im Kölner Dom zu huldigen.
Für das Kölner Stadtbild aber wurde die Mauer prägend, weil sie sich in einem großen, halbkreisförmigen Ring um die städtischen Flächen legte. Damit schuf die staufische Mauer den ersten Kölner Ring und gab dabei der Stadt eine Grundform vor, die bis heute im linksrheinischen Köln geradezu idealtypisch ausgeformt ist.
Im Zuge der historistischen Anlage der Neustadt wurde die Stadtmauer 1881 bis auf zwei kürzere Mauerabschnitte am Sachsenring und Hansaring abgetragen. Ausgewählte Torburgen – darunter auch das Hahnentor am Rudolfplatz – wurden als Monumente auf individuellen Plätzen freigestellt, um die mittelalterliche Bedeutung der Stadt zu vermitteln.

### Kölner Dom

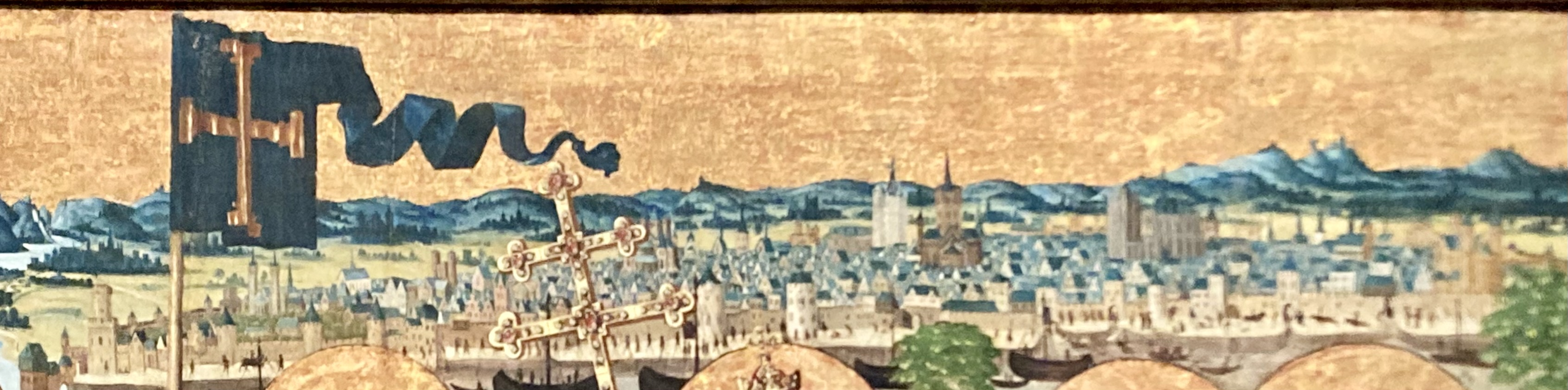
Erstes realistisches Stadtpanorama Kölns: Meister der Verherrlichung Mariae 1475

Der Kölner Dom war als Bauwerk von vornherein darauf angelegt, das Kölner Stadtpanorama zu beherrschen. Erzbischof Konrad von Hochstaden, der 1248 den Grundstein legte, wollte mit dieser Kathedrale dokumentieren, dass die Bischofskirche alle anderen Stifte und Institute der Stadt deutlich überrage und verstand den Dom als ausstrahlendes Baumonument seines weit gespannten Herrschaftsanspruchs im Alten Reich. Daher ließ der Fürst die Kathedrale im hochaufragenden, damals ganz modernen Baustil der französischen Gotik errichten, was mit der romanischen Bautradition Kölns grundlegend brach. Bis 1322 konnte der Hochchor als Gesamtkunstwerk der Höfischen Gotik vollendet werden; als knapp 50 Meter hoher, mit fein gearbeiteten Maßwerk überkrusteter Baukörper akzentuierte er den Kölner Hochbau und erhielt in allen städtischen Panorama-Ansichten einen hervorgehobenen Platz. Erzbischof Friedrich III. von Saarwerden ließ um 1370 für die Kathedrale eine monumentale Westfassade mit Doppeltürmen planen, die in ihren Dimensionen alle Bauten des Mittelalters übertrumpfen sollte. Trotz erheblicher Bauanstrengungen konnte das Monument nicht fertig gestellt werden; ab etwa 1560 mussten die Arbeiten eingestellt werden. Der Torso der Bischofskirche ergänzte damit weithin sichtbar die Kölner Stadtsilhouette, ohne allerdings das Stadtpanorama in ursprünglich gewünschter Weise zu dominieren. Die monumentale Fernwirkung als „steingewordener Nationalgedanke“ stellte sich erst nach der Bauvollendung 1880 ein.

### Rathausplatz

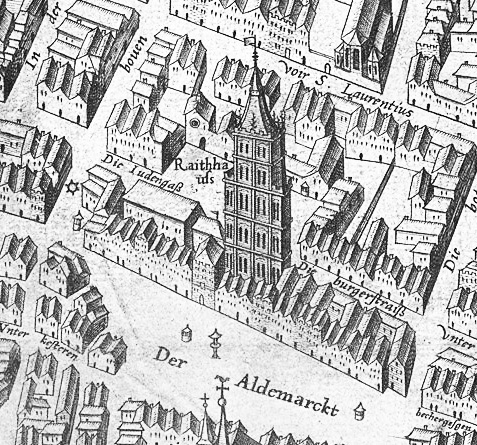
Bürgerlicher Zentralort (einst): Rathausplatz mit Rathausensemble (1571)

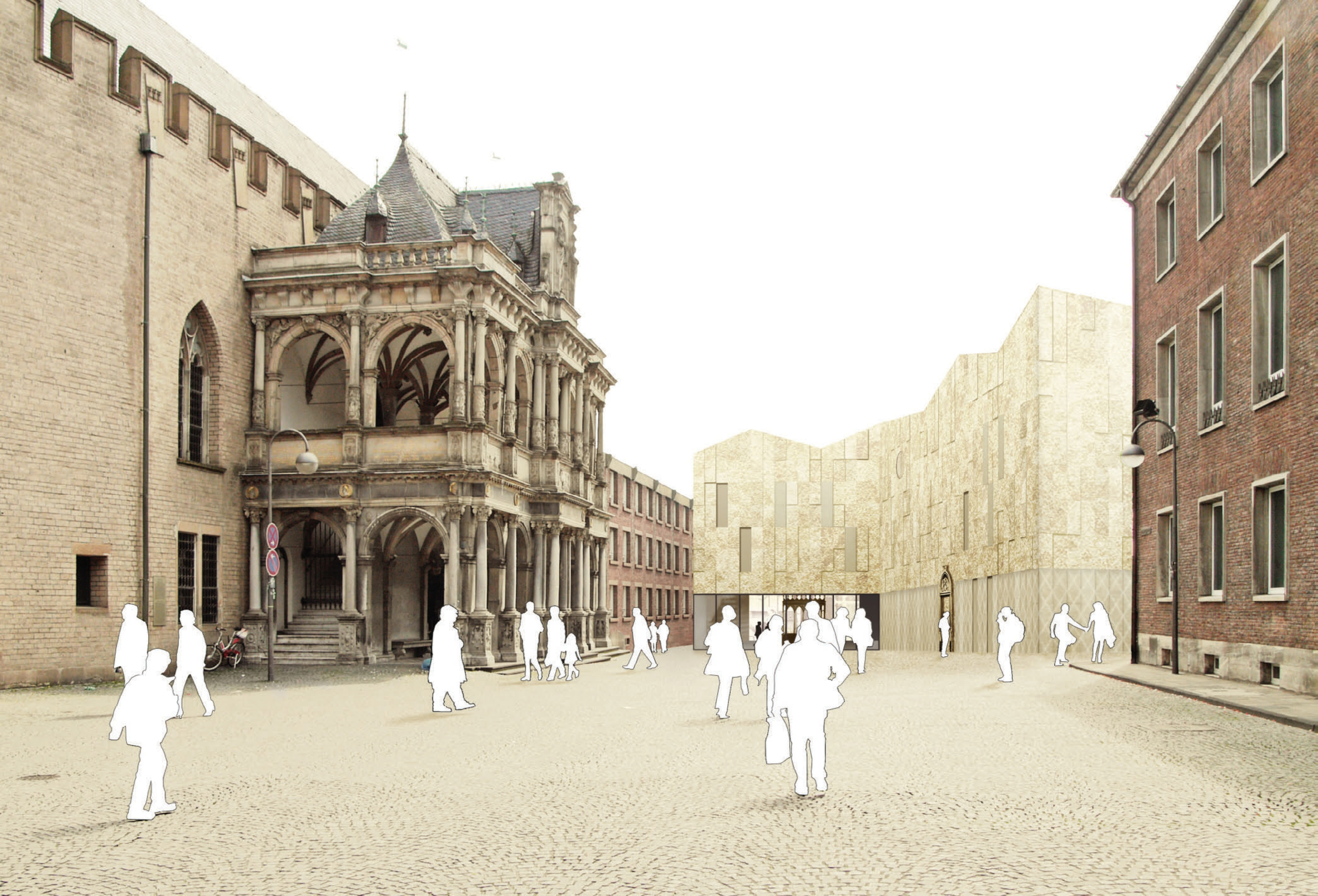
Bürgerlicher Zentralort (künftig): Rathausplatz als Architekturplan (2024)

Als Spiegel ihres wachsenden Selbstbewusstseins bauten die Kölner Bürger über Jahrhunderte ihren Rathauskomplex, in dessen Zentrum der Rathausplatz als Hof bürgerlicher Selbstdarstellung gestaltet wurde. Die ältesten Teile des Ensembles gehen auf Zeit um 1130 zurück. Der gotische Hansasaal stammt aus den Jahren um 1330; der Rathausturm wurde von 1407 bis 1414 in spätgotischem Stil errichtet und sollte mit einer Höhe von 61 Metern den sakralen Kirchtürmen ein stadtbürgerliches Hochhaus entgegenstellen. Der Rathausplatz entstand erst 1424, als der Rat in der Folge der Judenpogrome Teile des benachbarten jüdischen Viertels abreißen ließ und die Synagoge in eine Ratskapelle umbaute, die St. Maria in Jerusalem genannt wurde. Damit sollte sinnfällig dokumentiert werden, dass das christliche Bekenntnis dem jüdischen nachgefolgt sei. Die Kapelle wurde programmatisch mit dem Altar der Stadtpatrone von Stefan Lochner ausgestattet. In den folgenden Jahrhunderten setzte der Rat seine Bemühungen fort, den Rathausplatz zum Zentralort bürgerlicher Selbstverwaltung zu machen: Mit bewusstem Rückgriff auf das Formenrepertoire der antiken Triumphbögen entstand zwischen 1569 und 1573 die Rathauslaube im Renaissance-Stil. Von hier aus gaben die Bürgermeister in ritualisierter Form die Verlautbarungen des Rates bekannt. Der nordwestliche Rand des Platzes wurde mit dem sogenannten Spanischen Bau (1608–1615) im Stil der Spätrenaissance neu gefasst. Nach den großflächigen Zerstörungen des Zweiten Weltkriegs wurden das historische Rathaus und der Rathausturm rekonstruiert, der Spanische Bau allerdings in qualitätsvoller 1950er-Jahre-Architektur neu gebaut. Der Platz selbst erhält seine tradierte Form bis 2024 erst wieder durch den Bau des MiQua genannten Museums zurück.

### Bauten für den Großhandel
Köln war im 15. Jahrhundert eine pulsierende Handelsstadt, deren tägliche Geschäftigkeit von Besuchern mit einem Messebetrieb verwechselt wurde. Um die Warenströme abzuwickeln, entstanden in der Stadt zahlreiche Großhandelsflächen, deren großzügigste vom Kölner Rat erbaut wurden. Ergänzend dazu errichteten viele private Kaufleute kombinierte Geschäfts- und Privathäuser, bei denen die unterschiedlichen Nutzungen in den Geschossen übereinander angeordnet wurden. Der um 1430 vom Rat geplante Gürzenich ist das repräsentativste Gebäude, das die Bedeutung der Handelsstadt Köln spiegelt. Die zweischiffig angelegte Halle diente im Erdgeschoss als Großhandelslager, der Festsaal darüber als Verkaufshalle und Versammlungsraum. Dem spätgotischen Zeitgeschmack entsprechend ist das Gebäude mit Bauornamenten der Wehrarchitektur (Eckwarten, Zinnen) versehen. Vergleichbares findet sich am Haus Saaleck, dem einzigen noch erhaltenen Stadthaus eines Großhändlers aus spätgotischen Zeit. Haus St. Peter am Heumarkt und das Doppelhaus zum Bretzel und zum Dorn am Alter Markt lassen heute noch erkennen, wie das vertraute spätgotische Formenvokabular auch im 16. Jahrhundert weiterentwickelt wurde, als die Großhändler die ehemaligen Fachwerkhäuser zunehmend durch Steinbauten ersetzen. Das Stapelhaus, in dem am Fischmarkt vor allem die serielle Verarbeitung von Fisch und Fleisch organisiert wurde, wurde 1558 bis 1561 durch einen Neubau nach Plänen von Laurenz von Gleen ersetzt. Dieses Gebäude führte das Stilvokabular der spätgotischen Repräsentationsarchitektur fort und ergänzte es um eine polygonalen Treppenturm, der – wie beim sagenhaften Richmodis-Turm – als herrschaftliches Symbol von Patriziern für ihre palaisartigen Gebäude eingeführt worden war.

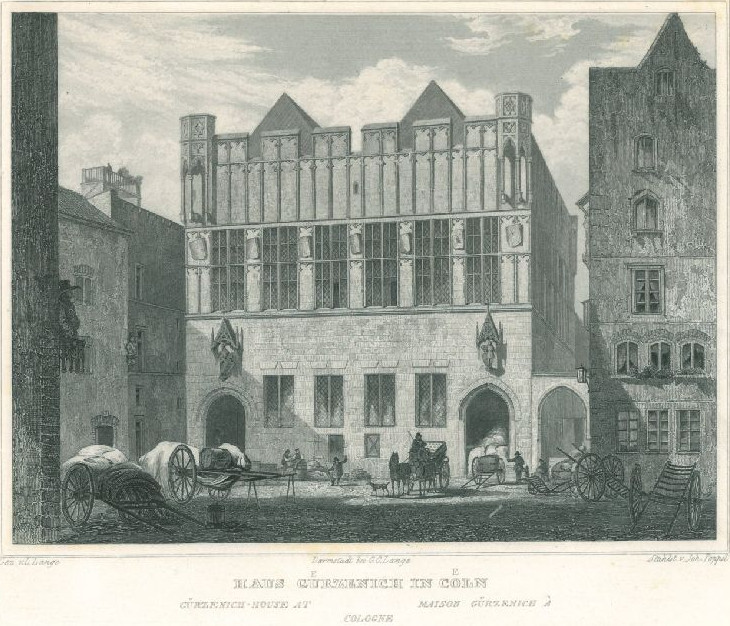
Gürzenich (um 1430)
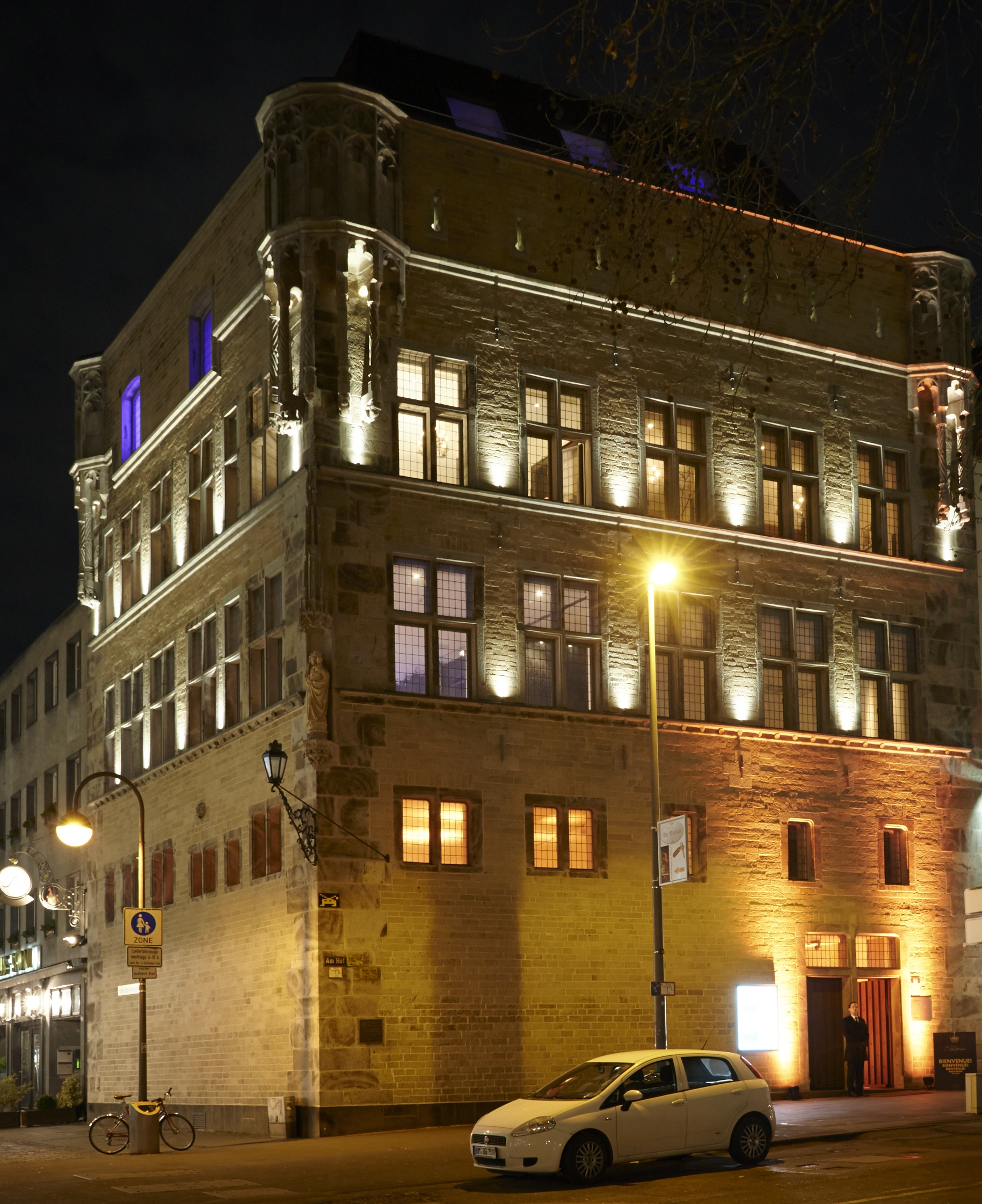
Haus Saaleck (um 1460)
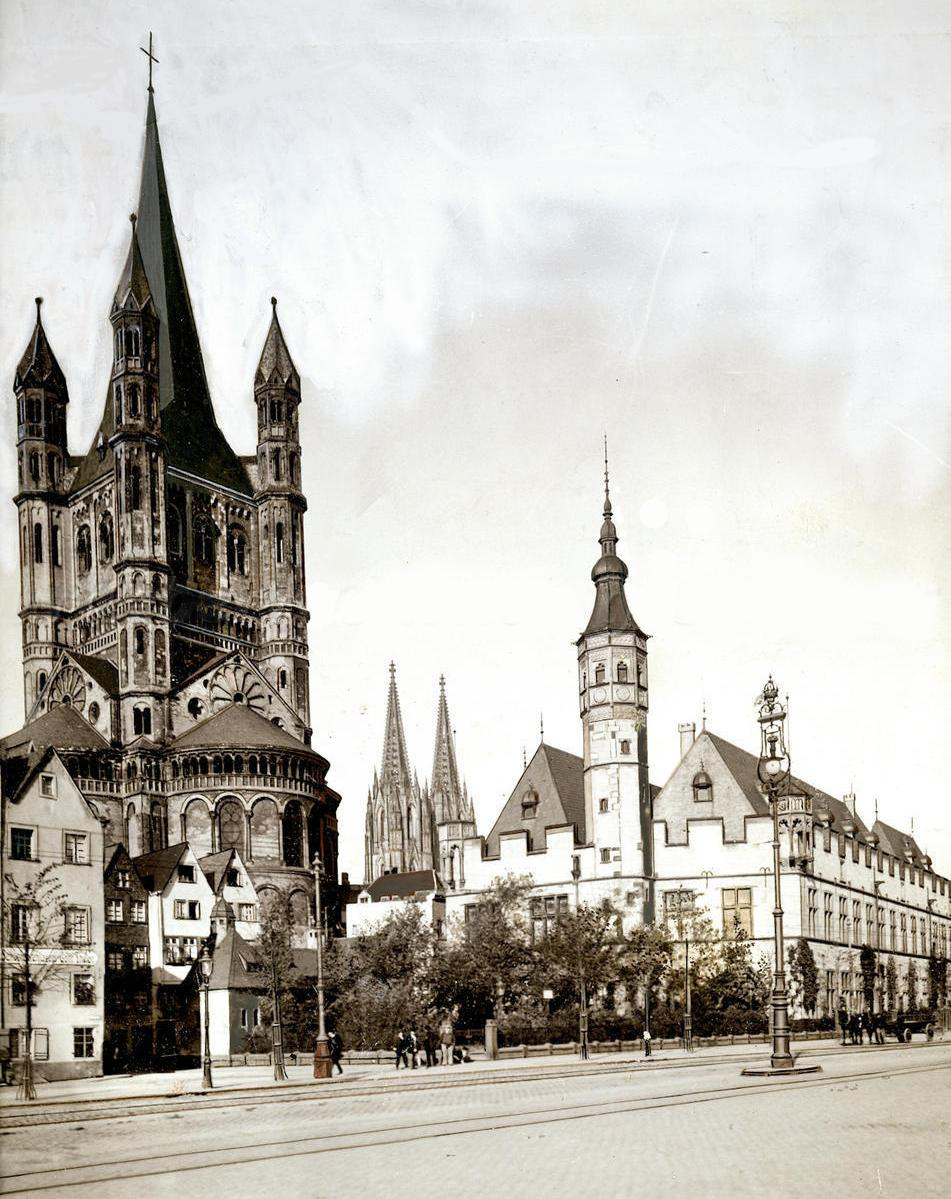
Stapelhaus (1558–1561)
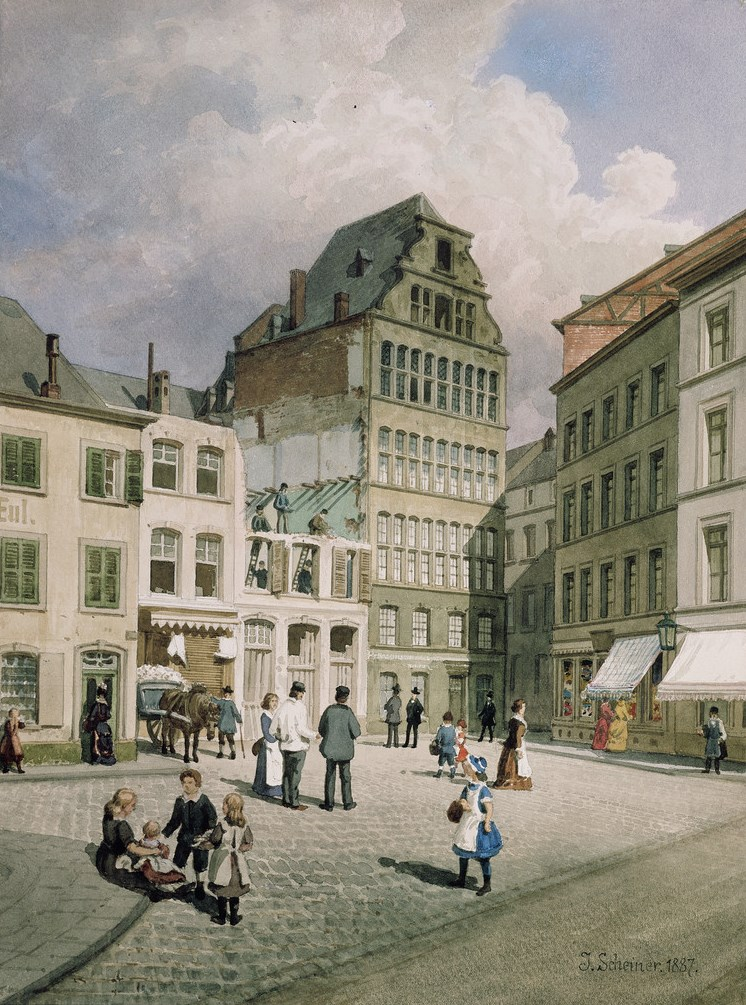
Haus St. Peter (1563)
Haus zum Bretzel und Haus zum Dorn (1580)

### Stadtpalais mit Patrizierturm

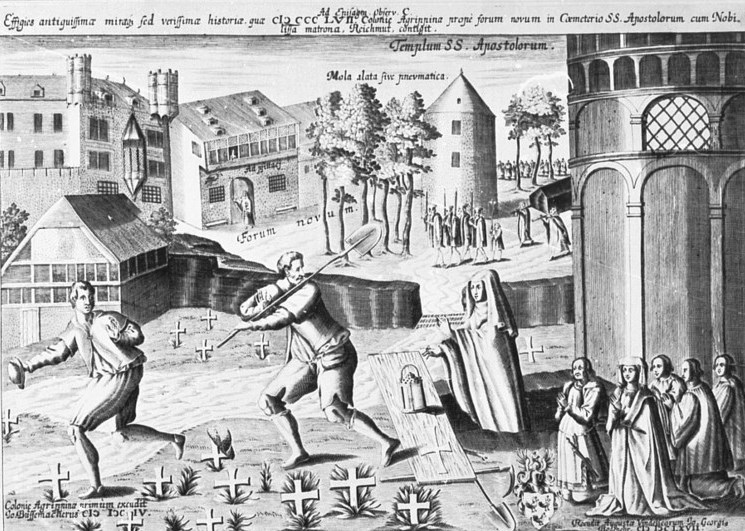
Kaiserlicher Palais: Neumarkt mit dem Hackeney‘schen Hof in der Darstellung der Richmodis-Sage

Patrizierturm zur Machtdemonstration: Rinkenhof gegenüber St. Mauritius

Im Jahrzehnt, in dem in Köln der Reichstag 1505 abgehalten wurde, entstanden in Köln mehrere große Stadtpalais, mit denen die Patrizier ihren Einfluss und ihre Nähe zum römisch-deutschen Königshaus dokumentieren wollten. 1475 war Köln als Ergebnis des Burgundischen Krieges offiziell zur reichsunmittelbaren und freien Reichsstadt erhoben worden. Der kaiserliche Erbfolger, Maximilian von Habsburg, heiratete 1477 die Erbherzogin Maria von Burgund; um sich um die damit erworbenen reichen niederländischen Besitzungen zu kümmern, residierte Maximilien regelmäßig in Köln. Den Kölner Kaufmann Nicasius Hackeney machte er zu seinem engen Berater für Finanzfragen. Hackeney errichtete am Neumarkt eine großzügige Hofanlage, die dem König als Stadtpalais diente. Wenige Straßenzüge entfernt, gegenüber von St. Mauritius, schuf Johann Rinck II. einen ähnlich aufwändigen Bau, den Rinkenhof. Als Ausdruck des Patrizischen Selbstbewusstsein enthielten beide Anlagen einen polygonalen Treppenturm, von denen der Hackeney‘sche als sagenumwobener Richmodisturm bis heute nachwirkt; im Verlauf des 16. Jahrhunderts wurde der Turm herrschaftlicher Pflichtbestandteil der Patrizierhäuser – wie beispielsweise bei Arnolds von Siegen Anwesen am Holzmarkt – und wurde auch am Stapelhaus kopiert. Die im Übergangsstil von Spätgotik zur flandrischen Renaissance gestalteten Anlagen demonstrierten im Stadtbild des 16. Jahrhunderts die spätmittelalterliche Bedeutung Kölns. In den folgenden Jahrhunderten wurden die Anwesen aufgeteilt, teilweise in Hotels umgewandelt, verfielen und wurden schließlich abgetragen. Das legt den Schluss nahe, dass Köln seine herausgehobene Rolle nicht behaupten konnte.

## Stagnation bis zur Revolution

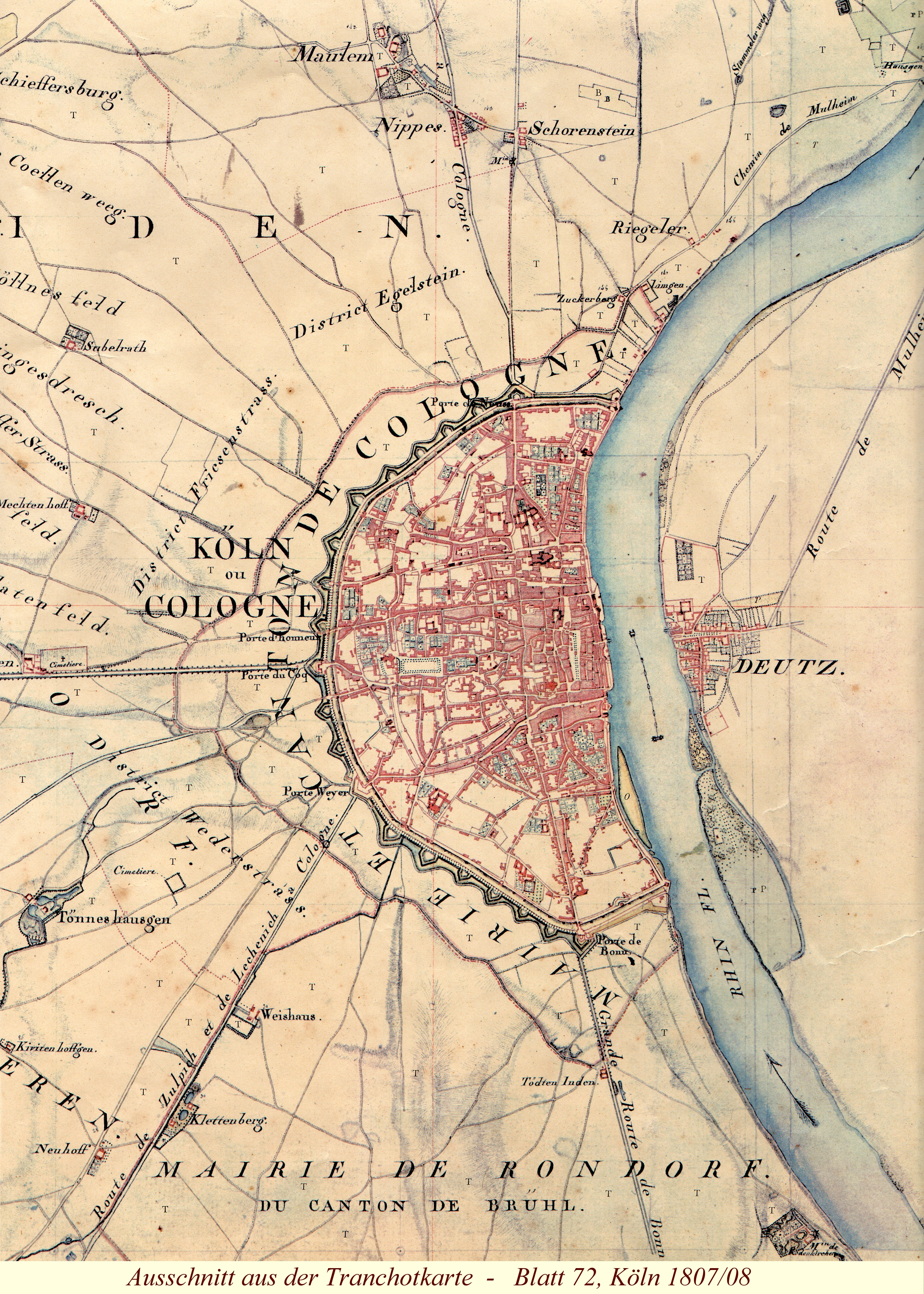
Platz für Obstgärten: Köln im Jahre 1807

Anfang des 16. Jahrhunderts zählte Köln rund 37.000 Bewohner und war damit eine der bevölkerungsreichsten Städte des Reiches. In der frühen Neuzeit wuchs die Bevölkerung allerdings kaum noch und insgesamt stagnierte die Entwicklung der Stadt. Die Bauruine des unvollendeten Doms mit dem Holzkran auf dem Stumpf des Südturmes wurde in den Jahrhunderten bis zur Vollendung ein Symbol für den wirtschaftlichen Stillstand der Stadt.
Köln verlor seine Dynamik als Handelszentrum. Die Städte der Vereinigten Niederlande kontrollierten zunehmend größere Teile der Rheinschifffahrt; zudem geriet Köln als katholische Stadt in eine Außenseiterrolle gegenüber den ansonsten protestantisch geprägten Handelsstädten der Hanse. Außerdem war Köln als reichsunmittelbare Stadt keine Residenzstadt, die im Geiste von Absolutismus und Humanismus von ihren Herrschern städtebaulich neu geformt wurden. Die Kurfürsten von Kurköln verwirklichten sich in Bonn und Brühl; die Herzöge des umliegenden Territoriums Jülich-Berg prägten ihre Residenz in Düsseldorf und bauten in Bensberg. Daher sind die großen städtebaulichen Gesten des Barock und des Klassizismus in Köln ausgeblieben und Köln muss in dieser Epoche als „unterentwickelte Stadt“ bezeichnet werden.
Köln wirkte Ende des 18. Jahrhunderts teilweise verfallen. Die Stadt soll zur Zeit der französischen Besatzung (1794–1814) einen weitgehend verwahrlosten Eindruck gemacht haben. Von den rund 8000 Wohnhäusern notierte der als „Stadtwerkmann“ oder „architecte de ville“ tätige Peter Schmitz, dass ein Drittel baufällige Baracken seien, ein weiteres Drittel kaum mittelmäßig und das letzte Drittel leidlich im Stande gehalten sei.
Die Fläche innerhalb der ab 1180 errichteten, die Stadt großzügig umschließenden, halbkreisförmigen Stadtmauer war bis zu dieser Zeit nur rund zur Hälfte bebaut. In der Stadt war daher Platz für Ackerland, Wein- und Obstgärten und zahlreiche Straßen wurden nicht von Häusern, sondern von Gartenmauern begrenzt.

## Wachstumsschub durch die Industrialisierung

### Stadterneuerung im 19. Jahrhundert

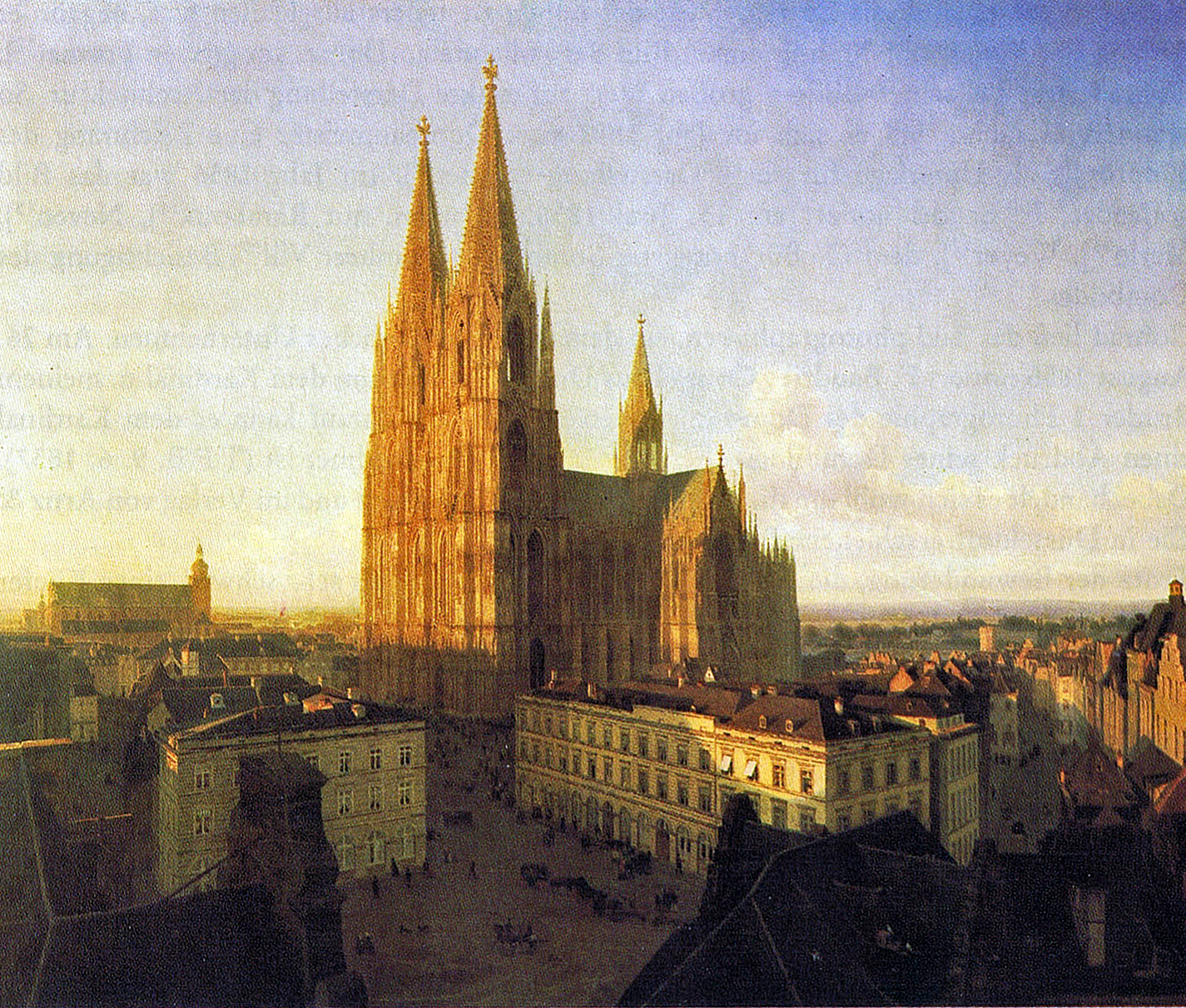
Neu eingerichtet: Wallrafplatz mit imaginiertem Dom (1856)

Die Erneuerung der Stadt erfolgte in der ersten Hälfte des 19. Jahrhunderts, als die Stadt – nun zu Preußen gehörend – ihre Einwohnerzahl verdoppelte. Lebten 1822 noch schätzungsweise 56.000 Bürger in der Stadt, so waren es 1837 über 72.000 Einwohner und 1855 bereits 107.000.
Planerisch wurde die Entwicklung vom ersten Kölner Stadtbaumeister Johann-Peter Weyer (Stadtbaumeister 1822–1844) geprägt, der sich bei seinem Studium in Paris mit den neuesten städtebaulichen Ideen vertraut gemacht hatte. Weyer ordnete den Kölner Stadtgrundriss neu und schuf eine erste Ost-West-Achse vom Dom bis zum Stadtgarten. Diese Achse wurde schließlich durch die erste Kölner Rheinbrücke, die sogenannte Mausefalle, über den Rhein hinweg verlängert. Das schnelle Wachstum erforderte die Anlage von insgesamt 73 neuen Straßen; die bestehenden wurden ausgebaut und gepflastert. Weyer schuf neue Plätze (u. a. den Wallrafplatz) und stellte Monumente frei, auf die er die Straßen strahlenförmig zulaufen ließ. (u. a. St. Severin). Die Gartenmauerfluchten wichen Häuserfronten, für die der Stadtbaumeister die Form des Dreifensterhauses durchsetzte und damit einen lange Zeit gültigen Kölner Haustypus schuf.
Köln erhielt in jenen Jahren seine ersten Grünanlagen. So wurde ein Fahr-, Reit- und Spazierweg angelegt, der am Rhein entlang und um die Stadt herumführte. Zwischen 1827 und 1833 richtete Gartendirektor Jakob Greiß den Stadtgarten auf einem Gelände vor der Stadtmauer ein. Diese damals als Schmuckgarten gestaltete Anlage darf als erster neuzeitlicher Park Kölns gelten. Auf der Rheininsel „Werthchen“ (die später in den Rheinauhafen eingebunden wurde) entstand ein englischer Garten.
Gleichzeitig wendete sich die Stadt ihrer historischen Bausubstanz zu und erwarb denkmalwerte Gebäude, um sie zu erhalten. Als bedeutendstes Beispiel renovierte Stadtbaumeister Weyer das um 1220 erbaute Overstolzenhaus, das anschließend von der Handelskammer und zeitweise von der Kölner Börse genutzt wurde. Die bedeutendsten Gebäude der Stadt wurden künstlich beleuchtet.
Insgesamt veränderte sich das Kölner Stadtbild zwischen den 1820er und den 1850er Jahren sehr nachhaltig. Daher wird Johann-Peter Weyer der prägendste Einfluss auf das Stadtbild bis zum Wiederaufbau nach dem Zweiten Weltkrieg zugeschrieben.

### Impulse durch den Eisenbahnbau

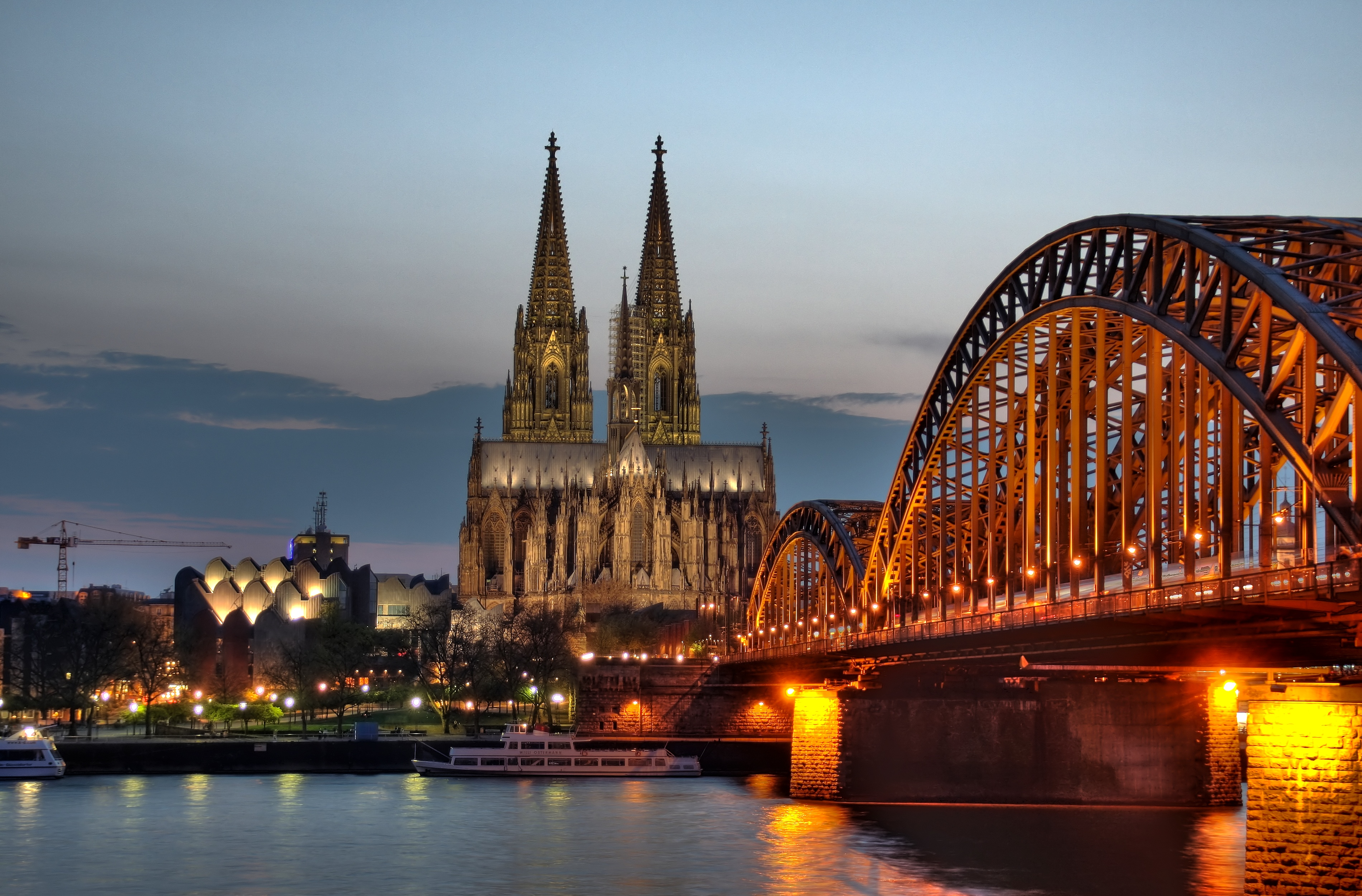
Geschichtsdenkmal der Romantik: die in die Achse des Doms gerückte Hohenzollernbrücke

Ab den 1840er Jahren setzte die Eisenbahn wesentliche Impulse für die Stadtentwicklung. Die Rheinische Eisenbahn-Gesellschaft (RhE) und die Cöln-Mindener Eisenbahn-Gesellschaft (CME) erschlossen für Köln ein Eisenbahnnetz, das die Stadt mit den anderen großen Wirtschaftszentren in Belgien und im Ruhrgebiet verband. Als erstes Teilstück wurde die Strecke von Köln nach Müngersdorf 1839 eröffnet und Köln erhielt am Thürmchen seinen ersten Bahnhof. Mit dem Bau der Dombrücke, bei der die CME als Bauherrin fungierte, wurden die links- und die rechtsrheinischen Bahnstrecken miteinander verbunden. Neuer Verkehrsknotenpunkt wurde der direkt neben dem Dom errichtete sogenannte „Centralbahnhof“, der 1859 zeitgleich mit der Dombrücke eröffnet wurde. Die neue Bahntrasse wurde durch die Altstadt geführt und querte den Eigelstein ebenerdig. Den Bahnhof in die unmittelbare Nachbarschaft zum Dom zu legen, geht auf einen persönlichen Wunsch des romantisierenden preußischen Königs Friedrich Wilhelm IV. zurück, der auch die Rheinbrücke in die Achse des Domes gerückt sehen wollte. Auf diese Weise sollte die Verbindung von Geschichte und technischem Fortschritt erlebbar werden. Da die persönliche Unterstützung des Königs zum Weiterbau des Domes notwendig schien, konnte sich die Stadt der speziellen Planungsidee nicht entziehen und stellte schließlich die Fläche des Botanischen Gartens für den Bahnhofbau zur Verfügung. Die Verlegung des Bahnhofs an einen weniger exponierten Ort wurde in den folgenden Jahrzehnten und zuletzt beim Wiederaufbau nach dem Zweiten Weltkrieg intensiv diskutiert, ließ sich aber nie durchsetzen. Heute gehört das Ensemble von Dom und Rheinbrücke zu den prägenden Punkten des Kölner Stadtbilds und gilt als wichtiges Geschichtsdenkmal der Romantik.

## Stadtentwicklung im Historismus

### Neustadt

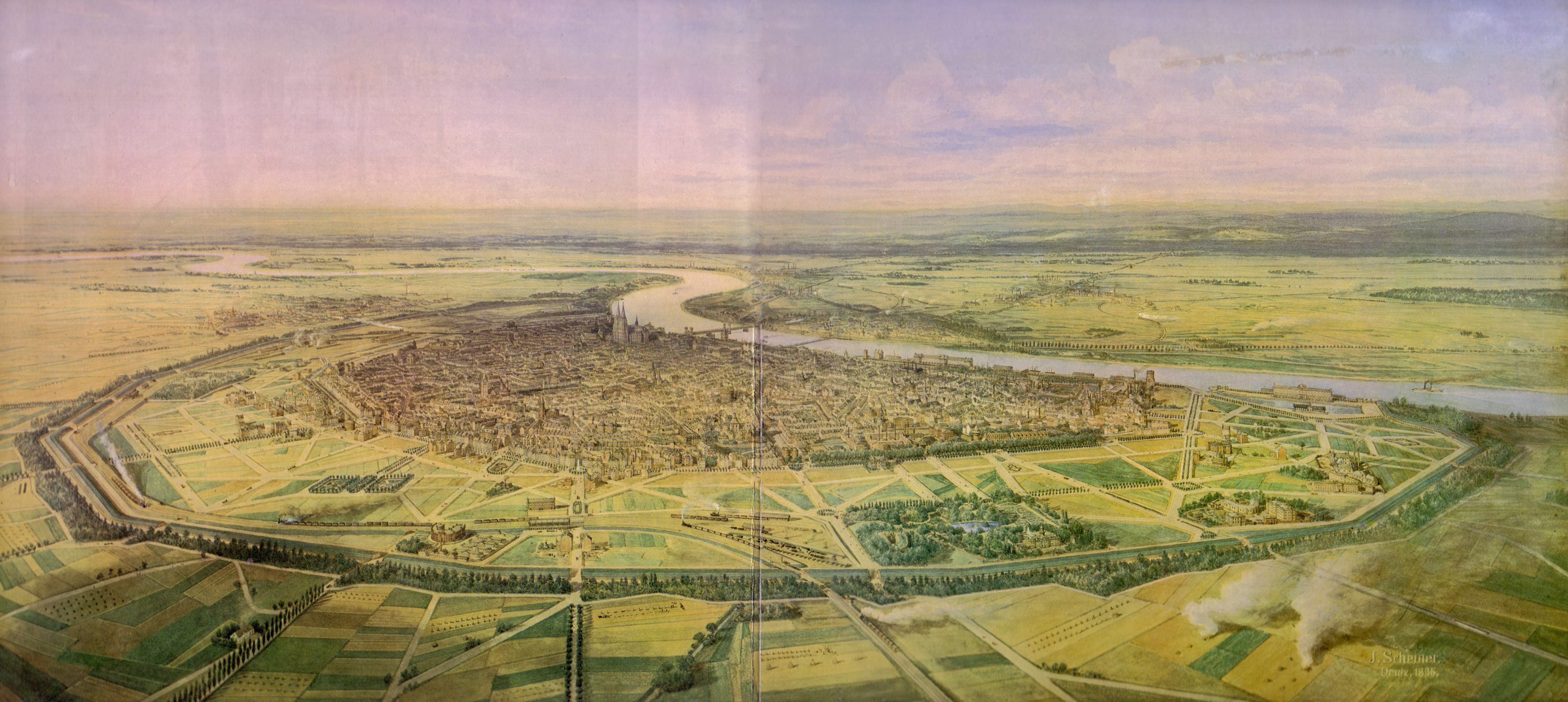
Vogelschauplan der Neustadt (um 1881), gemalt von Jakob Scheiner

Ab der Mitte des 19. Jahrhunderts waren in Köln auf Grund des starken Bevölkerungswachstums annähernd alle verfügbaren Freiflächen innerhalb der mittelalterlichen Stadtmauer erschöpft. Die Erweiterung der Stadt, die durch Handel und Industrie prosperierte, stellte sich dringender als zuvor und die Stadtbefestigung wurde zunehmend als einschnürend erlebt. Allerdings war der Festungsring Kölns in den Jahren zwischen 1825 und 1863 durch das preußische Militär mit elf Forts und sieben Lünetten zu einer der modernsten im damaligen Europa ausgebaut worden. Zudem durfte ein Rayon (Schussfeld) von rund 1 km Breite vor der Stadtmauer nicht bebaut werden. So konnte die Stadt erst 1881 ihre eigene Stadtmauer und das zugehörige Militärgelände erwerben, nachdem der äußere Festungsring 16 km vor der damaligen Stadtgrenze fertiggestellt und die Weiterentwicklung der Geschütztechnik die Schutzwirkung des inneren Festungsrings endgültig überholt hatte. 1881 begann der Abbruch der mittelalterlichen Stadtmauer, die bis auf wenige Torburgen (u. a. Eigelsteintorburg, Hahnentorburg, Severinstorburg) fast vollständig abgetragen wurde.
Die auf dem Militärgelände und dem Rayon ab 1881 errichtete Kölner Neustadt verdoppelte die Kölner Stadtfläche von rd. 400 auf rd. 800 ha. Sie erfolgte nach dem Generalplan „König Rhein“, für den die Arbeitsgemeinschaft von Hermann Josef Stübben und Karl Henrici in einem ausgeschriebenen Wettbewerb den ersten Preis erhielt. Als Haupterschließung der Neustadt wurden die Ringe angelegt, eine großzügige Ringstraße, die sich am Beispiel von Paris und der Wiener Neustadt orientierte. Die Ringe gestaltete Stübben (Stadtbaumeister 1881–1898) in einzelnen Abschnitten, die in historischer Reihenfolge nach den Herrscherfamilien der Kölner und der Deutschen Geschichte benannt wurden. Bereits fünf Jahre nach Baubeginn, 1886, konnten die Ringstraßen eingeweiht werden. Sie entwickelten sich zum bevorzugten, repräsentativen Bauplatz des Stadtbürgertums und wurden von einer Reihe öffentlicher Repräsentationsbauten – wie dem Opernhaus 1902, dem Hohenstaufenbad 1883 und dem Kunstgewerbe-Museum 1901 – geprägt, die fast alle nach dem Zweiten Weltkrieg wegen erheblicher Kriegsschäden abgebrochen wurden.

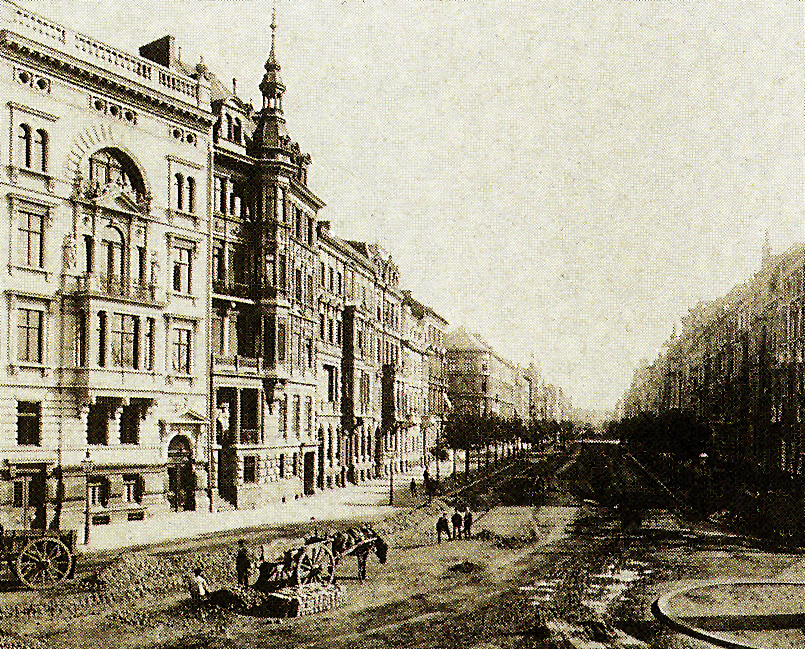
Hohenzollernring (um 1886)
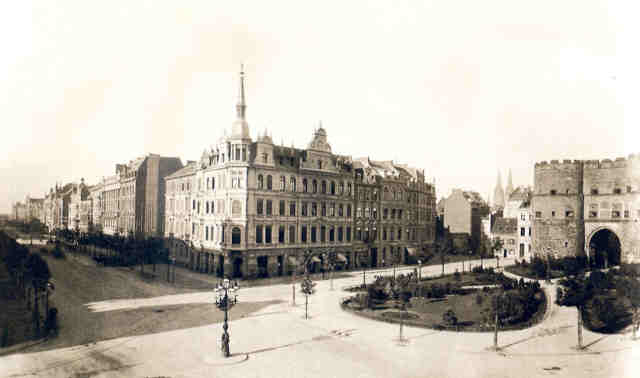
Rudolfplatz mit Hahnentorburg (um 1886)
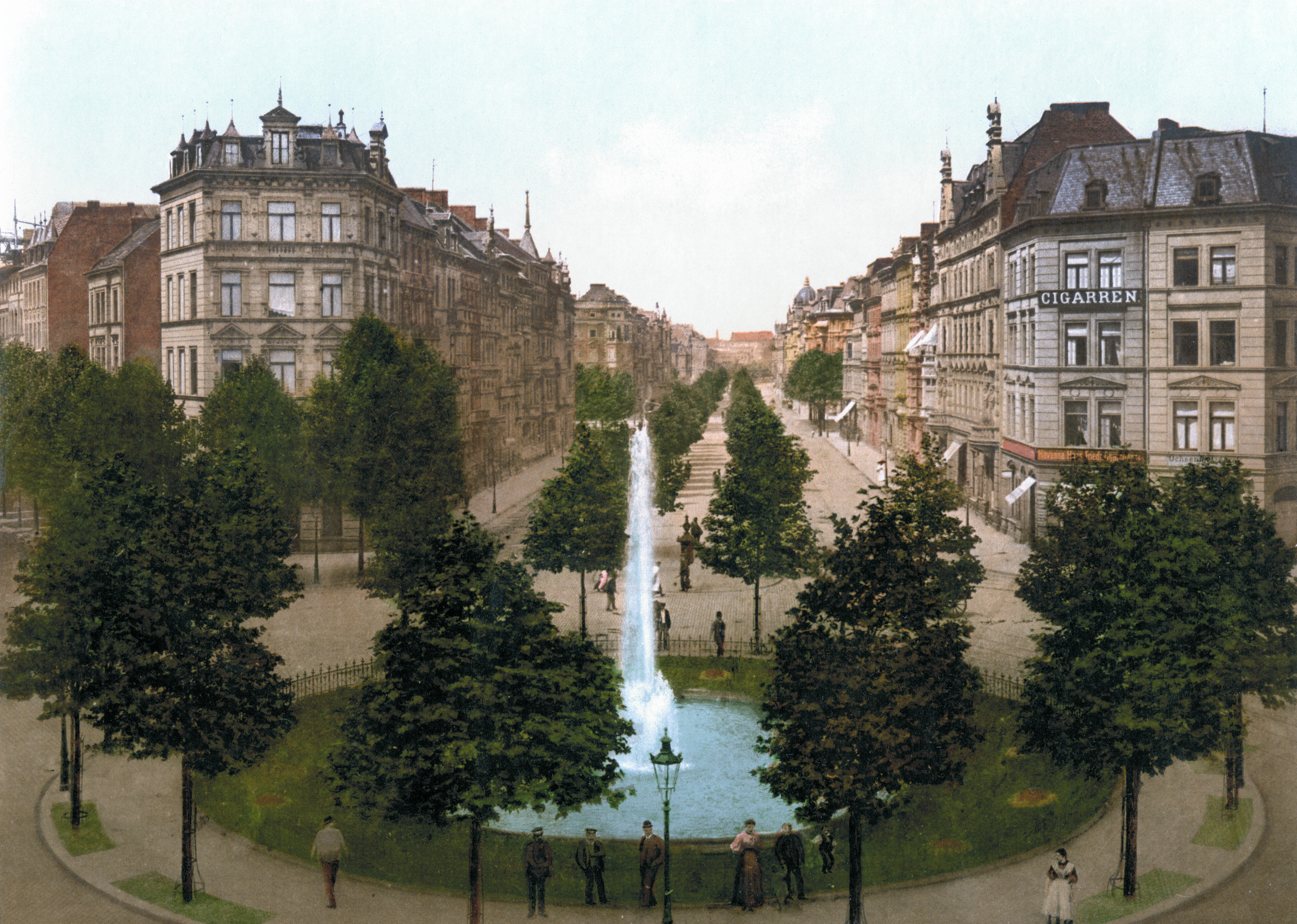
Barbarossaplatz (um 1900)
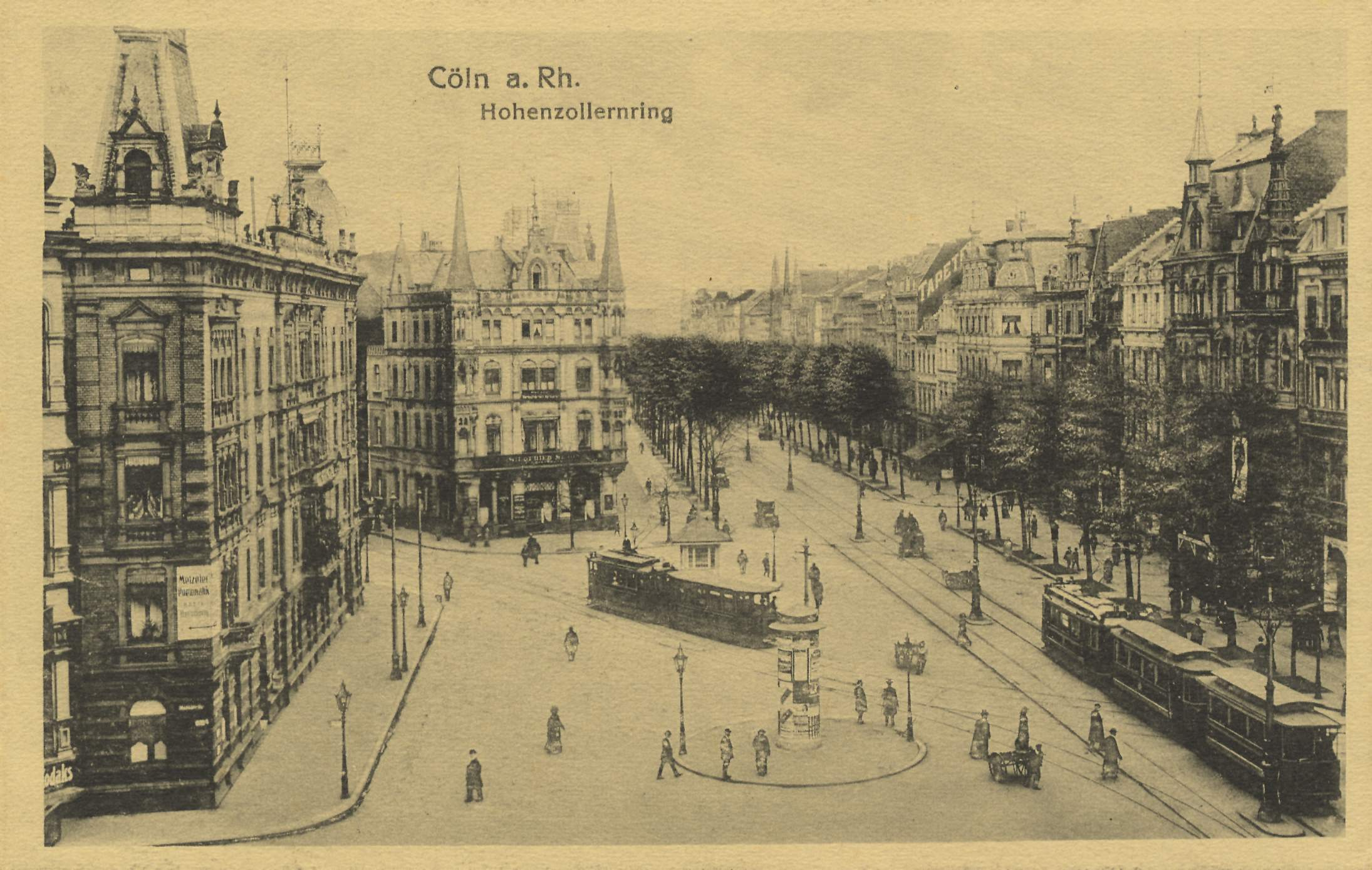
Hohenzollernring (um 1900)
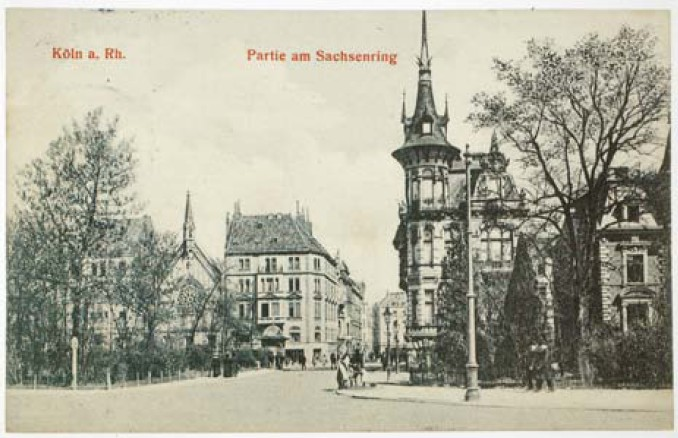
Sachsenring (um 1906)

Die Ringstraße war von den Stadtplanern als „Kette festlicher Räume“ in zehn Abschnitte unterteilt worden, die jeweils durch unterschiedliche Breite und wechselnde Durchgrünung mit zwei oder drei Baumreihen einen eigenen, durchgängig gärtnerisch gestalteten Charakter erhielten. Die Straßenabschnitte endeten meist an Kreuzungen mit ehemaligen Torstraßen, die von den Planern zu individuellen Plätzen ausgestaltet wurden (u. a. Barbarossaplatz, Rudolfplatz). Der Kaiser-Wilhelm-Ring und der Deutsche Ring (heute Theodor-Heuss-Ring) wurden insgesamt als Grünanlage ausgestaltet. Die Entwicklung der Neustadt erfolgte in den folgenden Jahrzehnten konsequent im Rahmen der Gesamtplanung. Stübben schuf eine Reihe gliedernder Diagonalstraßen, die auf Sternplätzen zusammenliefen. Die mittelalterlichen Torbauten wurden in die Sichtachsen einbezogen und die für die Neustadt geplanten Kirchen als markante Blickpunkte auf die Ringstraßen ausgerichtet. Die Bebauung der Neustadt war im ersten Jahrzehnt des 20. Jahrhunderts weitgehend abgeschlossen und gilt im Rückblick als eine bedeutende, spätklassizistische Anlage und als markantes Beispiel des Historismus und des historistischen Städtebaus. Obwohl die Ringe heute immer noch urbanes Rückgrat der Stadt sind, sind sie in ihrer städtebaulichen Qualität beschädigt, sowohl durch die Kriegszerstörung als auch durch ihre zunehmende Prägung als Verkehrsachse.

### Domumgebung

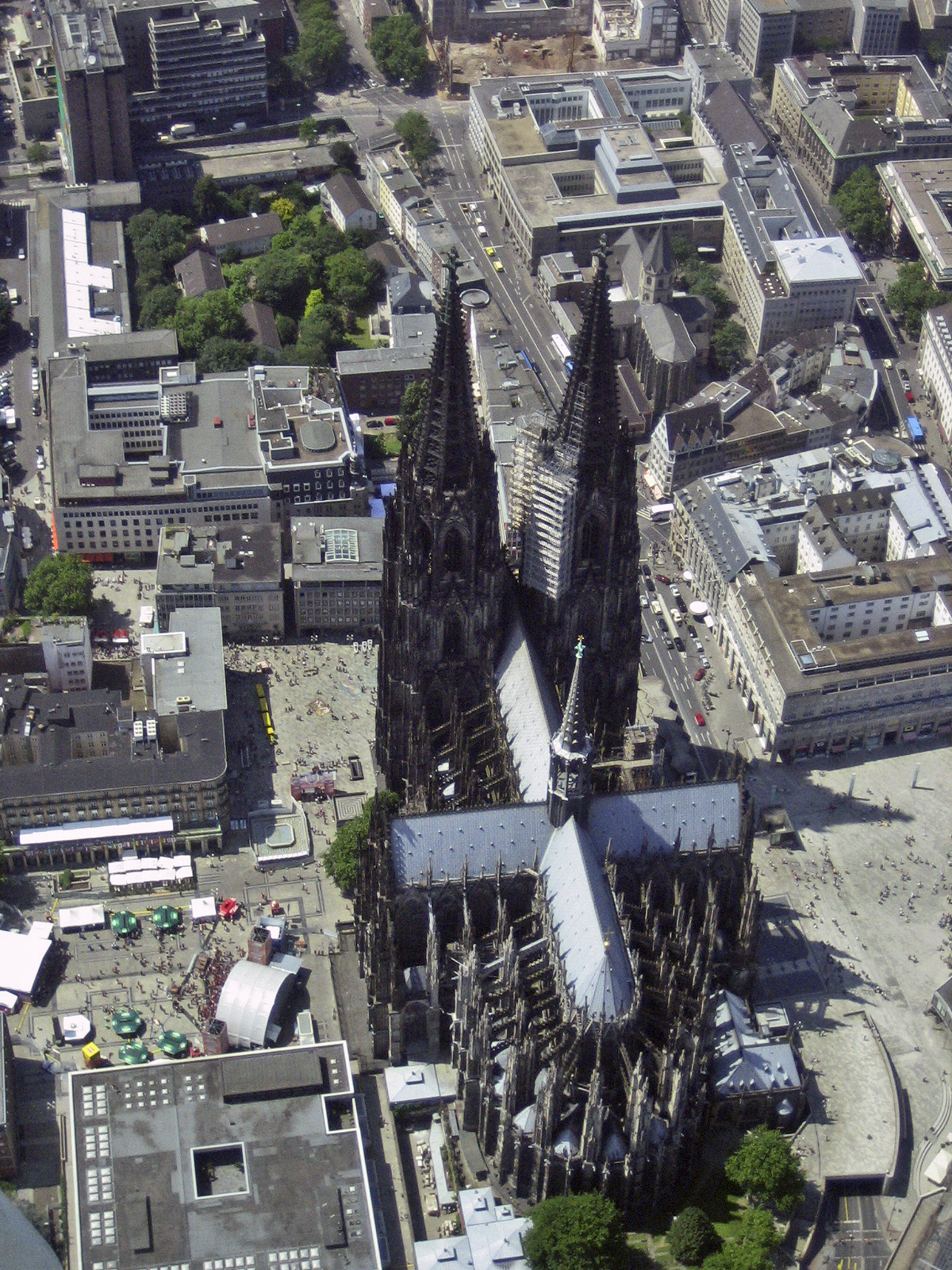
Freigestellt: der Dom auf axial ausgerichteten Plätzen

Die als nationale Aufgabe verstandene Vollendung des Domes verschaffte Köln 1880 ein bis heute emblematisches Wahrzeichen und einen herausgehobenen Bezugspunkt in der Stadtsilhouette. Die Bauarbeiten, die seit den 1530er Jahren geruht hatten, wurden 1842 wieder aufgenommen; 1880 konnte der vollendete Dom feierlich eröffnet werden. Bis zur Jahrhundertwende erhielt die Domumgebung einen dezidiert großstädtischen Charakter, als der Dom auf großzügigen Plätzen freigestellt wurde. Zahlreiche kleinere Gebäude, die bis an den Dom heran gebaut waren, wurden abgerissen, so dass der Dom auf dem Domhügel einen monumentalen Charakter erhielt. Die Plätze in der Domumgebung, Dom-Kloster im Westen und Dom-Hof (heute Roncalli-Platz) im Süden, wurden axial auf den Dom ausgerichtet und erhielten als Randbebauung palastartig gestaltete Gebäude (u. a. Dom-Hotel (1890–1893), Excelsior Hotel Ernst (1910), Hotel Fürstenhof (1911–1912), Deichmannhaus (1913–1914)). Der großstädtische Charakter der Domumgebung hat sich bis heute erhalten, zumal das Bauensemble beim Wiederaufbau behutsam ergänzt wurde (u. a. durch das Domforum 1952/53 und das Blau-Gold-Haus 1952 sowie durch die neue Eingangshalle des Hauptbahnhofs 1955–1957). Gleichzeitig wurde allerdings kritisiert, dass der Dom zwar als Blickpunkt wirke, aber in seiner Insellage nicht gut genug in die übrige Stadtbebauung eingebunden sei.

### Geschäftszentrum Innenstadt
Nach der Jahrhundertwende bildete sich in Köln ein neues stadtplanerisches Ideal heraus, das der „Vision Großstadt“ folgte. Treibende Kraft für dieses neue Verständnis von Baukultur wurde Carl Rehorst, der von 1907 bis zu seinem Tod 1919 als Beigeordneter für die gesamte Bauverwaltung verantwortlich für die Kölner Stadtplanung wurde. Rehorst suchte vor allem in der kleinteilig bebauten Altstadt mit Straßendurchbrüchen und verbreiterten, in großen Kurven geführten Straßen Raum zu schaffen für repräsentative Geschäfts- und Bürohäuser. So schuf er eine neue Ost-West-Achse, indem er den lange angedachten Bau der Deutzer Hängebrücke (1913–1915) durchsetze, und in ihrer Verlängerung die Gürzenichstraße durchbrechen und die Schildergasse verbreitern ließ. Die ihm wichtige große Geste setzte er fort in einem großzügigen Übergang am Neumarkt von der Schildergasse zur vollständig neu angelegten Zeppelinstraße, die auf der Fläche von ehemaligen Militärgebäuden gebaut wurde. Für die von unterschiedlichen Architekten errichteten Großbauten konnte Rehorst sein Konzept der Baukunst verwirklichen, indem er eine einheitliche Traufenführung und eine reduzierte Materialwahl für die gestalteten Werksteinfassaden durchsetzte. (Gürzenichstraße: Warenhaus Tietz (1912–1914), Palatium (1912); Schildergasse: Haus Hindenburg (1914–1915); Zeppelinstraße: Kaufhaus Isay (1913–1915), Kaufhaus Peters (1910–1914, heute: Karstadt), Olivandenhof (1913), wenig später ergänzt durch den Schwerthof (1921–1922)).

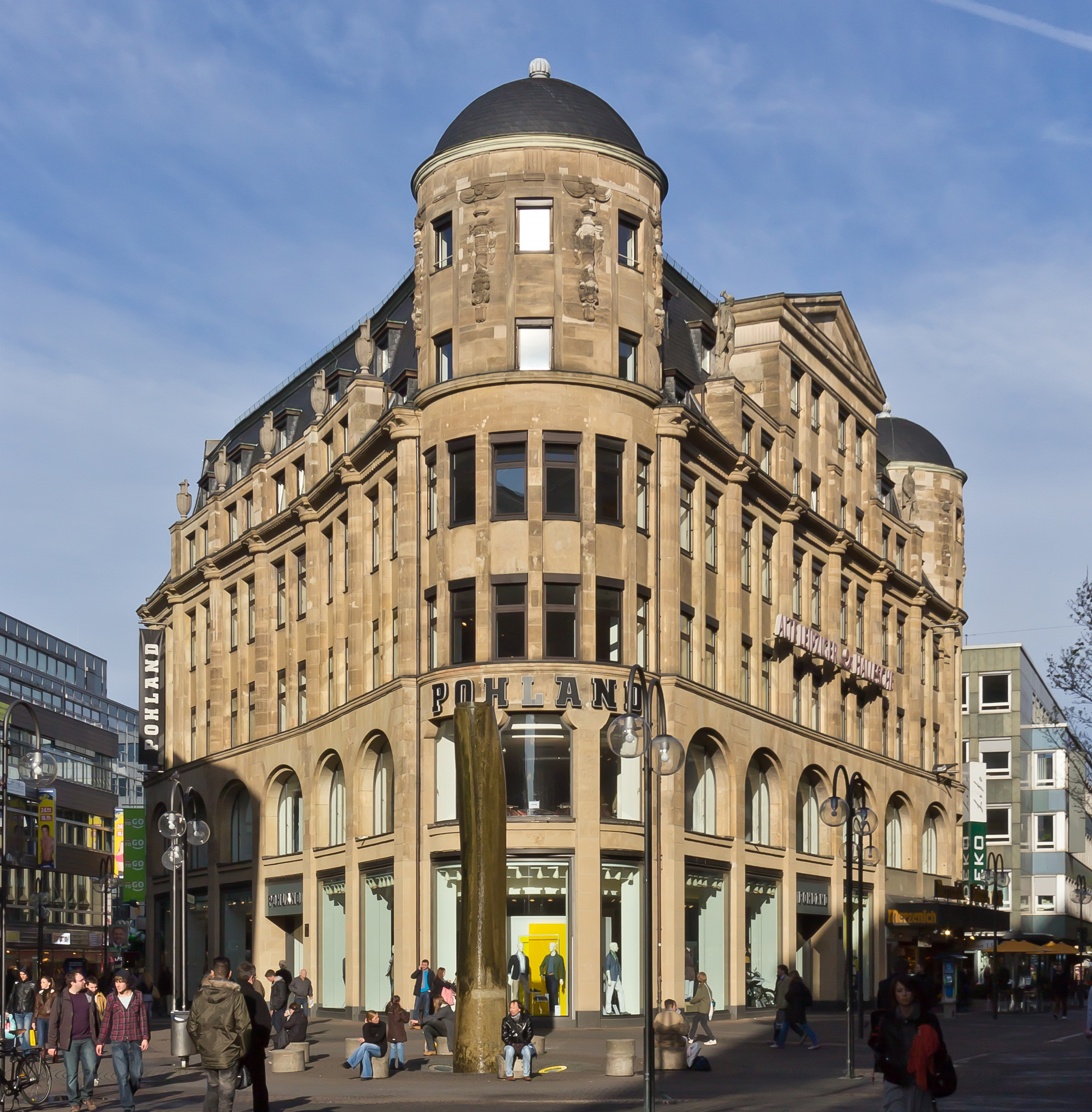
Palatium (W. Kreis 1912)
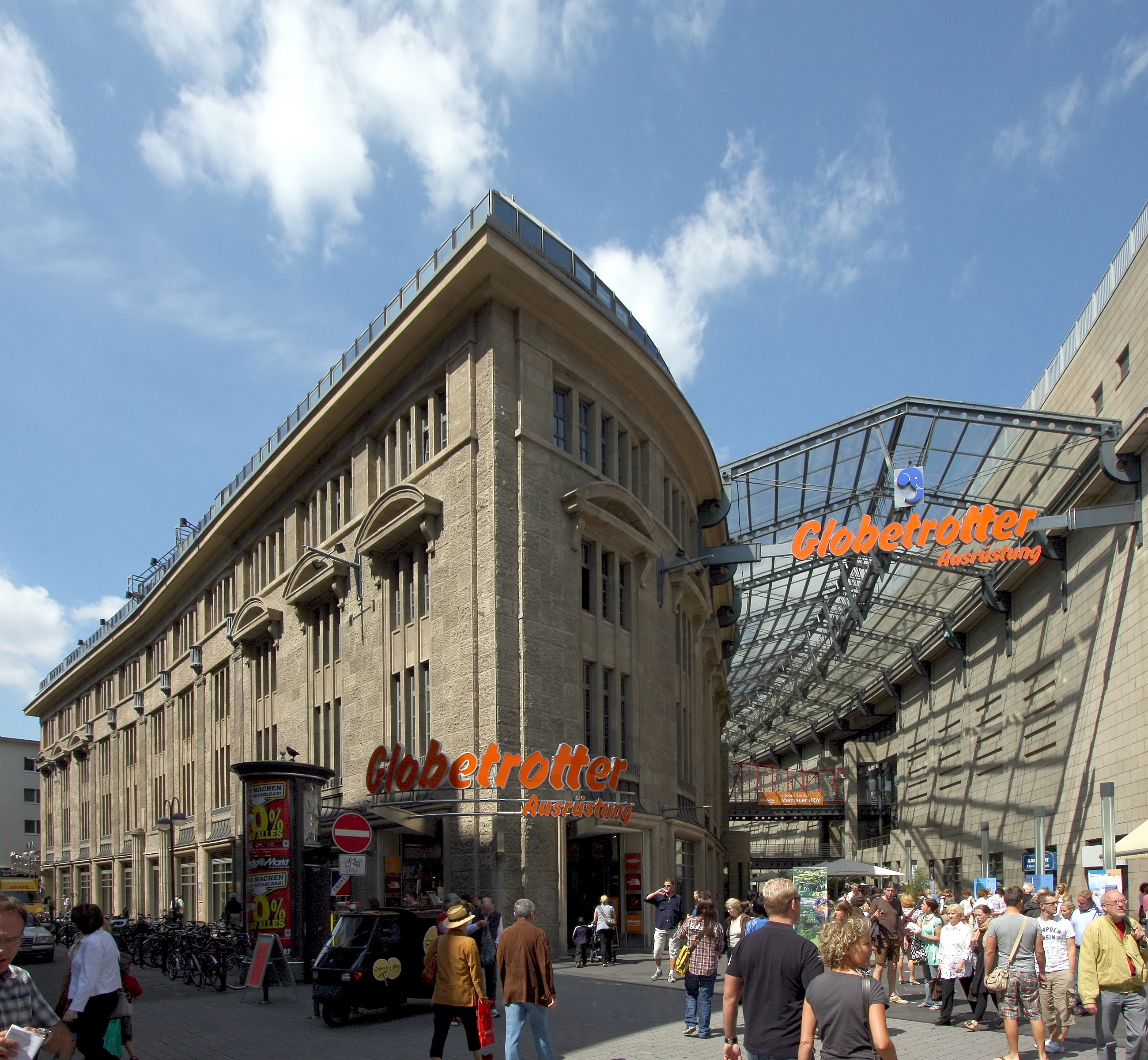
Olivandenhof (H. E. Pflaume 1913)
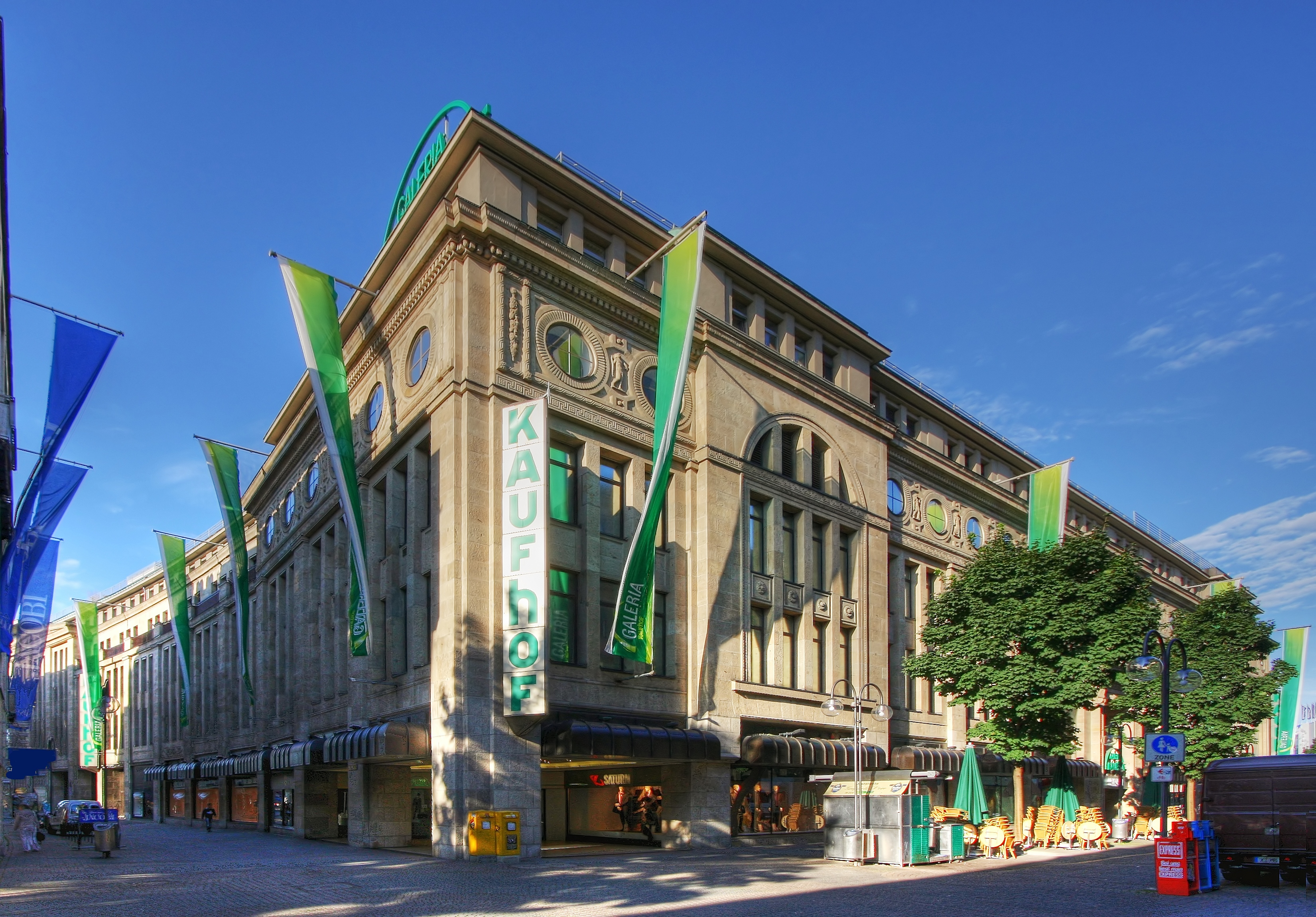
Warenhaus Tietz (W. Kreis 1912–14)
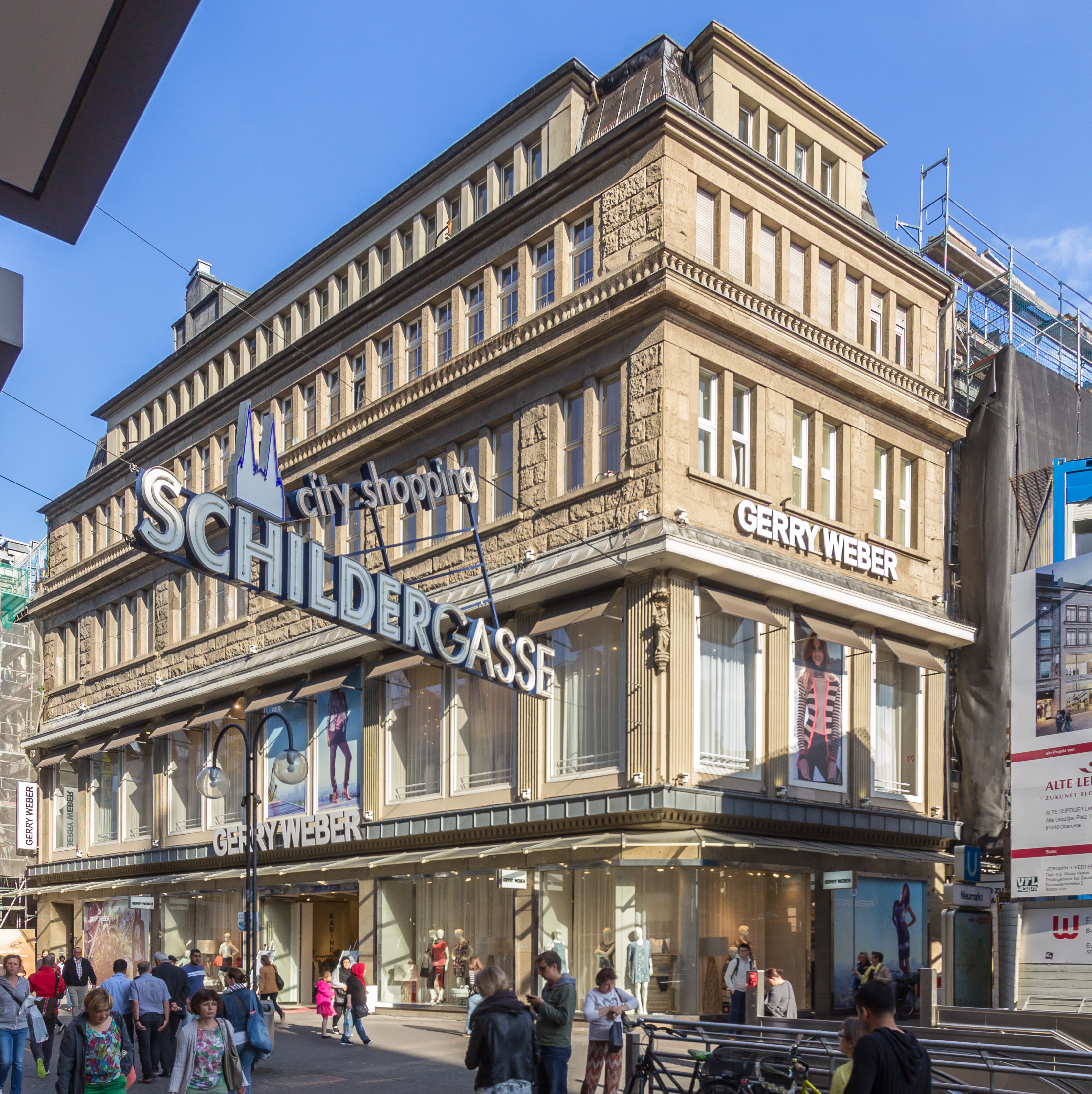
Haus Hindenburg (H. E. Pflaume 1914–15)
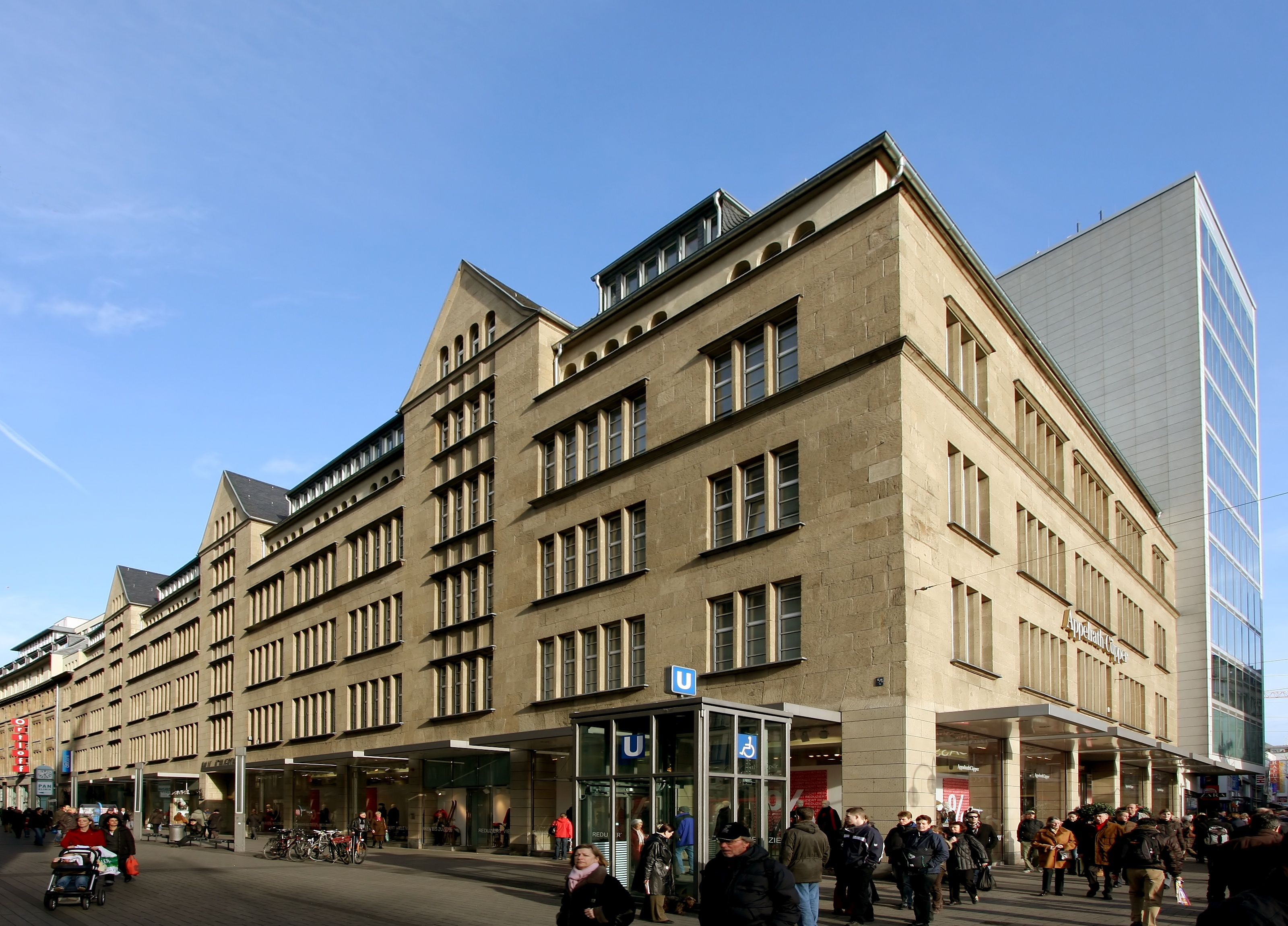
Schwerthof (J. Koerfer 1921–22)

Die Durchbrüche und die Brückenrampen setzten tiefe Schnitte in das mittelalterliche und barocke Siedlungsgefüge. Dennoch gelten die neuen Straßenzüge als Musterbeispiele der damaligen städtebaulichen Vorstellungen im Sinne von Camillo Sitte, die der Innenstadt Kölns den Aufschwung zu einem pulsierenden Geschäftszentrum ermöglicht hätten. An die großstädtische Vision dieser Straßenzüge konnte in architektonischer Hinsicht jüngst erst wieder das Weltstadthaus (2005) anknüpfen.

## Stadtentwicklung in der Zwischenkriegszeit

### Grüngürtel
Nach Ende des Ersten Weltkriegs bemühten sich die Stadtväter, die ringförmig gewachsene Stadt nach den modernsten Erkenntnissen großräumiger, luftiger und durchgrünter Stadtplanung weiterzuentwickeln. Als Entwicklungsraum bot sich der innere Grüngürtel an, dessen Areal seit 1907 nicht mehr für militärische Zwecke freigehalten werden musste. Der neu gewählte Oberbürgermeister Konrad Adenauer ließ 1919 einen Wettbewerb ausschreiben, bei dem sich der Entwurf von Fritz Schumacher durchsetzte, der anschließend den Auftrag erhielt, einen Generalsiedlungsplan für ganz Köln zu entwickeln. Bei dessen Entwicklung ließ sich der Stadtplaner nicht mehr von Fluchtlinien und Stadtparzellen leiten, sondern suchte einen übergreifenden, raumgestalteten Ansatz, der wesentlich von den landschaftlichen Flächen her gedacht wurde.
Schumacher (Stadtbaumeister 1920–1923) schwebte vor, die in den Ringen erstarrte, konzentrische Siedlungsform Kölns durch zwei große halbkreisförmige Grünanlagen aufzulockern und zu durchlüften – den inneren und dem äußeren Grüngürtel. Gleichzeitig sollten diese beiden Anlagen durch radiale grüne Keile (wie beispielsweise am Lindenthaler Kanal) verbunden sein. Adenauer gelang es, die neue Konzeption gegen politische Widerstände durchzusetzen, so dass der innere Grüngürtel bis 1924 mit einer Fläche von 85 ha vollendet werden konnte. Der äußere Grüngürtel entstand auf dem Gelände des ehemaligen, weitgehend abzutragenden äußeren Festungsgürtels in wesentlichen Teilen von 1927 bis 1929.

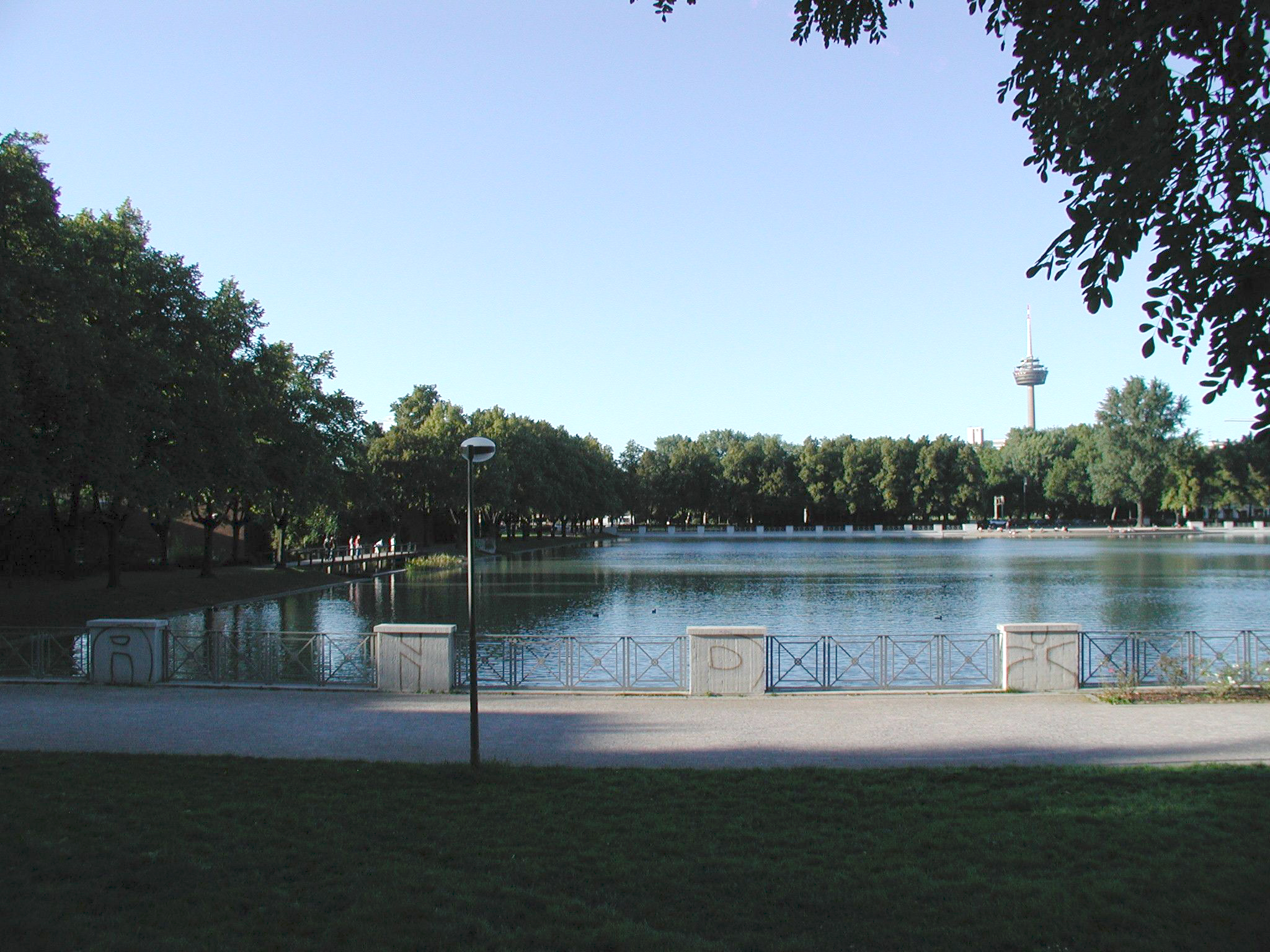
Aachener Weiher mit dem Colonius im Hintergrund
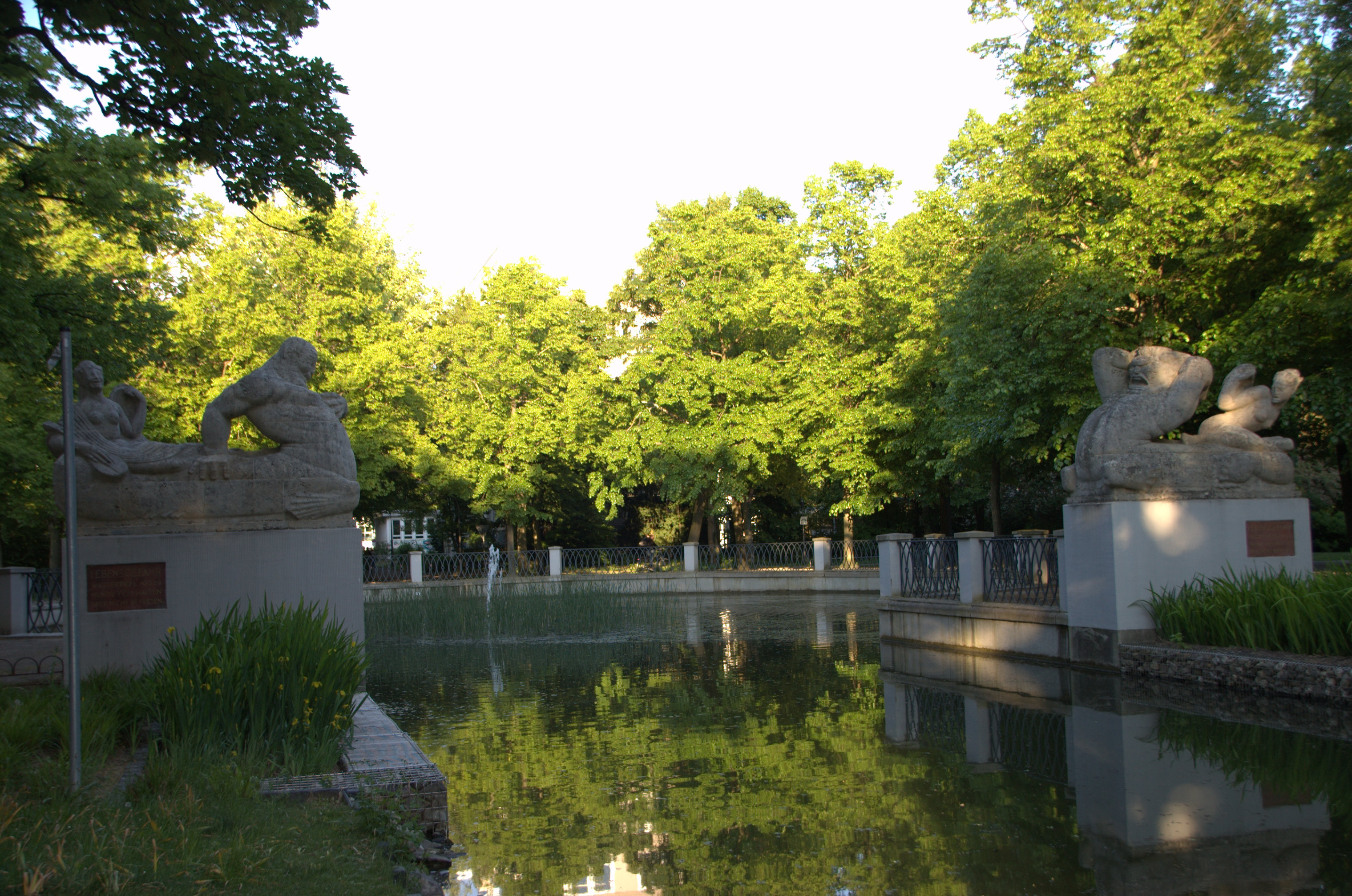
Lindenthaler Kanal
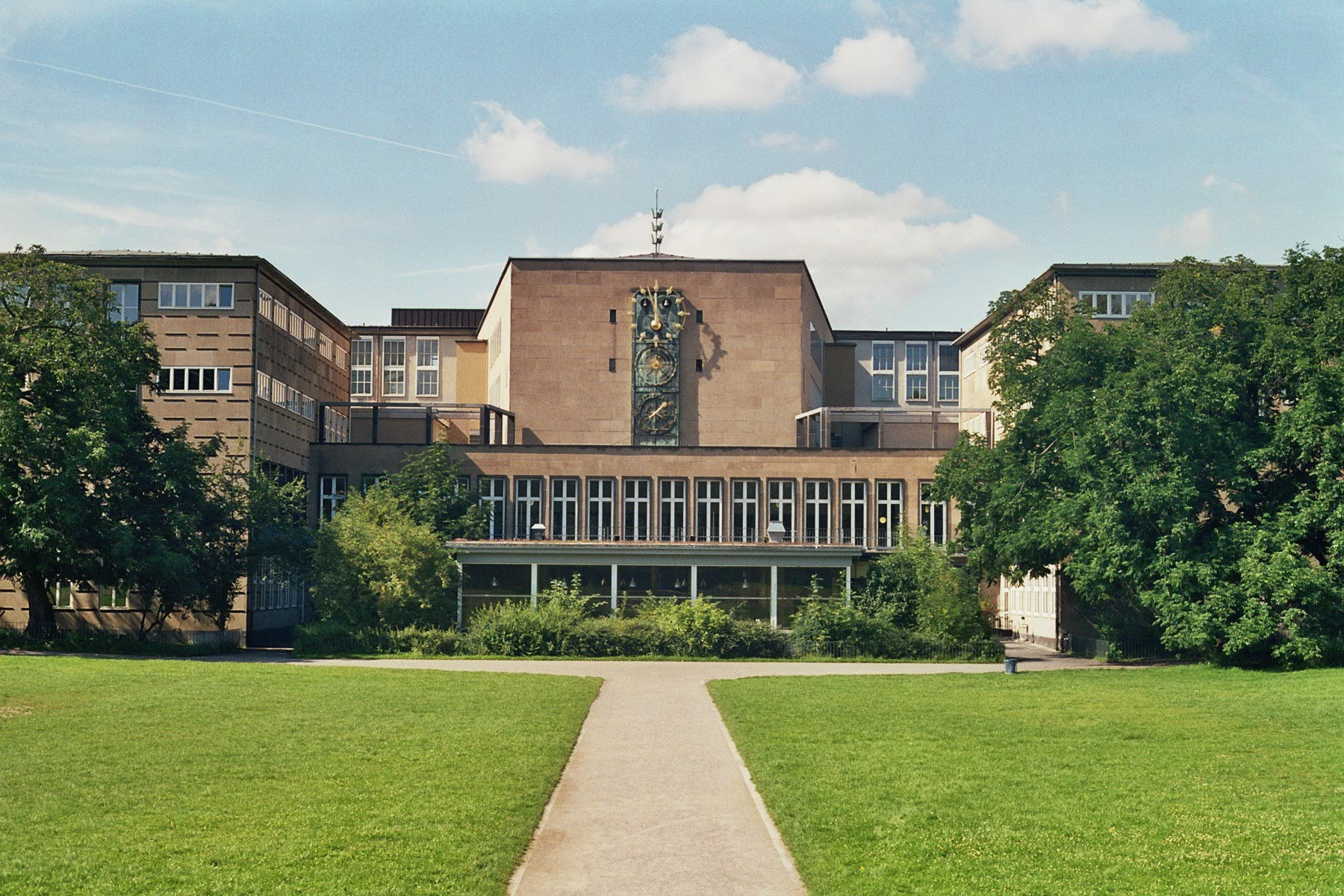
Universitätsgebäude

Der citynahe innere Gürtel sollte nach dem Willen der Planer mit der rahmenden Architektur zu einer Einheit zusammenwachsen. Allerdings konnte von den in sonoren, etwas massigen Formen geplanten umfangreichen Bauten – feingestaffelten Baublöcken, Bauten für Wissenschaft und Kunst und einem monumentalen Bahnhof – aus wirtschaftlichen Gründen lediglich das Hauptgebäude der Universität (1929–1934)
realisiert werden. So verwirklichte sich de facto ein freier, 1920 publizierter Gegenentwurf von Paul Bonatz, der den gesamten Grüngürtel im Wesentlichen von Bebauung freigehalten sehen wollte. Allerdings wurde das Grün teilweise repräsentativ gestaltet, wie beispielsweise im Umfeld des Aachener Weihers. Ansonsten aber sollte es vorwiegend den Freizeitaktivitäten der Kölner dienen und enthielt daher zahlreiche Sport-, Spiel- und Wiesenflächen. Der von Adenauer gewünschte Grüngürtel für jedermann wurde so zu einem Volkspark, der architektonisch unterschiedlich geformt und mit eingestreuten Schmuckanlagen Gelegenheit für Erholung und Spaziergänge bot. Demgegenüber blieb der äußere Grüngürtel landschaftlich offener. Nach dem Krieg erhielt der Innere Grüngürtel durch die planerisch eingebundenen und begrünten Trümmerberge ein differenziertes Bodenrelief. Der Neubau des Museums für Ostasiatische Kunst 1977 und des Fernmeldeturms Colonius 1981 setzten weitere, allerdings nur punktuelle Akzente. Heute wird der innere Grüngürtel zum bedeutsamen städtebaulichen Inventar Kölns gerechnet, da er die Funktion eines modernen, vielfältig nutzbaren Großstadtparks übernimmt.

### Messe am Rheinpark

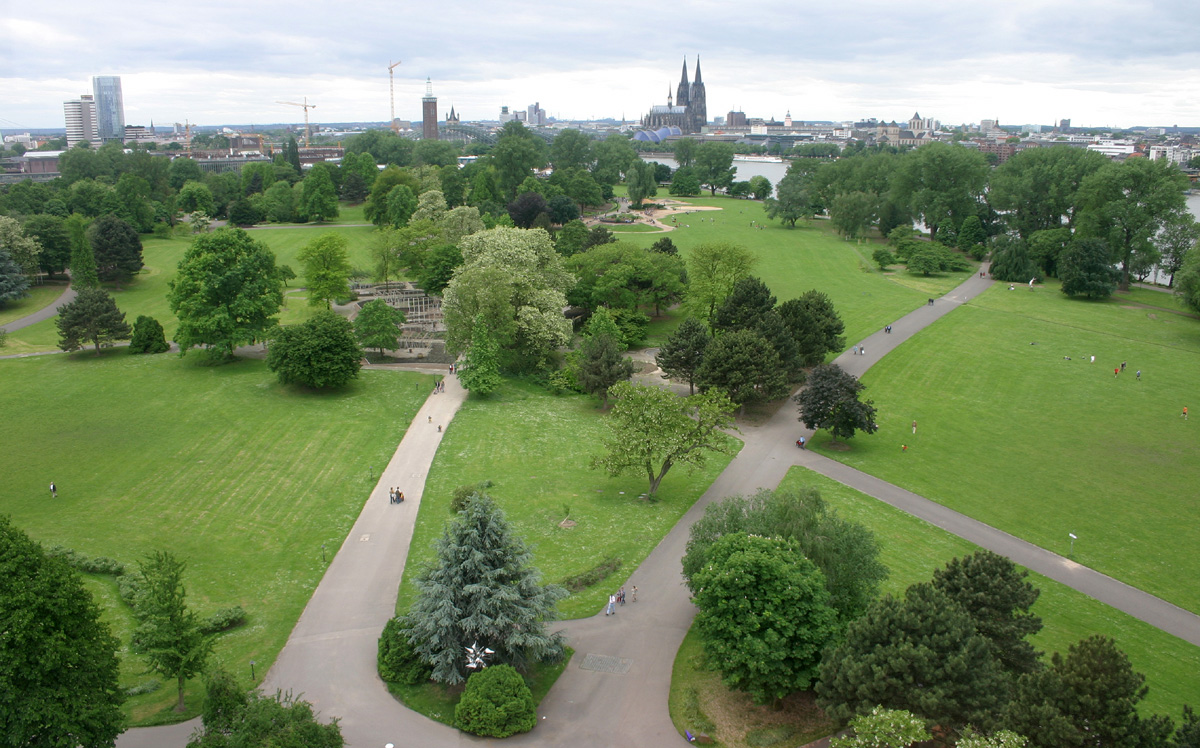
Grünes Rheinufer: der Rheinpark

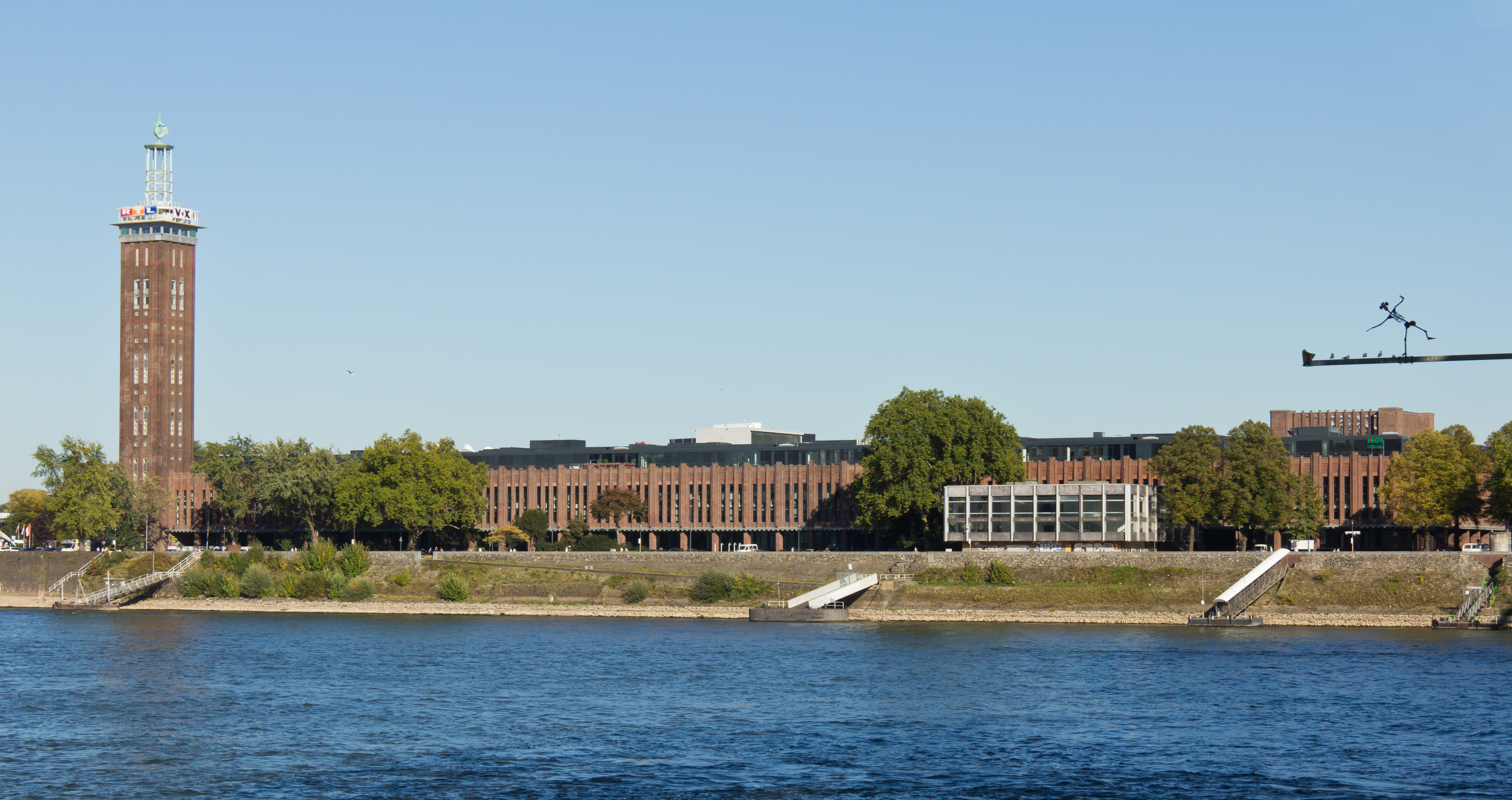
Hervorragende städtebauliche Position: Rheinhalle und Messeturm

Am rechtsrheinischen Ufer nördlich von Deutz war die bis dahin aus militärischen Gründen frei gehaltene Fläche bis 1913 in eine Parklandschaft verwandelt worden, die ideale Voraussetzungen für Großausstellungen und Messen bot. Daher fand hier 1914 die Werkbundausstellung statt, die wesentliche Impulse für die moderne Architektur geben sollte. Um die Position Kölns als Handelszentrum zu stärken, setzte Oberbürgermeister Konrad Adenauer nach dem Ersten Weltkrieg durch, auf dem Gelände Messehallen zu errichten, die zunächst abschätzig als Adenauers Pferdeställe bezeichnet wurden. Erst durch die 1928 errichtete repräsentative Mantelbebauung, die Stadtbaumeister Adolf Abel anlässlich der Internationalen Presseausstellung Pressa in einer Mischung aus expressionistischer Architektur und Neuer Sachlichkeit gestaltete, erhielten die Rheinhallen ihre prägende Silhouette. Die bis heute charakteristische Schauseite zum Rhein wurde durch den 86 Meter hohen Messeturm und das Staatenhaus wirkungsvoll ergänzt. Die weitläufige Ausstellungslandschaft mit dem Postkartenblick auf die Altstadt ermöglichte einen hocherschlossenen Messestandort in hervorragender städtebaulicher Position. Das sich anschließende Rheinparkgelände wurde in den Bundesgartenschauen 1957 und 1971 als Parkanlage großzügig neu gestaltet; diese entwickelte sich damit zum Herzstück für begrünte Rheinufer und für die gärtnerisch geformte Stadtlandschaft am Rhein.

### Martinsviertel

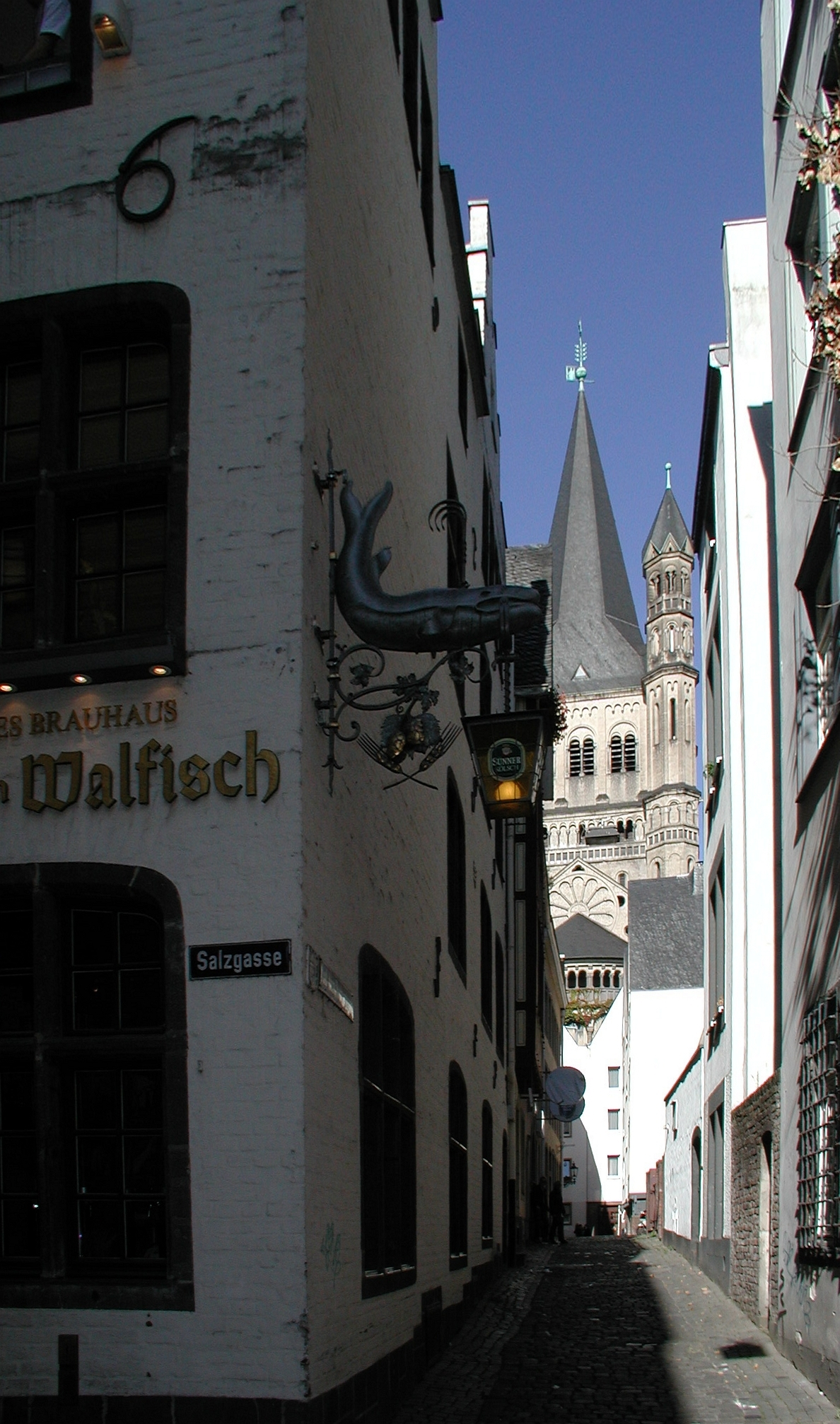
Historisch neu gebaut: Eckgebäude Salzgasse

Nur ein Kölner Stadtviertel hat bis heute ein fast durchgängig mittelalterliches Stadtbild bewahrt, mit kleinparzelligen Grundstücken und engen Straßen auf einem historisch gewachsenen Stadtgrundriss: das sogenannte Martinsviertel, das sich rund um die Kirche Groß St. Martin erstreckt und im Osten vom Rheinufer und im Westen von den beiden Plätzen Alter Markt und Heumarkt begrenzt wird. Umgangssprachlich wird es heute mit der Kölner Altstadt gleichgesetzt, die natürlich viel größer war; sein heutiges Gesicht hat das Viertel nichtsdestoweniger wesentlich durch die Sanierung in den 1930er Jahren erhalten.
Das Martinsviertel war bis in die 1920er Jahre vollständig verelendet und heruntergekommen und wegen der herrschenden Raumnot zu über 90 % überbaut. Es herrschten katastrophale hygienische Verhältnisse. Von 1927 bis 1932 wurde daher für das damals Rheinviertel genannte Areal eine grundlegende Sanierung geplant, die allerdings erst durch die seit 1933 herrschenden nationalsozialistischen Stadtväter – mit entsprechender ideologischer Motivation – umgesetzt wurde. Um Luft und Licht zu schaffen, wurden die beiden bis dahin zugebauten Plätze Eisenmarkt (1936) und Ostermannplatz (1937–1939) neu geschaffen. Zudem wurde die Salzgasse an den Kreuzungen verbreitert. Die Planer und Denkmalpfleger erhielten künstlerisch wertvolle Häuser und Ausstattungsstücke; zudem bewahrten sie die Silhouette der Rheinfront mit den überwiegend spitzgiebligen Häusern. Ansonsten wurden rund 30 % der Gebäude in alter Anmutung neu errichtet, die teilweise durch historische Bauteile (Maueranker, Portale) Historizität erhielten. Die Stadtplaner schufen so den fiktiven Zustand eines mittelalterlichen Kölns im Zeichen „einstiger Größe“. Die Sanierung galt in ihrer Zeit als das umfangreichste Unternehmen der Denkmalpflege seit der Domvollendung und erscheint heute als „Denkmal der Denkmalpflege“.
Nach der starken Kriegszerstörung erfolgte der Wiederaufbau weitgehend in den Strukturen und nach den Vorstellungen der 1930er Jahre, wodurch das Martinsviertel seine idealtypisch mittelalterliche Erscheinung und das Kölner Rheinpanorama seinen emblematischen Charakter bewahren konnten.

## Wiederaufbau nach dem Zweiten Weltkrieg
Köln war nach 262 Bombenangriffen am Ende des Zweiten Weltkrieges eine verwüstete Stadt; rund 80 Prozent der Innenstadt galten als zerstört. Um den Wiederaufbau umsichtig zu planen, wurde Rudolf Schwarz von 1946 bis 1952 zum Generalplaner verpflichtet. Seine Überlegungen zum „neuen Köln“ gelten als menschenfreundliche und metaphysisch grundierte Planung, die den Wiederaufbau mit Augenmaß und mit Respekt vor historischen Erbe abbilden wollte. Dem Generalplaner gelang es nicht, sich in allen Belangen gegenüber widerstreitenden Interessen durchzusetzen. Allerdings konnte er die überlieferte städtische Grundrissstruktur bewahren, u. a. indem er die großen Verkehrsstraßen nicht durch die Quartiersmittelpunkte führte, sondern eher als Grenzen zwischen den Veedeln (Stadtvierteln) verstand. Zudem gelang es Schwarz, einen relativ hohen Anteil von Wohnungen innerhalb der Innenstadt zu erhalten und die Idee der grünen Rheinufer fortzuentwickeln. Im Rückblick wird ihm ein im Ganzen akzeptabler Umgang mit historischer Substanz bescheinigt – bei manchen Sünden im Einzelnen. Der Wiederaufbau nach den verheerenden Kriegszerstörungen veränderte das Stadtbild grundlegend: „Keine andere Großstadt in Deutschland ist mehr von den 50er Jahren geprägt als Köln.“

### Verkehrsachsen
Im Dritten Reich wurde 1935/36 eine Stadtplanung erstellt, die überdimensionierte Straßendurchbrüche in Form eines Achsenkreuzes vorsahen; bis in die 1940er Jahre wurde dazu die Ost-West-Achse (Hahnenstraße) vom Rudolfplatz an den Ringen über den Heumarkt bis zur Deutzer Brücke als 68 Meter breite Aufmarsch-Allee mit Abbrüchen vorbereitet. Nach dem Krieg gelang es, die Verkehrsachse auf ein stadtverträglicheres Maß zurückzuführen und im Bereich zwischen Rudolfplatz und Neumarkt in einer luftigen architektonischen Form nach den mit Schwarz abgestimmten Plänen von Wilhelm Riphahn zu bebauen. Durch die Verkehrsführung der Ost-West-Achse über den Heumarkt hat der Platz, der in der Reiseliteratur des 17. Jahrhunderts zu den schönsten Plätzen Europas gezählt wurde, seine geschlossene Gestalt und seine städtebauliche Qualität verloren, um deren Wiedergewinnung seit den 1980er Jahren gerungen wird.

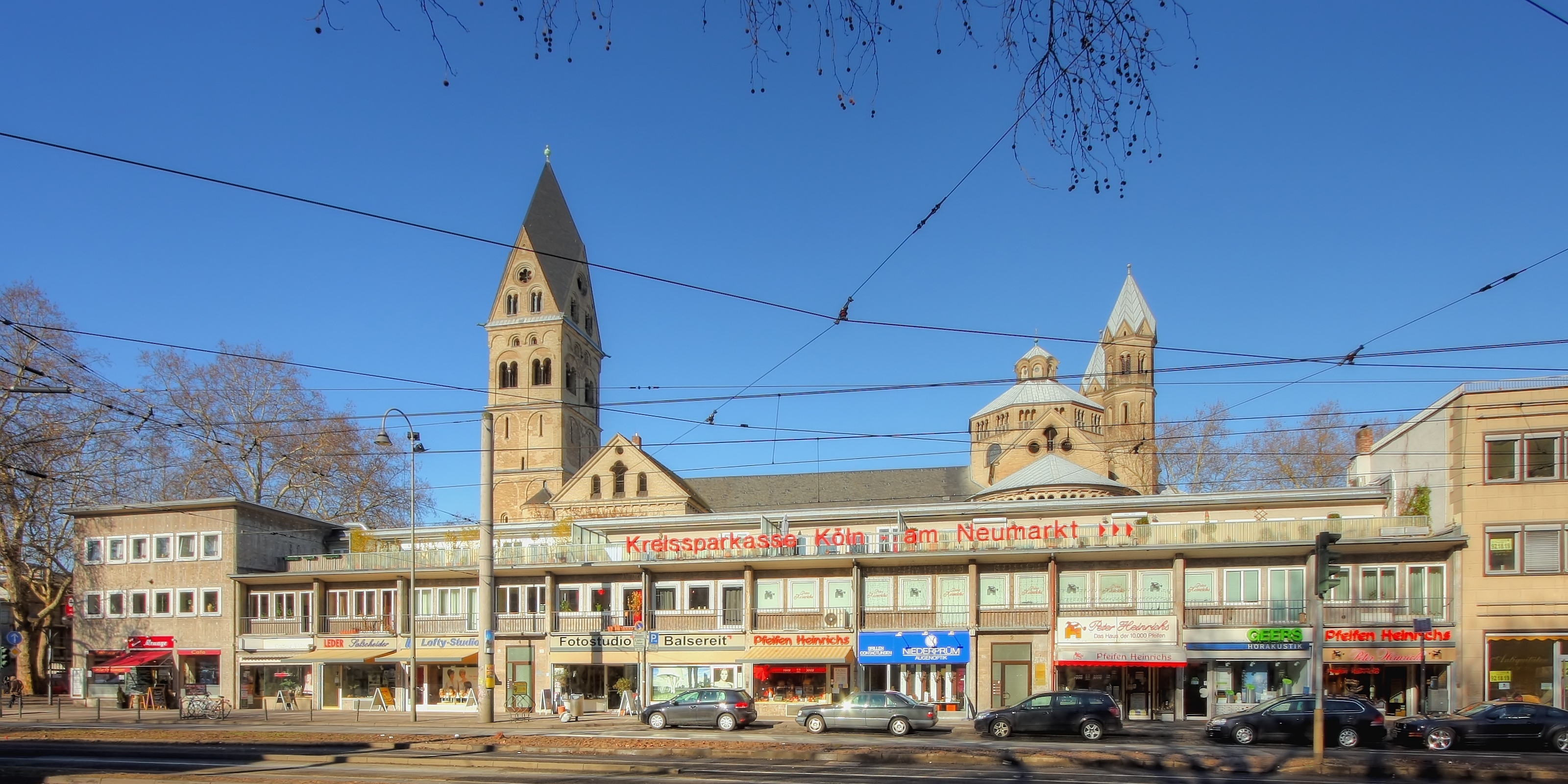
Hahnenstraße
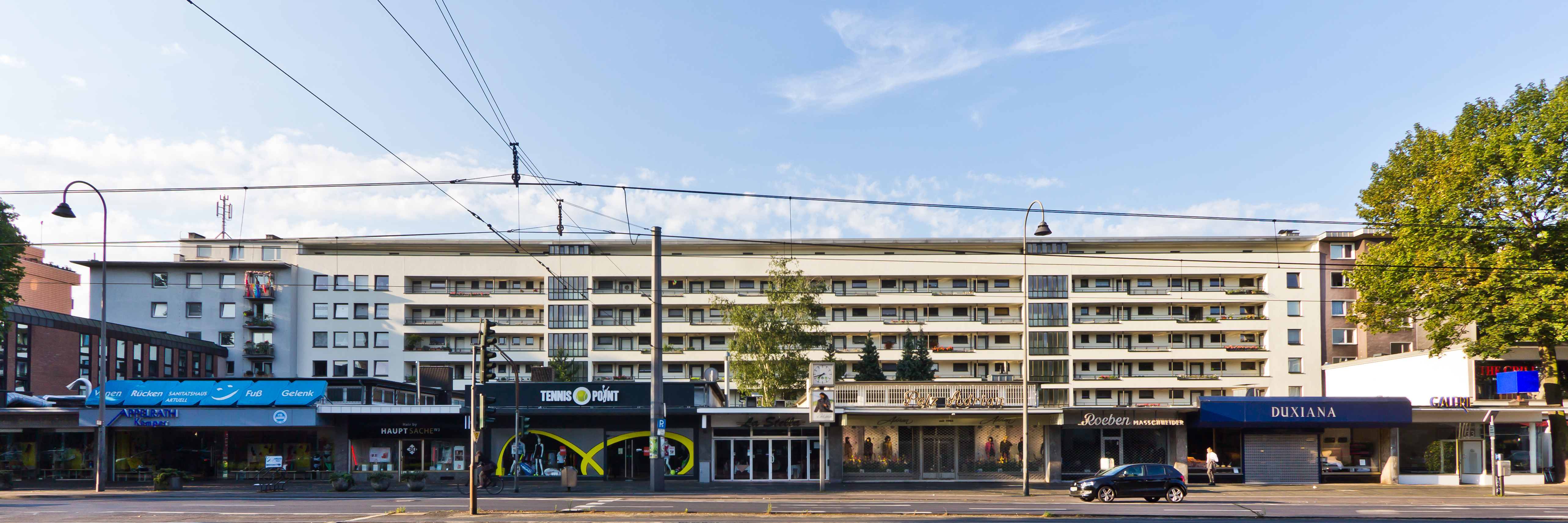
Hahnenstraße
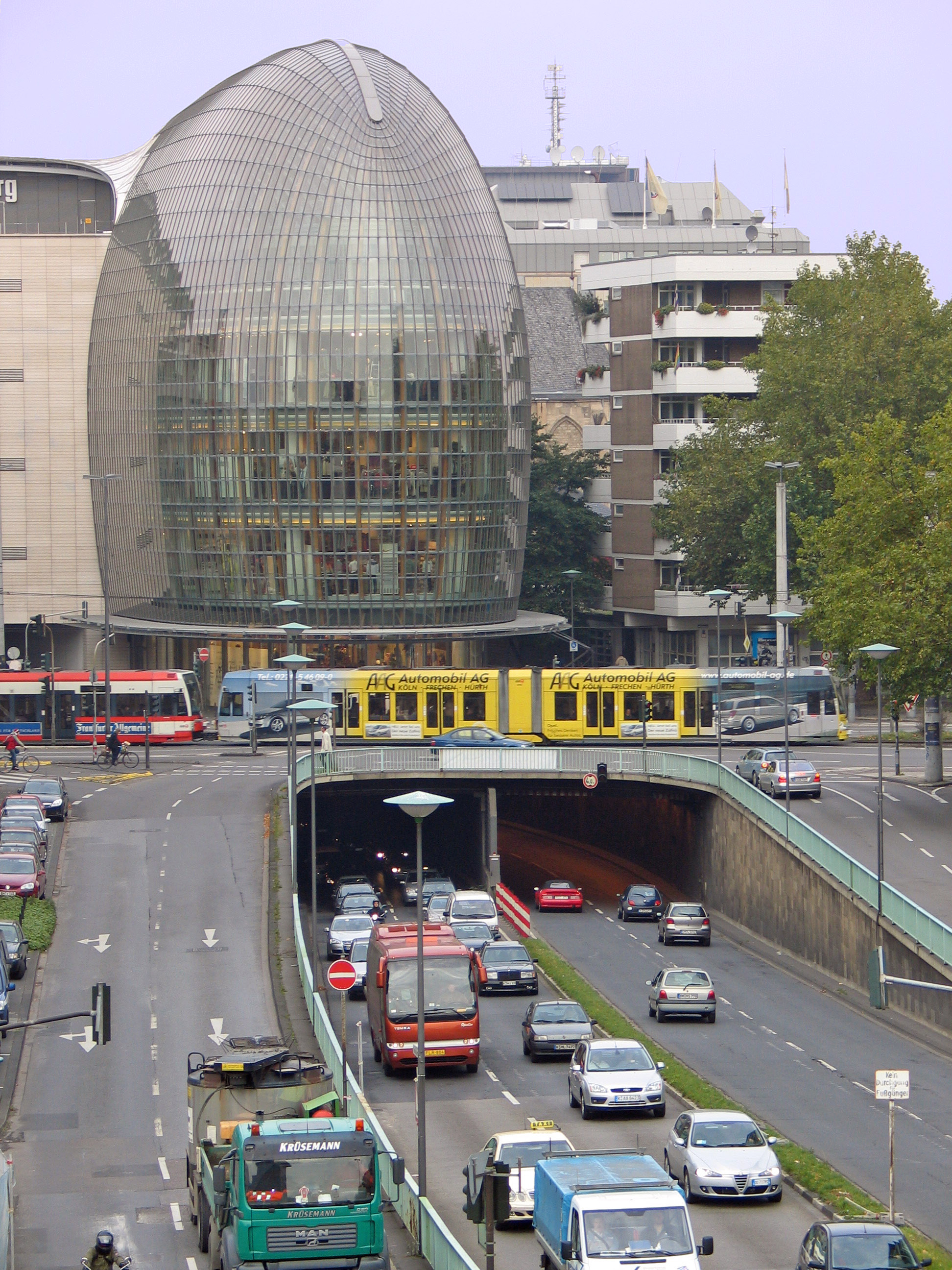
Nord-Süd-Fahrt
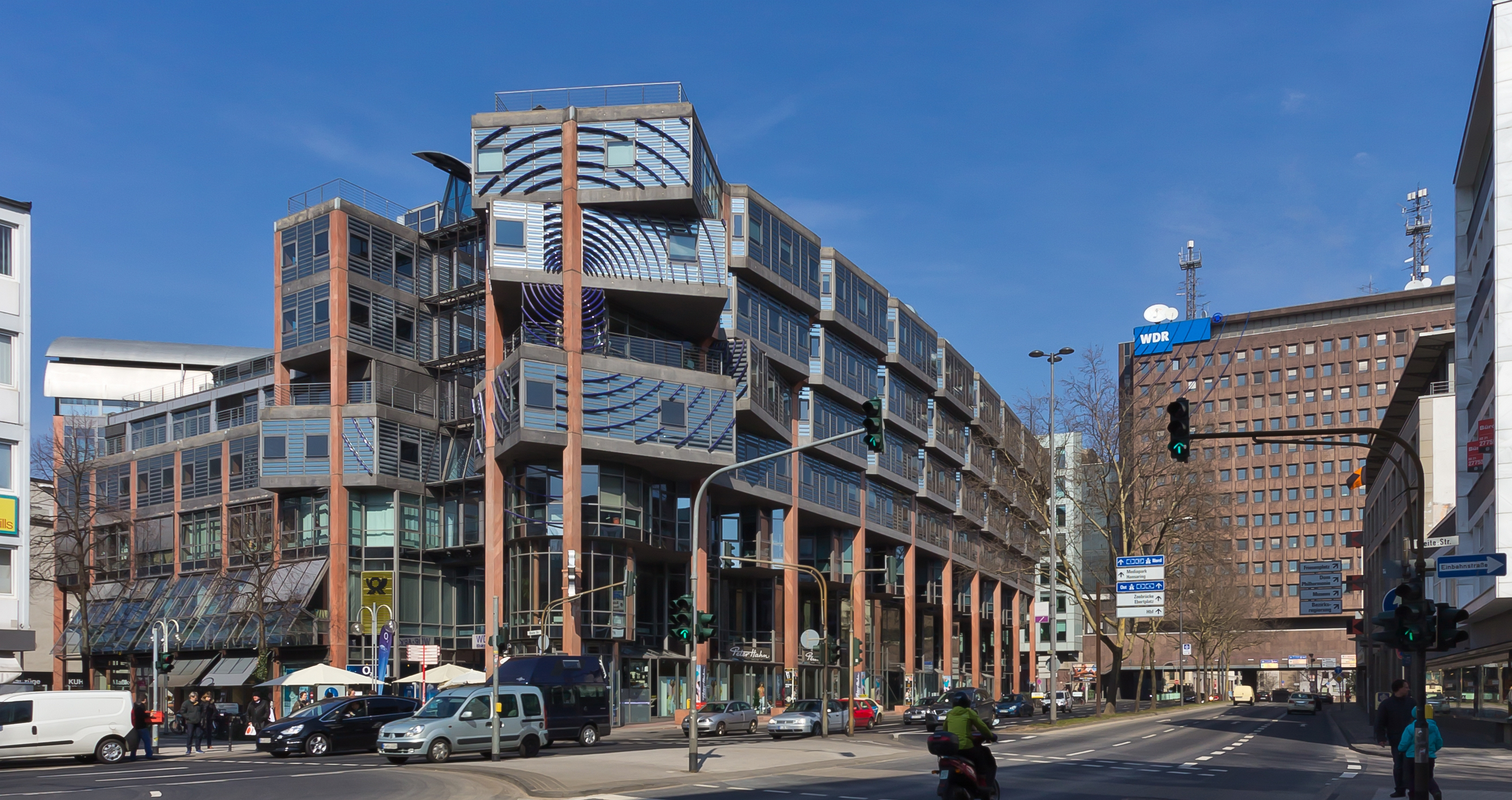
Nord-Süd-Fahrt

Auch über die Nord-Süd-Fahrt wurde schon seit den 1920er Jahren nachgedacht; das Verkehrsband wurde in der Nachkriegszeit – zur Schonung alter Straßenzüge in leicht veränderter Wegführung – gebaut und 1962 bis 1966 abschnittsweise dem Verkehr übergeben. Der kreuzungsfreie Ausbau erforderte aufwendige Rampen, für den bebaute Flächen radikal zerschnitten wurden. Heute wird die Nord-Süd-Fahrt als überdimensionierte Rollbahn in der City kritisiert, die die Altstadt in zwei Teile zerreiße.
Zudem sei eine architektonische Fassung der beiden Verkehrsachsen nur an wenigen Stellen gelungen. Beispielsweise erreichte es Wilhelm Riphahn 1947/48, die Südseite der Hahnenstraße in einem einheitlichen Entwurf im Geiste des Neuen Bauens und des Bauhauses zu gestalten, bei dem er niedrige Ladenpavillons vor hohe Wohnriegel stellte; auf der Nordseite fügte er das „Die Brücke“ genannte Gebäude des britischen Kulturinstituts (1949/50) ein. Dagegen spiegelt die Bebauung der Verkehrsstraße an den Bächen (vom Barbarossaplatz über den Griechenmarkt bis zum Waidmarkt) deutlicher die planerische Absicht von Rudolf Schwarz. Danach sollten Verkehrsbänder, die mit schnellen Wagen befahren werden, von höheren Punktgebäuden gesäumt werden, da der Fahrverkehr die Entfernungen raffe.

### Kulturzentrum der Geschäftsstadt

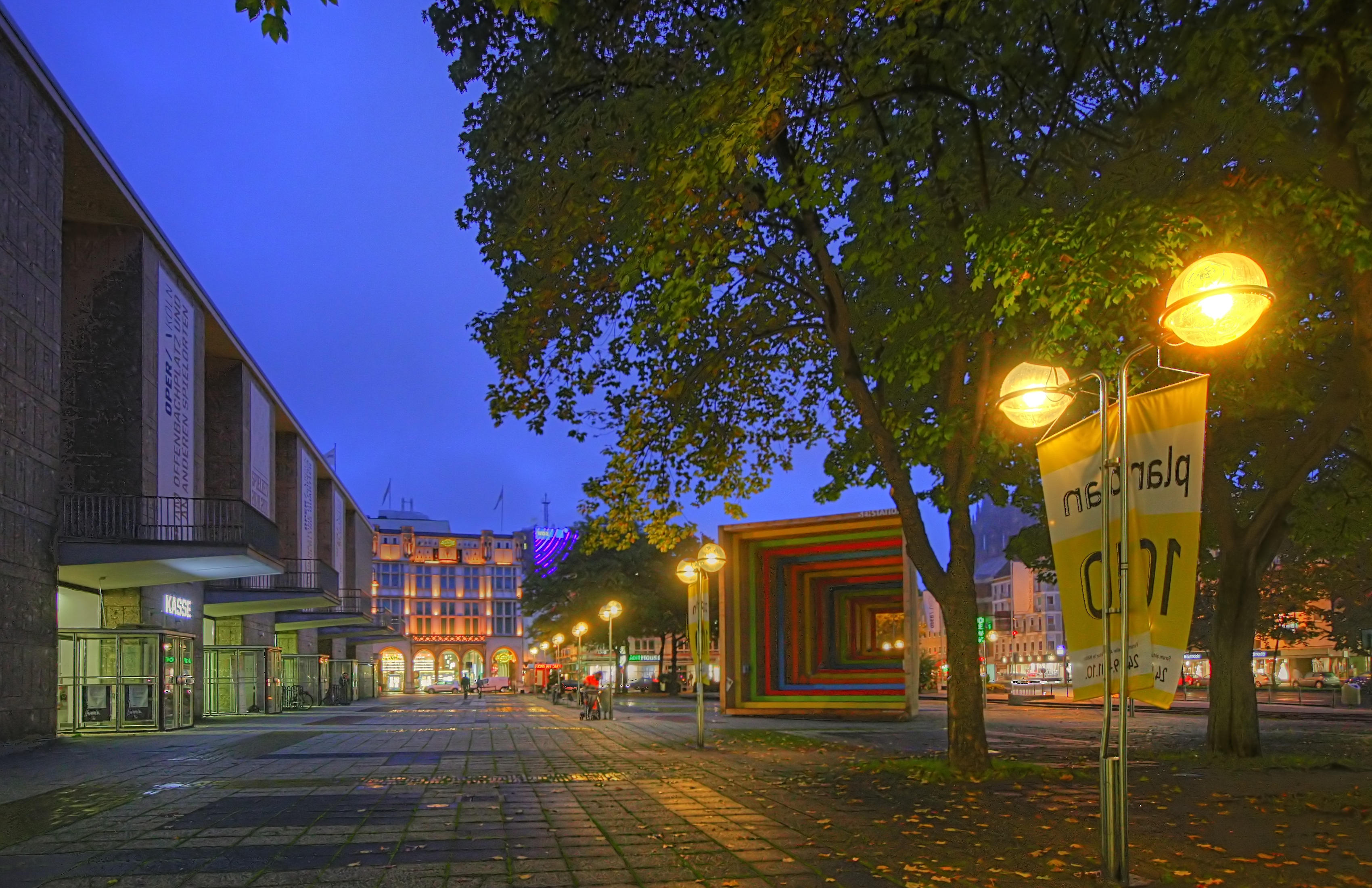
Kulturmittelpunkt: Opernhaus am Offenbachplatz

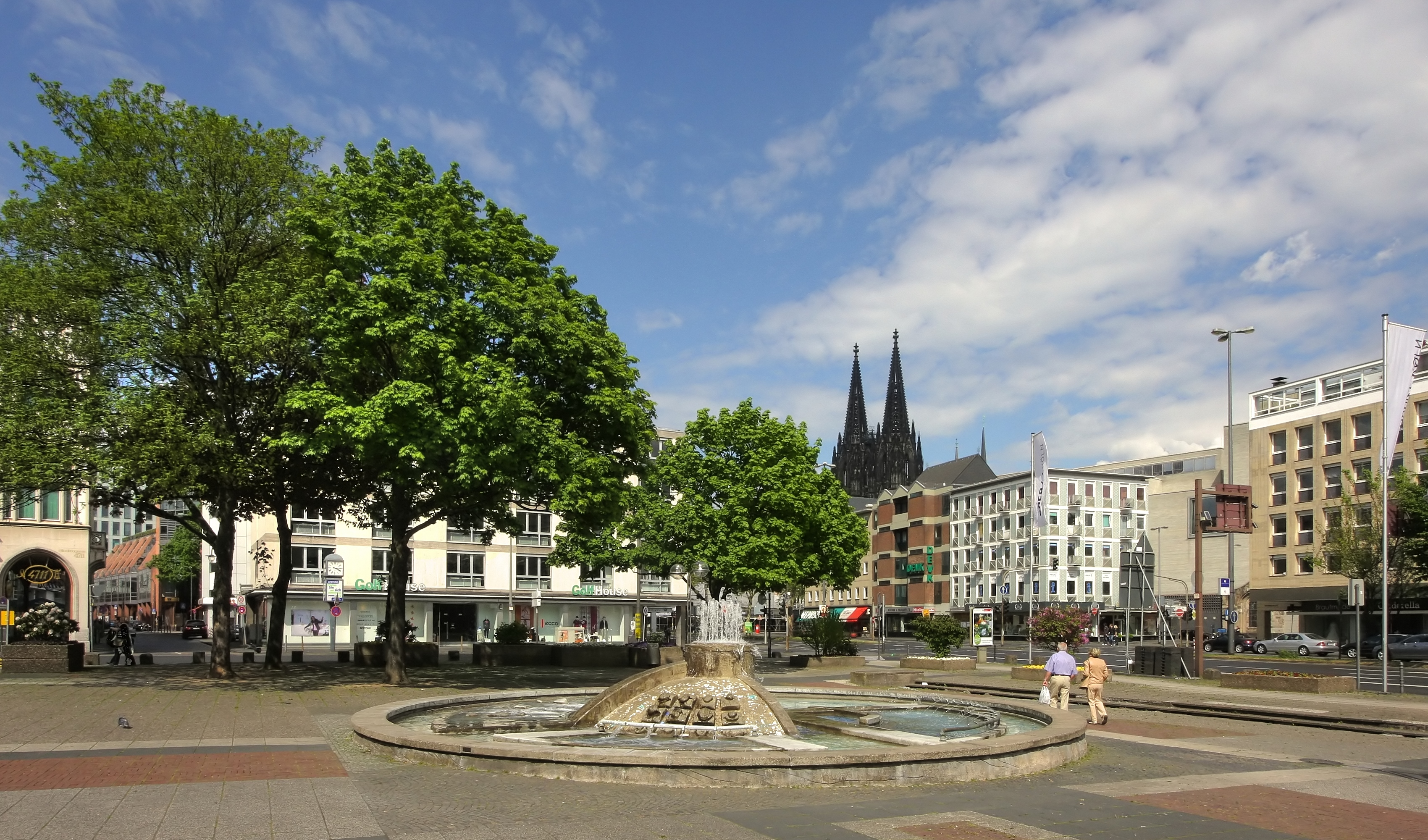
Ensemble der 1950er: der Offenbachplatz als Kulturzentrum

In seinem Hochstadt-Konzept versuchte Generalplaner Rudolf Schwarz die Kulturbauten im Zentrum der Geschäftsstadt zu versammeln, sowohl, um an dieser Stelle durch deren “Strahlungskraft” die vollständig zerstörte Altstadt wiederzubeleben, aber auch um Köln einen weiteren Stadtraum als Metropole zu verschaffen. Dazu sollte anstelle des vormals engen Straßennetzes eine aufgeweitete Platzanlage an der Nord-Süd-Fahrt geschaffen werden, die als Kulturzentrum der Geschäftsstadt später Offenbachplatz genannt wurde. Mit der Gestaltung der Bauwerke wurde der Kölner Architekt Wilhelm Riphahn betraut, der die Bebauung von vornherein in den Rahmen einer großen städtebaulichen Konzeption stellte. Riphahn erbaute nicht nur das Opernhaus (1954–1957), das durch seine Plastizität die monumentale Bedeutung der Kultur-Architektur im Stadtbild hervorhob, sondern auch das Theaterrestaurant (1957–1958), das Schauspielhaus (1958–1962) und die der Oper gegenüberliegenden, sorgsam proportionierten und dekorierten Wohn- und Geschäftshäuser (1960). Denn Riphahn suchte durch den größeren räumlichen Zusammenhang das Gesicht Kölns an diesem Ort zu prägen. Der Platz selbst wurde zusammen mit dem zentral gelegenen Mosaikbrunnen vom Kölner Künstler Jürgen Hans Grümmer gestaltet (1966), der den Fußboden in großen weißen, roten und dunkelgrauen Farbflächen gestaltete. Der Offenbachplatz galt lange als etwas künstlich implantiert und zudem steht die am Platz entlang führende 8-streifige Nord-Süd-Fahrt einer fußgängergerechten Verflechtung mit der City entgegen. Dennoch gilt die Bebauung an diesem Platz heute als eines der wenigen gelungenen und großzügigen Ensembles des Neuaufbaus und als lichtes Beispiel für das ausgewogene Formgefühl der Stadtarchitektur in den 1950er Jahren.

### Rheinbrücken
Da Köln durch die großzügigen Eingemeindungen zu einer Stadt geworden war, die auf beiden Ufern des Rheines liegt, bekamen die Rheinbrücken die besondere Bedeutung, den Fluss als die Mitte der Stadt zu erschließen. Durch die Kriegszerstörungen waren alle Kölner Rheinbrücken bis März 1945 unbenutzbar geworden; sie wiederherzustellen hatte hohe Priorität. Die neu konstruierte und 1948 fertiggestellte Deutzer Brücke zeigte sich als stählerne Balkenbrücke technizistisch und unauffällig elegant. Durch die in alter Form wiederhergestellten Hohenzollernbrücke (1946–1948), Südbrücke (1946–1950), Mülheimer Brücke (1949–1951) und Rodenkirchener Brücke (1952–1954) vervollständigte sich das Kölner Brückenpanorama, das dadurch zu einem Musterbuch für die Geschichte des Brückenbaus wurde. Die im Verkehrsplan des Wiederaufbaus projektierte Severinsbrücke (1956–1959) und die als Teil des ursprünglich geplanten Stadtautobahnrings gebaute Zoobrücke (1962–1966) schufen zwar wichtige Verbindungen zwischen beiden Rheinseiten, schlugen allerdings unmaßstäbliche Schneisen in das gewachsene Stadtgefüge und wurden daher als „stadtstrukturelles Desaster“ kritisiert. Dennoch wird den acht Brücken bescheinigt, dass sie baukünstlerisch das Kölner Stadtpanorama beidseitig des Rheins angemessen wirksam inszenieren.

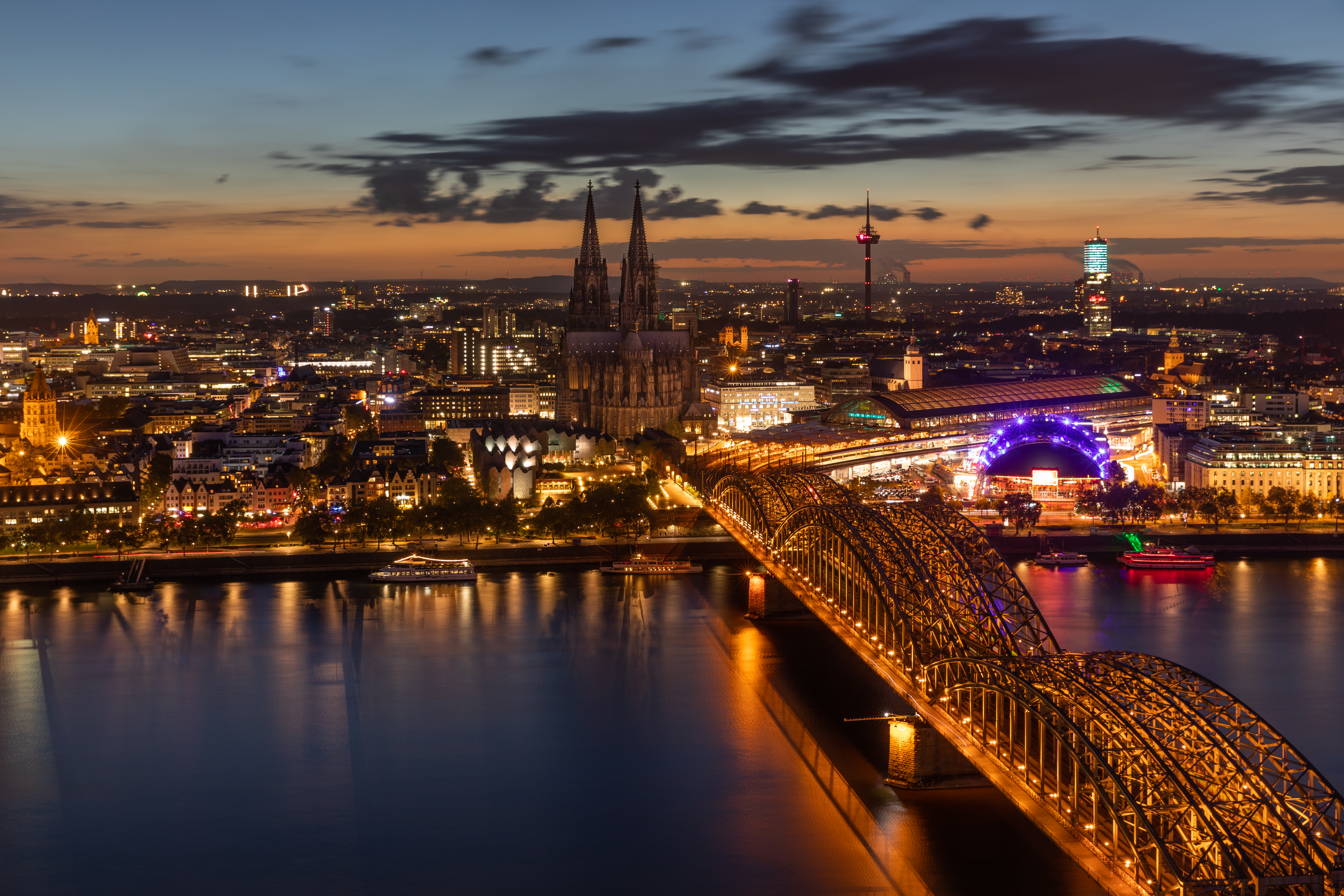
Hohenzollernbrücke, 1911
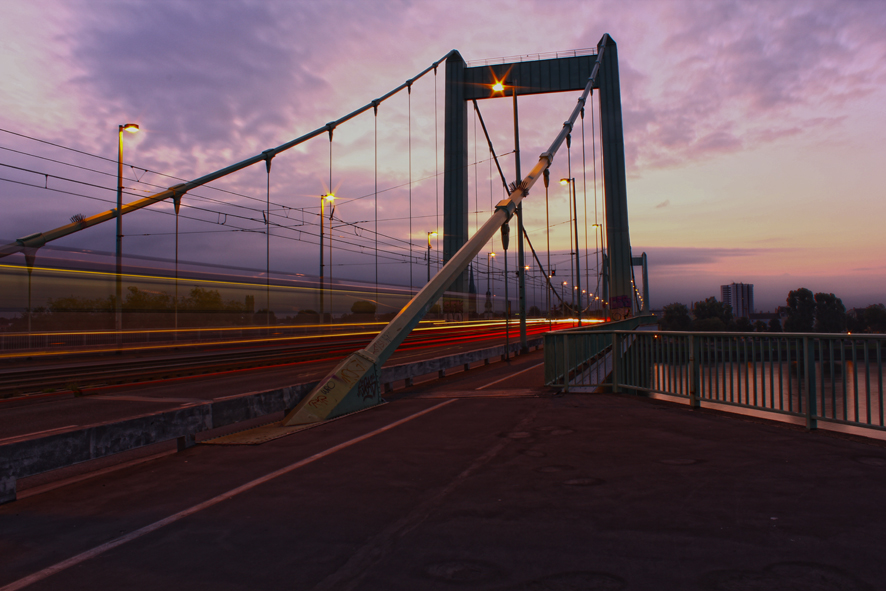
Mülheimer Brücke, 1929
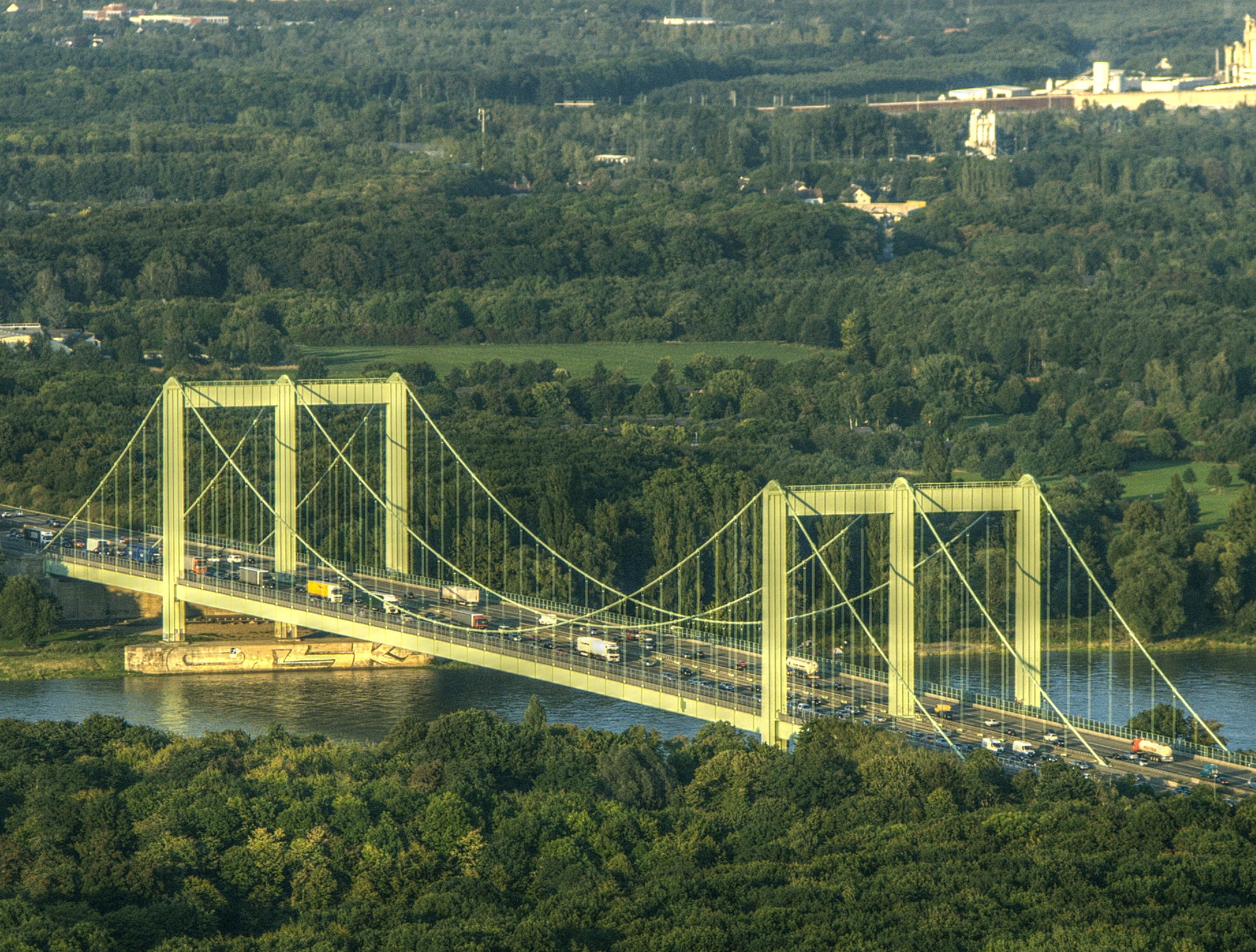
Rodenkirchener Autobahnbrücke, 1941
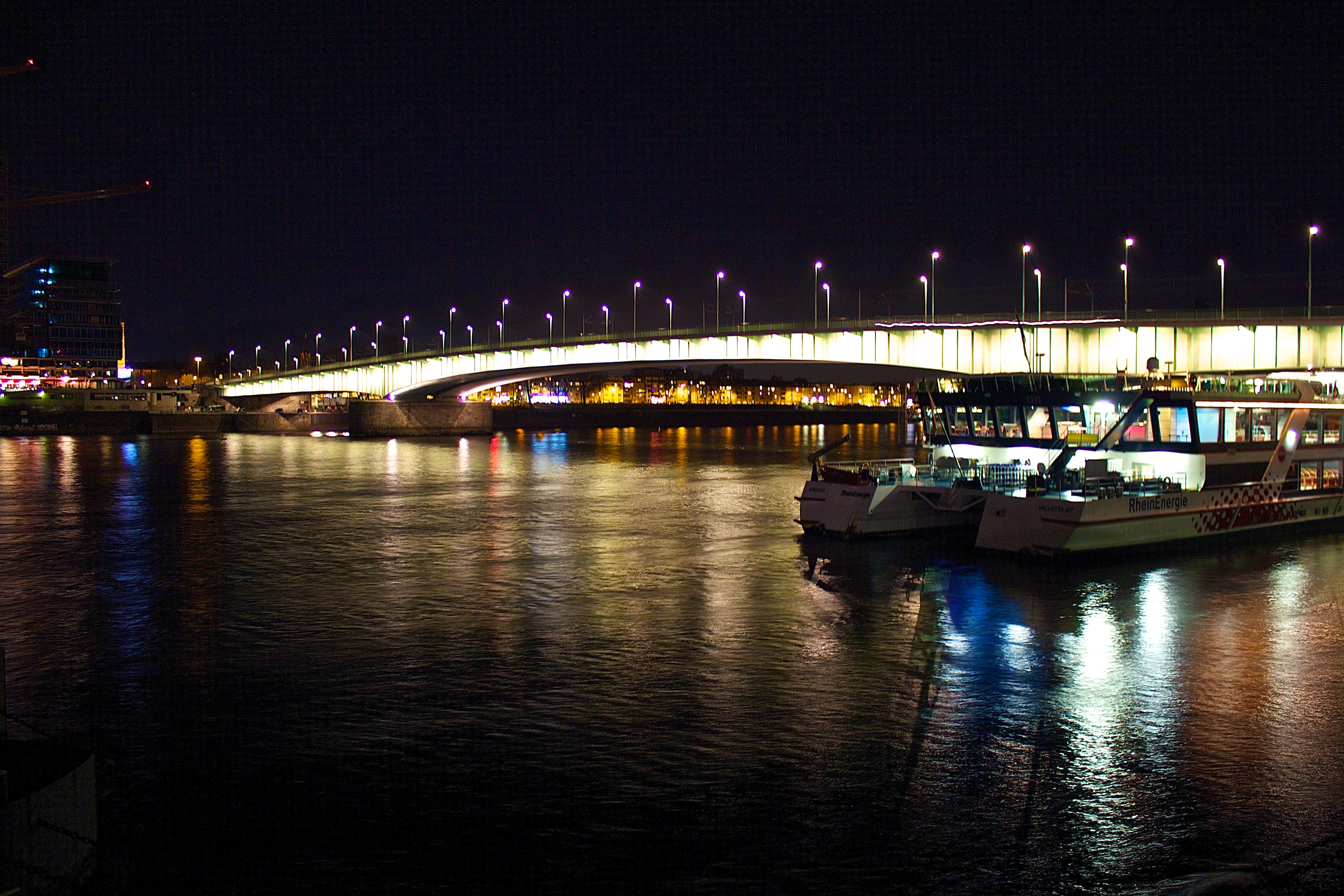
Deutzer Brücke, 1948
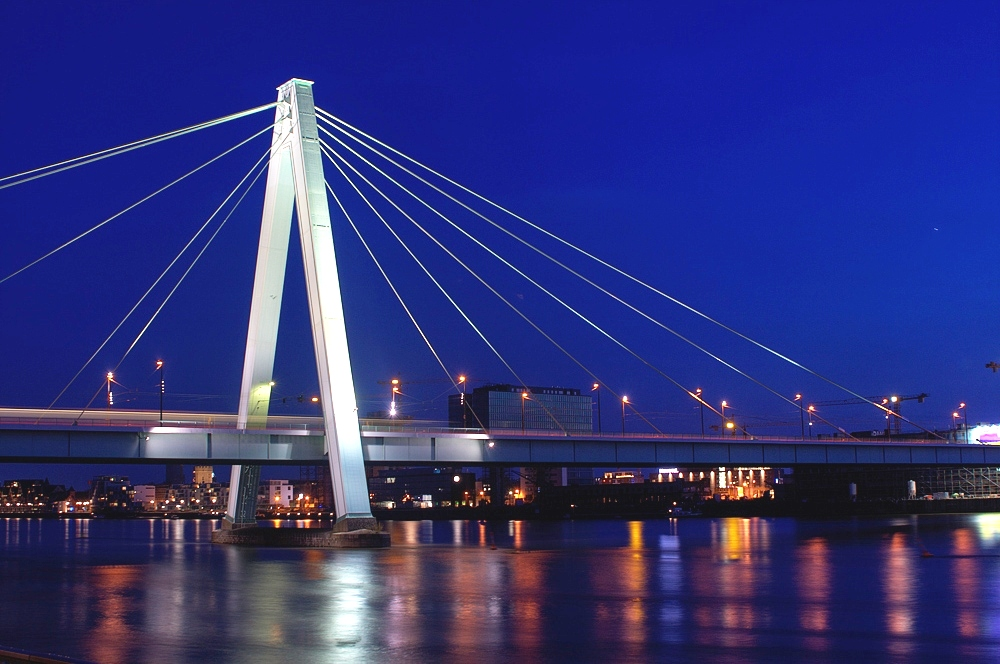
Severinsbrücke, 1959

### Hochhauskonzept

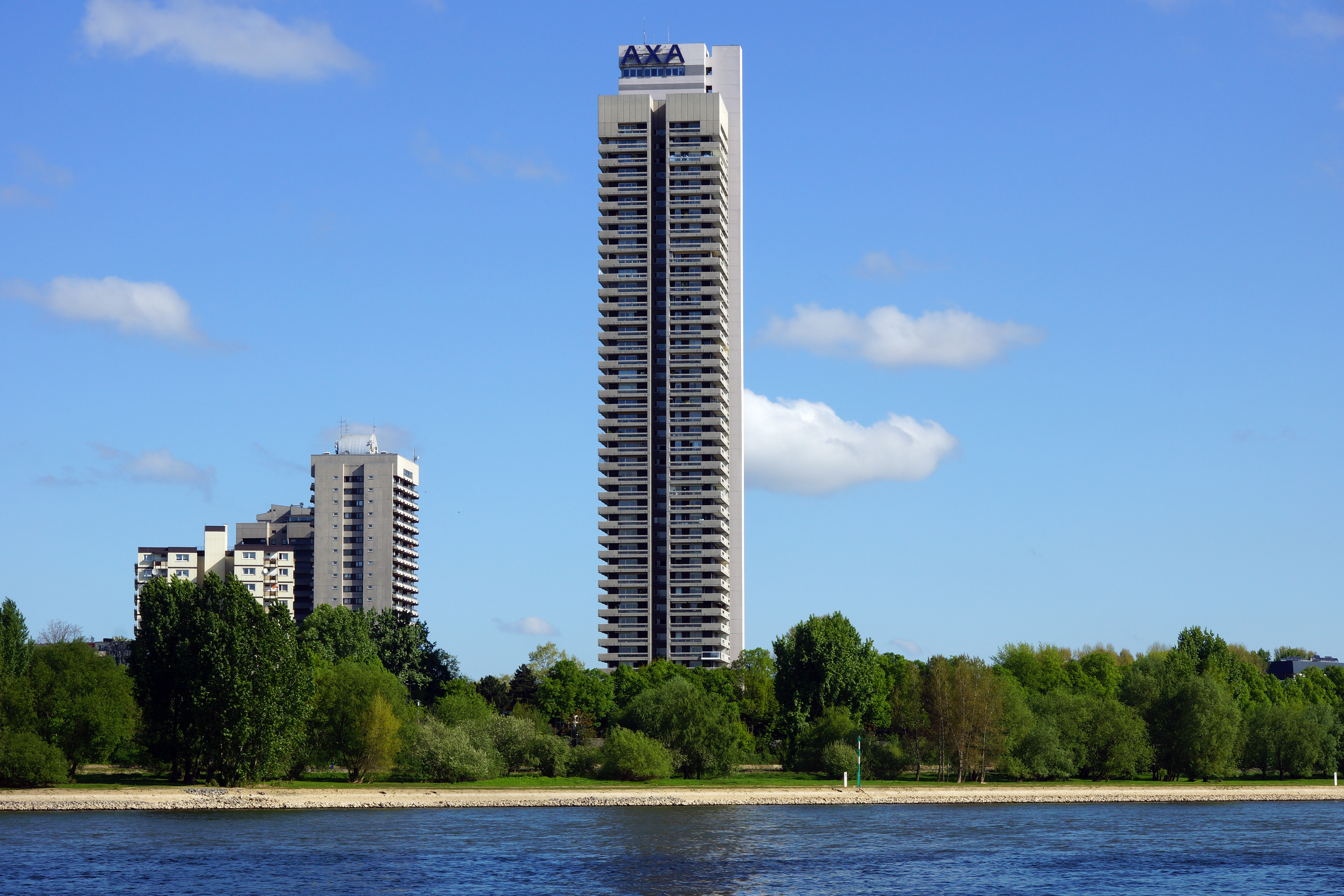
Wohnen am Rheinstrom: Hochhausgruppe in Riehl

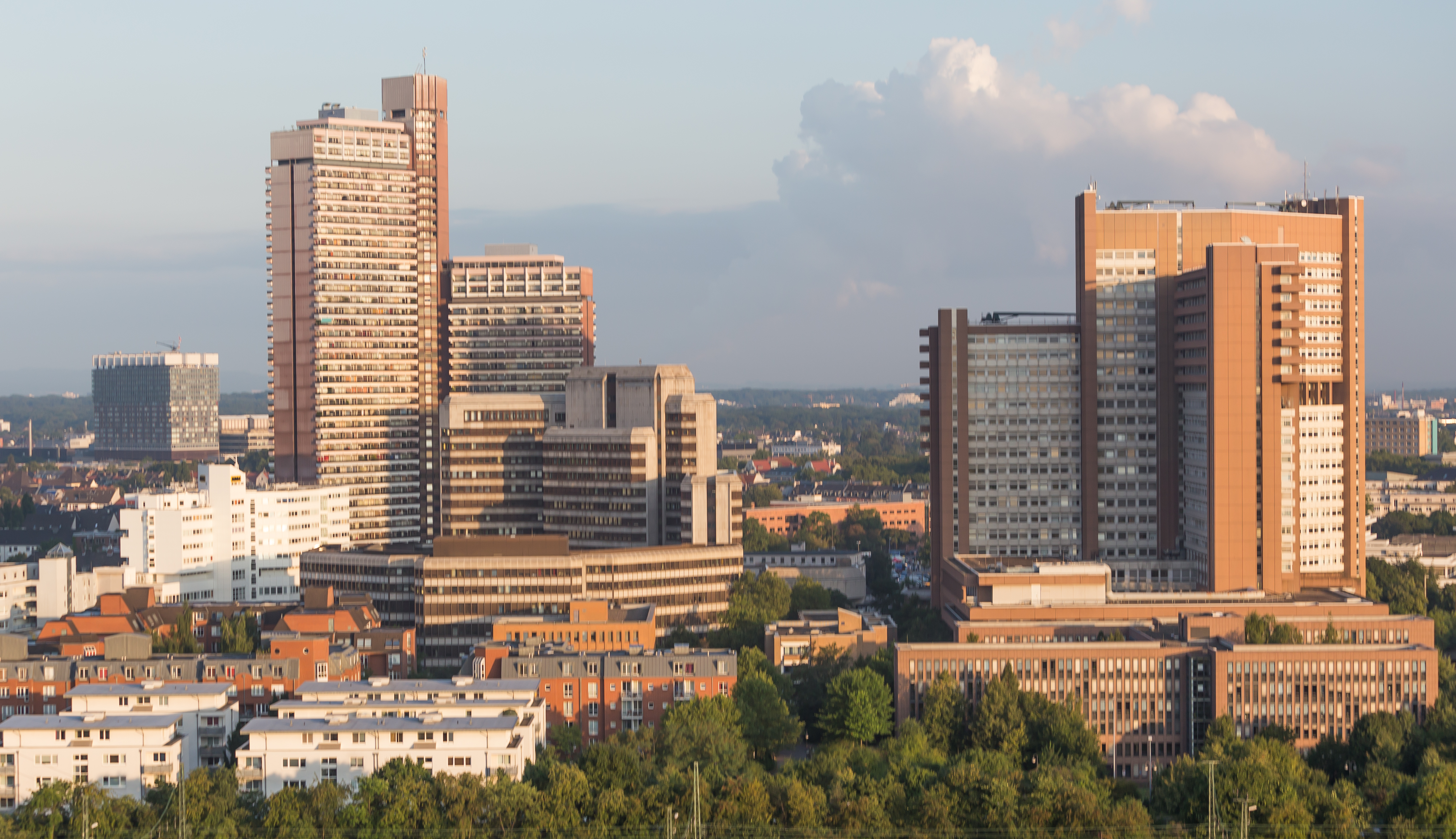
Verdichtung am Grüngürtel: Uni-Center und Justizzentrum

Die Bemühungen in den 1920er Jahren, in Köln mehrere weithin sichtbare Hochhäuser zu bauen, hatten sich nicht realisieren lassen. Zwar konnte das Hansahochhaus, 1924 immerhin das höchste Bürohaus Europas, und 1926 der Messeturm gebaut werden. Dennoch dauerte es bis in die 1960er Jahre, bis Köln eine größere Anzahl hoher Häuser erhielt. Oberbaudirektor Werner Baecker, der ab 1966 in Köln tätig war, legte 1973 ein Hochhauskonzept vor. Dieses sah vor, den Altstadtbereich von hohen Häusern freizuhalten, aber das Kölner Netz von Ring- und Radialstraßen mit sichtbaren Solitärbauten zu akzentuieren und mit solchen Landmarken die moderne, ausgeweitete Stadtlandschaft lesbar zu machen. An markanten Stellen sollte auf diese Weise Urbanität durch Dichte entstehen, für die das Hochhauskonzept Flächen am Grüngürtel und am Rhein als besonders geeignet ansah. In den 1960er und 1970er Jahren entstanden etwa 25 Hochhäuser mit mehr als 50 Metern Bauhöhe, die dem Konzept weitgehend entsprachen. Im Stadtkontext war das Ordnungsprinzip aber kaum zu erkennen; die vereinzelten hohen Häuser machten die Stadtlandschaft nicht lesbarer, sondern wirkten willkürlich verteilt. Die angestrebte Wirkung als verdichtete Hochhaus-Ensembles konnten noch am ehesten erreicht werden bei den Rhein nahen Wohnhochhäusern in Riehl (u. a. Colonia-Haus (1973), das damals höchste Wohnhochhaus Europas) sowie an der Kreuzung der Verkehrsachsen Luxemburger Straße und Universitätsstrasse am inneren Grüngürtel (u. a. Uni-Center (1973), Justizzentrum (1981)).

### Rekonstruktion historischer Bauwerke
Die schwere Kriegszerstörung hatte – mit Ausnahme des Doms – auch annähernd alle Traditionsbauten getroffen. Die das Kölner Rheinpanorama strukturierenden Bauten von Groß St. Martin und dem Ratsturm waren tief aufgerissene Ruinen, das Rathaus selbst – mit Ausnahme der Laube – in Trümmern zerborsten und der Gürzenich bis auf die Außenmauern zerstört. Von den zwölf großen romanischen Kirchen Kölns waren 11 schwer und teilweise schwerstens beschädigt; ähnliches galt für die Türme der Stadtbefestigung.
Unter schöpferischer Begleitung der Denkmalpflege entschieden sich die Verantwortlichen, viele historisch bedeutsame Gebäude aus dem Mittelalter wieder aufzubauen, wobei die Rekonstruktion meist eine purifizierte Fassung einer angenommenen mittelalterlichen Idealform darstellte.

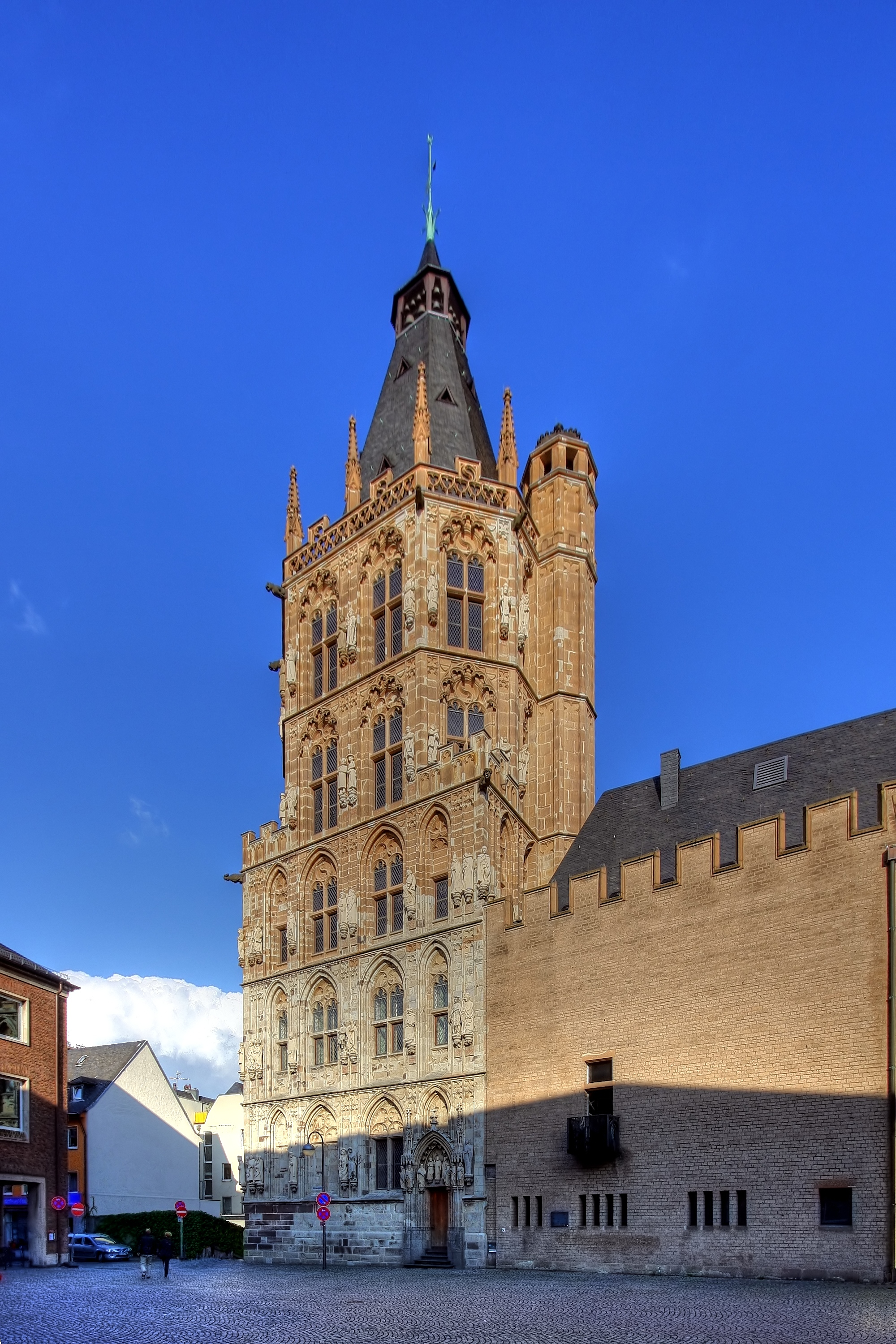
Rathausturm (rekonstruiert bis 1995)
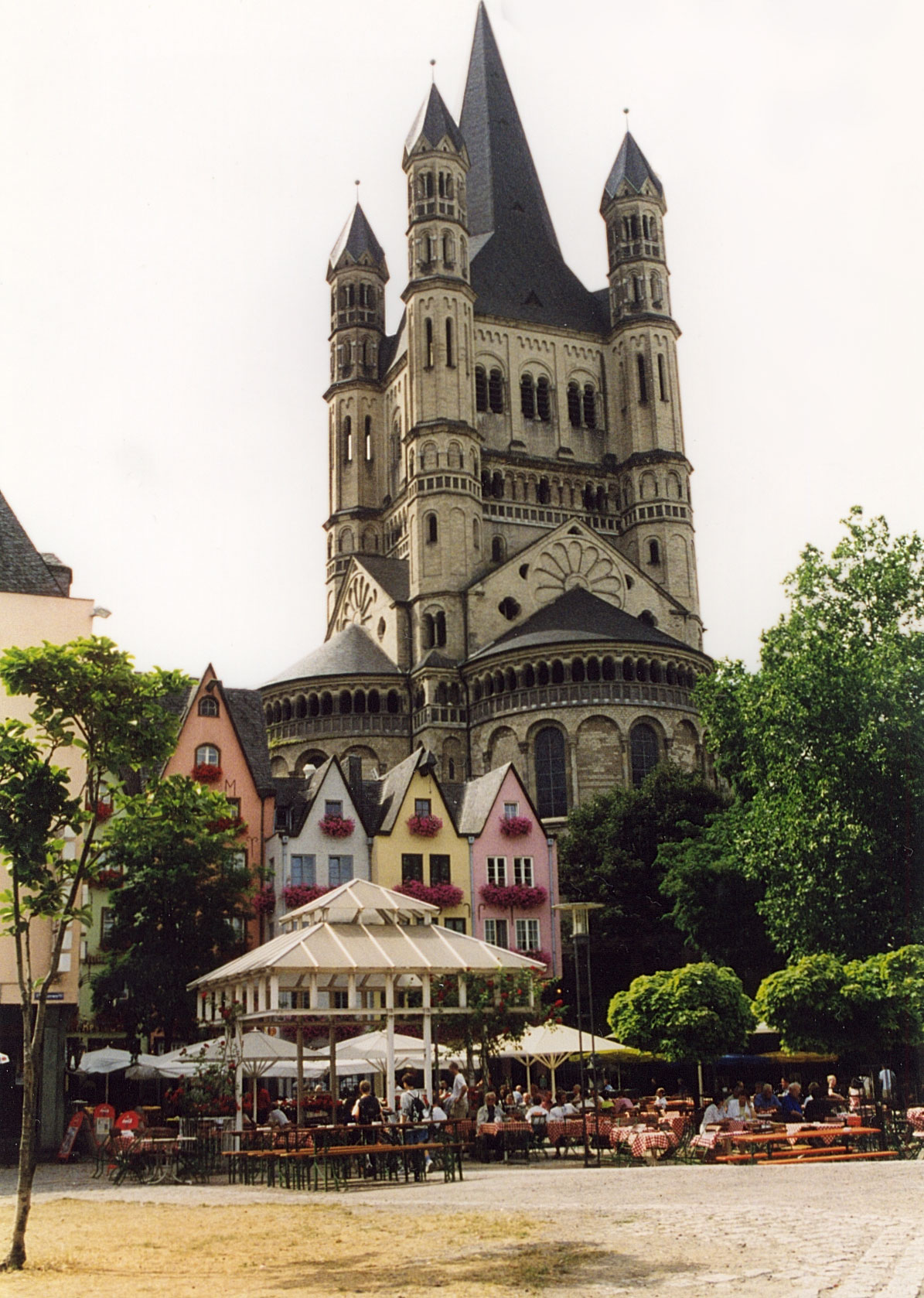
Groß St. Martin (wieder aufgebaut bis 1985)
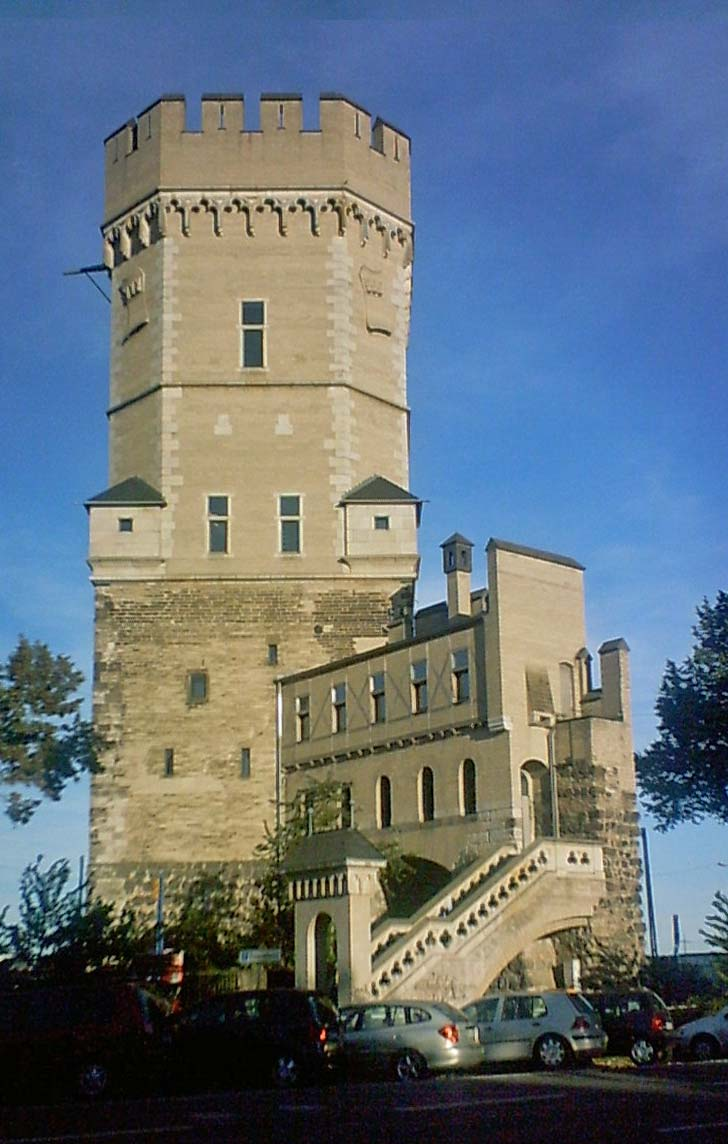
Bayenturm (wiedergewonnen 1987)
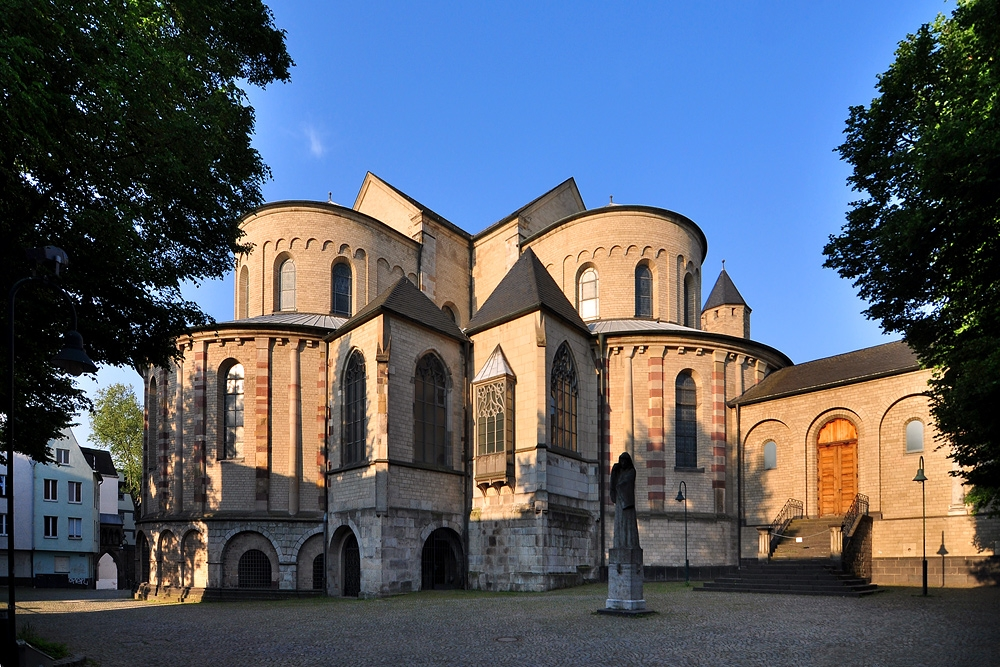
St. Maria im Kapitol (rückgewonnen bis 1984)

Die Wiedergewinnung der Bauwerke dauerte bis in die 1990er Jahre hinein: So erhielt der Rathausturm, bis 1975 wieder aufgebaut, seine Skulpturen erst zwischen 1988 und 1995 zurück, die restaurierende Wiedergewinnung Groß St. Martins konnte 1985 abgeschlossen werden und der Bayenturm, ein markanter Turm der Stadtbefestigung am Rhein, wurde erst ab 1987 wieder aufgebaut. Durch die Rekonstruktion bzw. Wiedergewinnung der zahlreichen historischen Gebäude wird das Kölner Stadtbild an wichtigen Platz- und Straßenensembles heute als historisch unterfüttert wahrgenommen. Diese Traditionsbauten gelten daher, obwohl in großen Teilen eben auch Neubauten, inzwischen wieder als wesentliche Identifikationsträger für das mittelalterliche Köln.

### Öffnung zum Rhein
Von den 60er-Jahren an wurde der Autoverkehr schrittweise aus der Innenstadt verdrängt: die Schildergasse (1965) und die Hohe Straße (1967), die beide heute zu den am höchsten frequentierten Einkaufsstraßen Deutschlands zählen, wurden erste Abschnitte der Fußgängerzone; architektonisch sind sie indessen bescheiden. Die Hohe Straße zeigt allerdings durch ihre Enge noch das mittelalterliche, auf die römische Hauptstraße in Nord-Süd-Richtung zurückgehende Format. In den Folgejahren gelang es, die verkehrsberuhigte Fläche wesentlich auszuweiten und die zunächst sehr linearen Zonen langsam zu vernetzen. Gleichzeitig wurde der Dom aus seiner verkehrsumflossenen Insellage befreit, als die den Fußgängern vorbehaltene Domplatte 1968–1970 dem Domumfeld ein neues Gesicht gab. Das Römisch-Germanische Museum (1967–1974) schloss den Domhof nach Südosten.
In den 1980er Jahren wurde die Innenstadt wieder zum Rhein geöffnet. Das Museum Ludwig (1980–1986) erlaubte es, das Niveau der Domplatte über den von Dani Karavan 1982–1986 neu geschaffenen Heinrich-Böll-Platz bis zum Rheingarten fortzuführen, wo er über eine breite Treppenanlage zum Rhein hinunterführt. Der Rheingarten selbst, eine zwischen der Altstadt und dem Flussufer nach den Plänen von Georg Penker geplante Grünfläche, war möglich geworden, nachdem die Rheinuferstraße 1982 in einen Tunnel versenkt werden konnte. Die sich zunehmend vernetzenden, bis an den Rhein reichenden Fußgängerzonen gelten inzwischen als ein schönes Beispiel moderner Urbanität. Diese parkähnliche Fläche zwischen den beiden Rheinbrücken wird heute zudem als beispielhafte Stadtreparatur gewertet, weil der Verkehr in den Tunnel verbannt werden konnte und darüber der Rheingarten als fußläufiges Kölner Wohnzimmer entstanden ist. Durch die 2008 bis 2016 erbaute, rund 500 Meter lange Freitreppe auf der Deutzer Rheinseite wurde der Stadtraum am Rhein nochmals nachhaltig verändert. Die Rheinboulevard genannte Stadttribüne eröffnete einen neuen Blick auf die Altstadt und inszenierte publikumswirksam den Rhein als Mittelpunkt Kölns.

## Postindustrielle Stadtentwicklung
In den jüngsten Jahrzehnten hat das Kölner Stadtbild wesentliche Impulse erhalten durch die Bebauung des ehemaligen Güterbahnhofsgeländes mit dem Mediapark, durch die Entwicklung in Deutz (u. a. mit dem Bau der Kölnarena) sowie durch die Verwandlung des Rheinauhafens in ein modernes, durchmischtes Stadtviertel.

### Mediapark

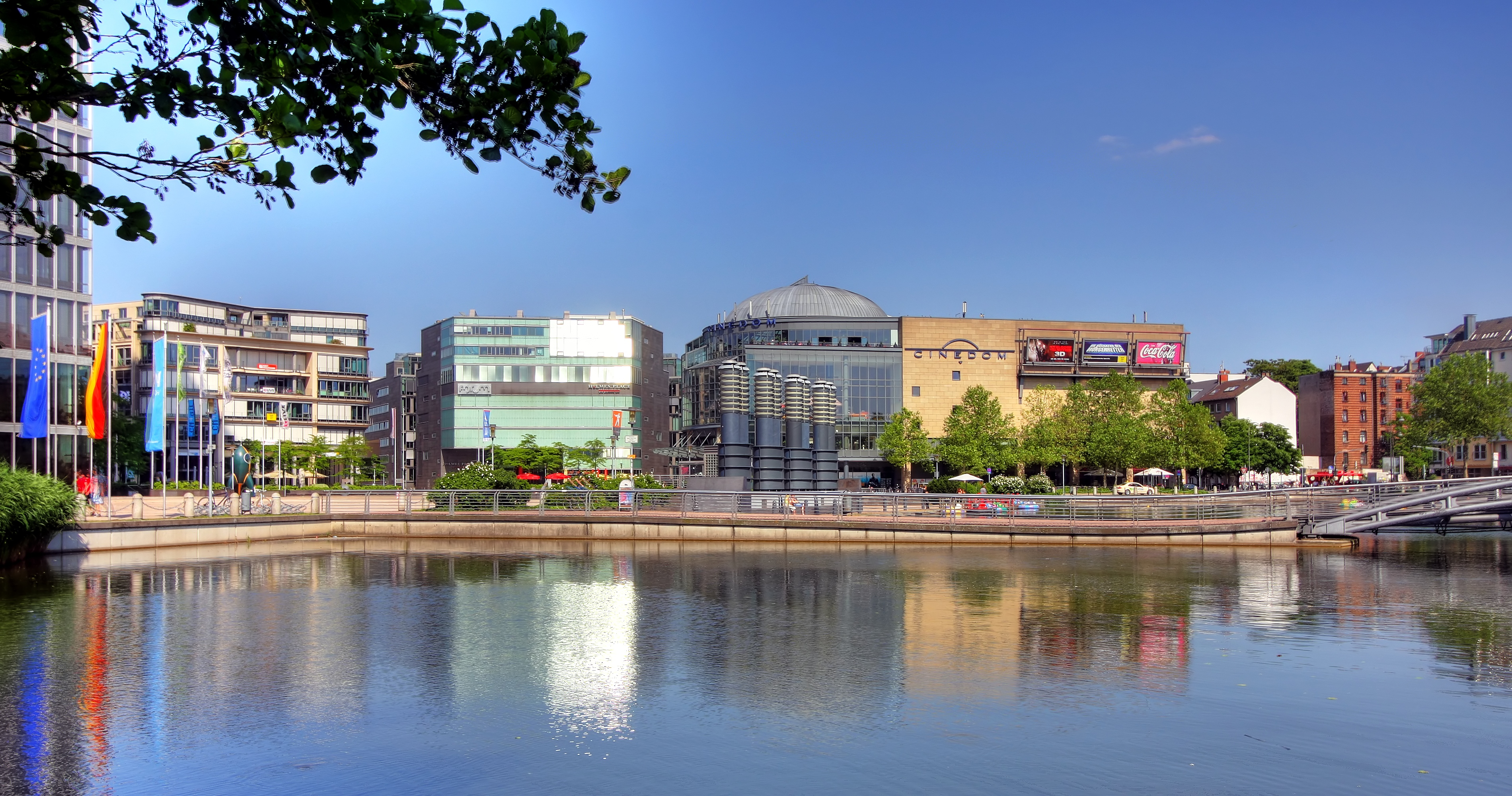
Haus am See: Mediapark

Die Errichtung des Mediapark genannten Stadtviertels auf dem Gelände des ehemaligen Güterbahnhofs Gereon unweit der Ringe galt als das größte städtebauliche Projekt Kölns im 20. Jahrhundert. Das Viertel fügt sich in nordwestlicher Richtung in die Fläche der einst von Josef Stübben geplanten Neustadt, die der Stadtbaumeister ursprünglich für den neu zu errichtenden Hauptbahnhof freigehalten hatte. Im Zuge der Umnutzung bot sich daher das Gelände als eine über den Hansaring hinweg führende Erweiterung der Innenstadt an. Als innovatives Entwicklungsvorhaben sollten sich hier nach Willen der Stadt vorwiegend Medienunternehmen ansiedeln.
Für das städtebauliche Konzept dieser Innenstadtlage wurde 1988 ein internationaler Wettbewerb ausgeschrieben, aus dem der deutsch-kanadische Architekt Eberhard Zeidler als Sieger hervorging. Nach seinem Entwurf gruppieren sich einzeln stehende Bauten halbkreisförmig um einen zur Innenstadt orientierten, autofreien Platz, dessen Größe sich bewusst am zentralen Platz von Siena orientiert. Diesem Mediaplatz vorgelagert ist ein 20.000 Quadratmeter großer, naturnah gestalteter See, der die Architektur spiegeln und einen citynahen Naherholungsraum schaffen soll. Markanter Punkt der Bebauung bildet ein als „Campanile“ geplantes Hochhaus, der 148 Meter aufragende Kölnturm, der in die Sichtachsen der auf den Platz zulaufenden Straßen gerückt ist. Ziel der Anlage war es ausdrücklich, keine autonome Stadtteilinsel zu schaffen. Die teure und ambitionierte Gestaltung verzögerte sich nach hoffnungsvollem Start allerdings, als die Krise der Medienbranche mit wirtschaftlichen Schwierigkeiten der Projektentwicklung zusammentraf. Erst 2003 wurde die Bebauung abgeschlossen.
Der Mediapark wurde ein funktionaler Stadtteil, der die Siedlungs- und Arbeitsplatzstruktur des 21. Jahrhunderts vorwegnehmen sollte. An der mit großer, postmoderner Geste errichteten „Collage aus Klein-Manhattan, Piazza del Campo und begrünter Vorstadt“ wird gewürdigt, dass sie in einem neuen Konzept repräsentative Architektur, Parklandschaft und Stadtgrün miteinander verbindet. Dennoch ist das neu gestaltete Viertel als eine Reißbrettanlage kritisiert worden, die echten Charme und gewachsenes Leben vermissen lasse.

### Handels- und Logistikzentrum Deutz

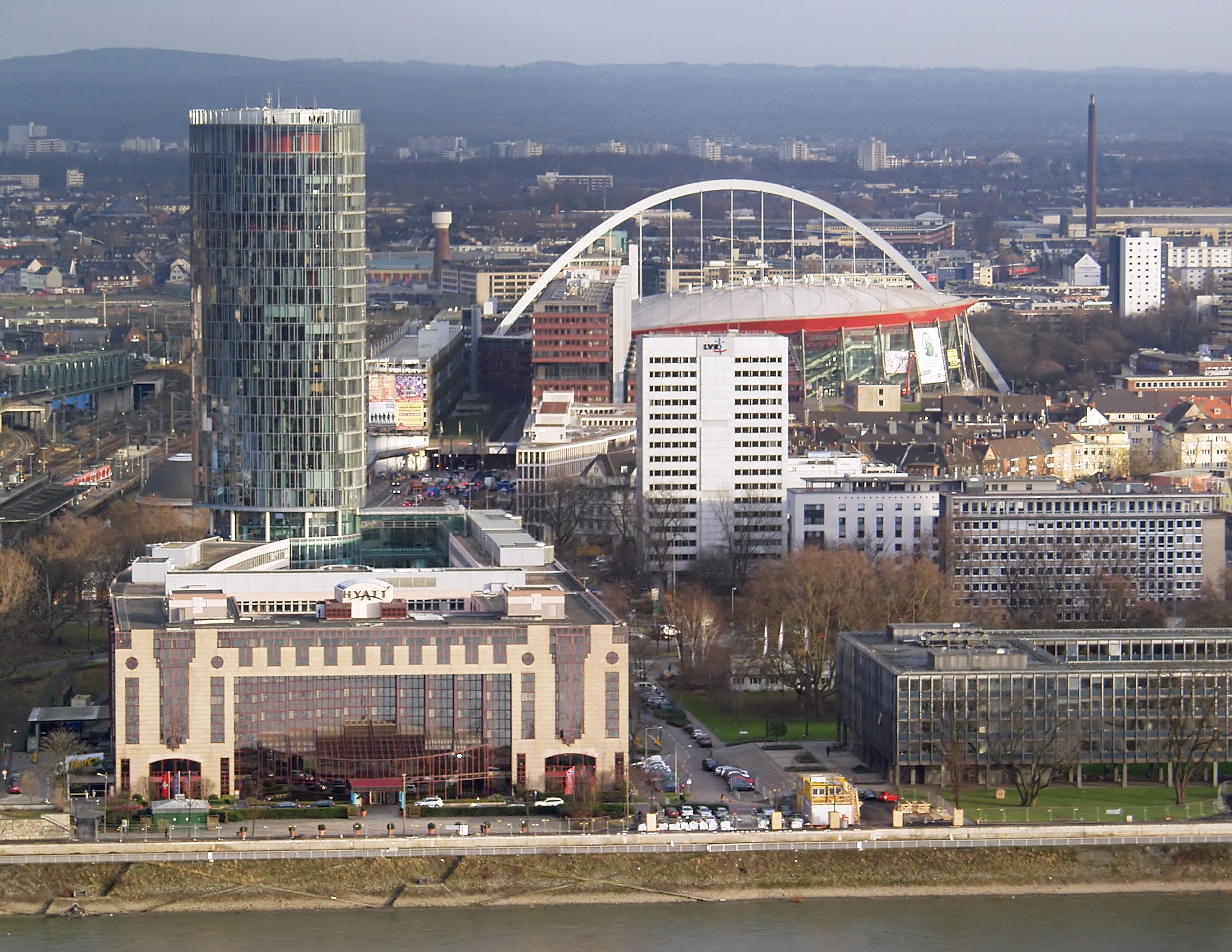
Schäl Skyline: Hochbau in Deutz

Zur Jahrtausendwende wurde in umfangreichen Planungen durchgespielt, wie dem gegenüber der historischen Altstadt liegenden Deutz ein eigener, selbstbewusster städtebaulicher Auftritt gegeben werden könne. Ansetzend an dem neu eingerichteten ICE-Bahnhof Deutz und dem Messegelände suchten die Überlegungen in Deutz ein Handels- und Logistikzentrum zu formen, das sich mit einer Anzahl von Hochhäusern als ein modernistischer Wirtschaftsstandort positionieren sollte. Dessen Planungsbild ließ sich bewusst durch das Pariser Stadtviertel La Défense inspirieren.
Als erster wesentlicher Schritt gelang die nach dem Entwurf des Architekturbüros Gottfried Böhm errichtete Kölnarena (1996–1998), die mit 20.000 Plätzen zu den größten Multifunktionshallen in Europa zählt. Der überspannende, parabelförmige Bogen der ovalen Halle bescherte als „Henkelmännchen“ der Stadt zudem ein weiteres Wahrzeichen. In die in zwei Zeilen und acht Querriegel aufgeteilte Mantelbebauung der Halle zog die Stadtverwaltung ein. Kritiker bescheinigten dem ausgreifenden Komplex indessen „Gigantomanie“ und bezweifelten, dass sich die Großbauten wegen ihrer Monofunktionalität organisch in den Stadtteil integrieren lassen.
Tatsächlich verzögerte sich die weitere Entwicklung des „Handels- und Logistikzentrums“: Im Umfeld des ICE-Bahnhofs wurden fünf Hochhäuser geplant, die im Weichbild von Deutz eine eigene Skyline definieren sollten. Diese Türme wurden allerdings vom Einspruch der UNESCO gestoppt, die die Sichtwirkung des Domes beeinträchtigt sah und daher drohte, diesem den Status eines Weltkulturerbes abzuerkennen. So blieb es bisher bei einem einzigen Neubau-Turm, dem zum Zeitpunkt des Einspruchs bereits vollendeten Kölntriangle (2004–2006), dem Kritiker wegen seiner formalen Dominanz allerdings besonders wenig städtebauliche Rücksichtnahme bescheinigen.

### Rheinauhafen
Der von 2001 bis 2013 neu bebaute Rheinauhafen gilt in Köln als das jüngste „Glanzstück des Städtebaus“.
Nachdem die logistische Bedeutung des altstadtnahen Hafens im Verlauf der 1960er Jahre kontinuierlich abgenommen hatte, entschied sich die Stadt, das Gelände umzunutzen. Auf der sich rund zwei Kilometer am Rhein erstreckenden, mit Lagern und Silos bebauten Fläche, sollte ein anspruchsvoller, urbaner Raum mit Grün- und Freiflächen geschaffen werden. Dazu lud die Stadt 1991 zu einem städtebaulichen Wettbewerb, in dessen Folge sich die vom Preisträger Teherani vorgeschlagene Idee durchsetzte, mit drei sogenannten „Kranhäusern“ das Kölner Stadtpanorama rheinaufwärts zu ergänzen. Die übrige Bebauung wurde eher linear und parallel zum Rhein angeordnet, wobei der Bestand denkmalgeschützter Gebäude in die Planung eingebunden wurde.

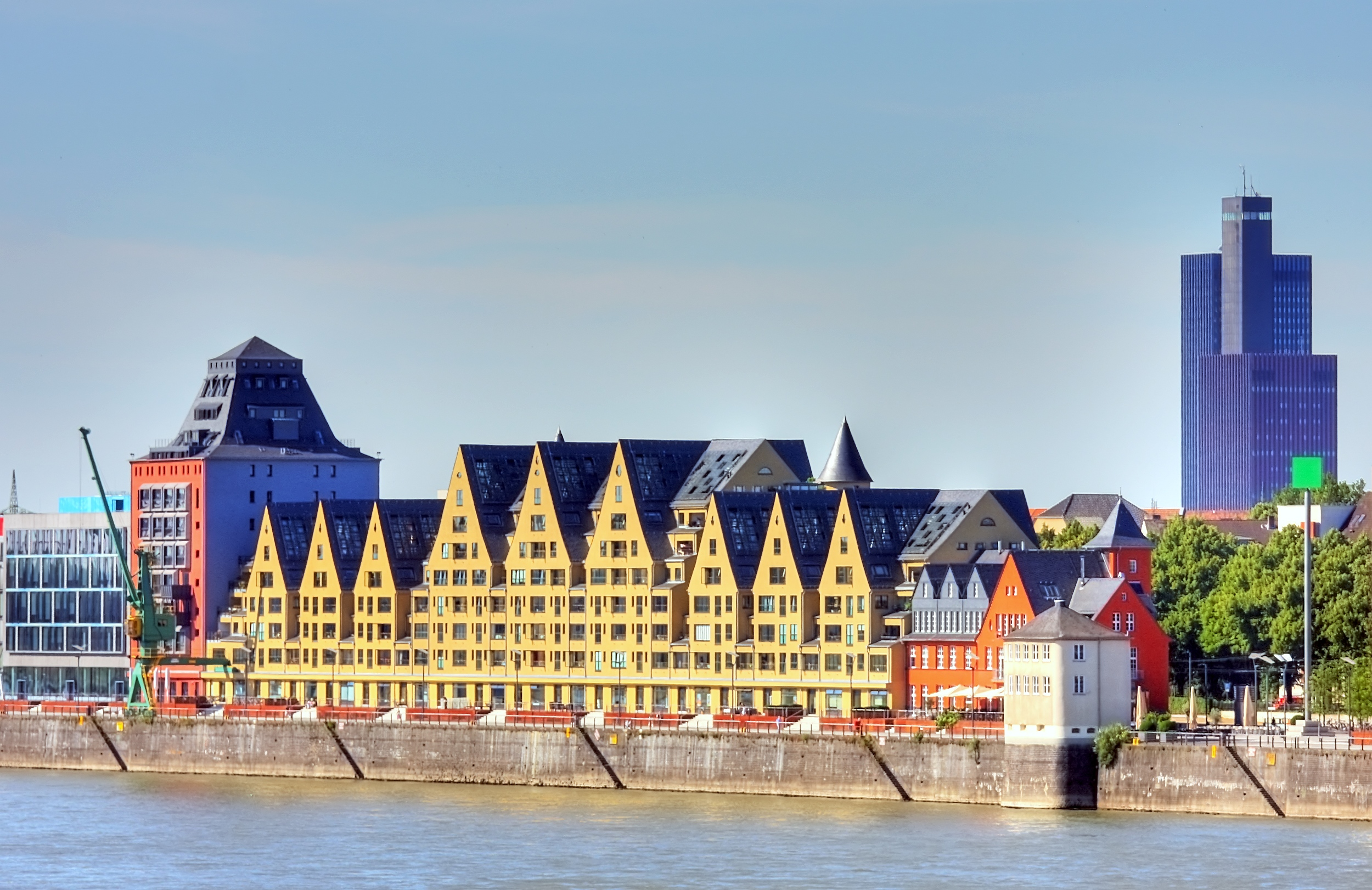
Getreidespeicher und „Siebengebirge“
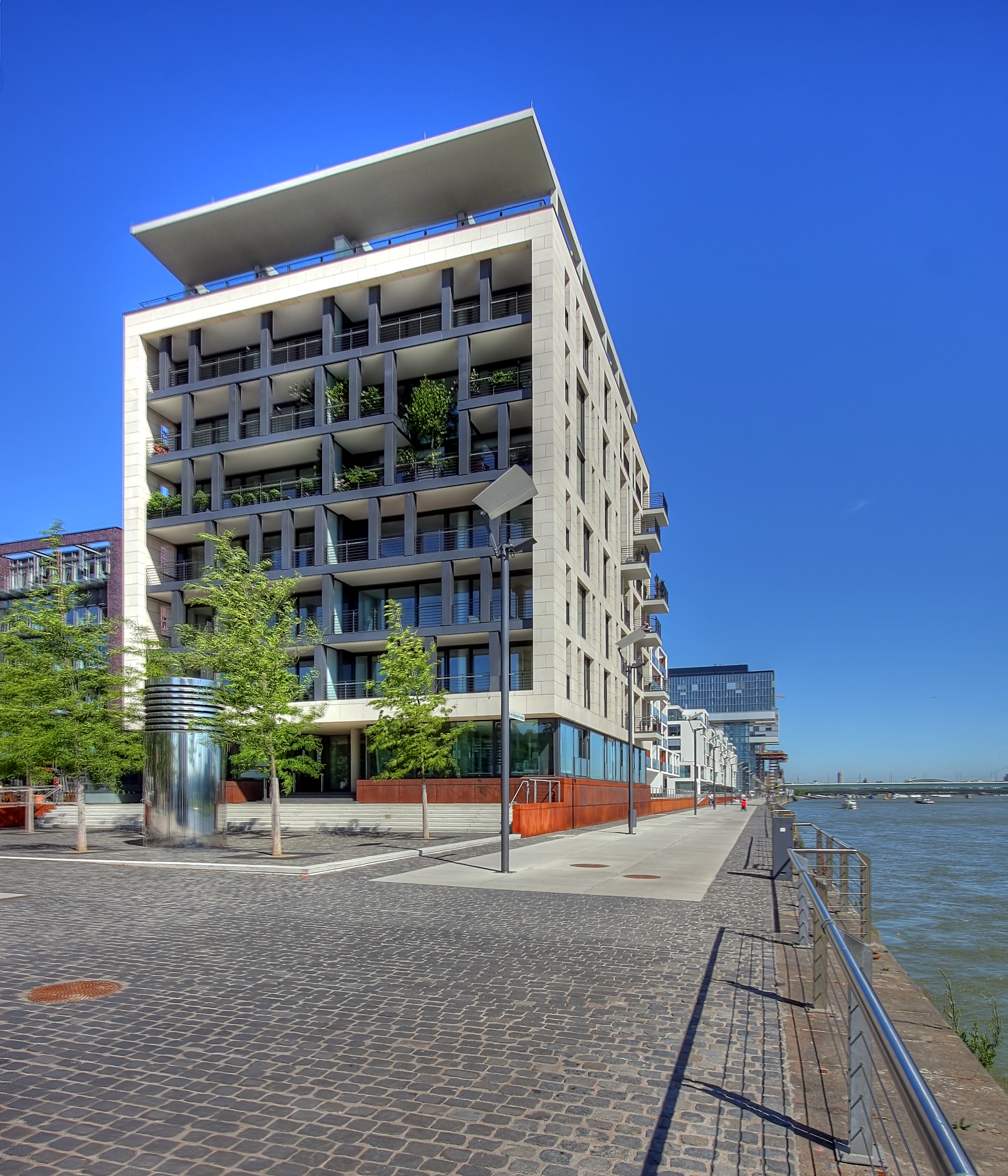
Neues Wohnen an der Rheinpromenade
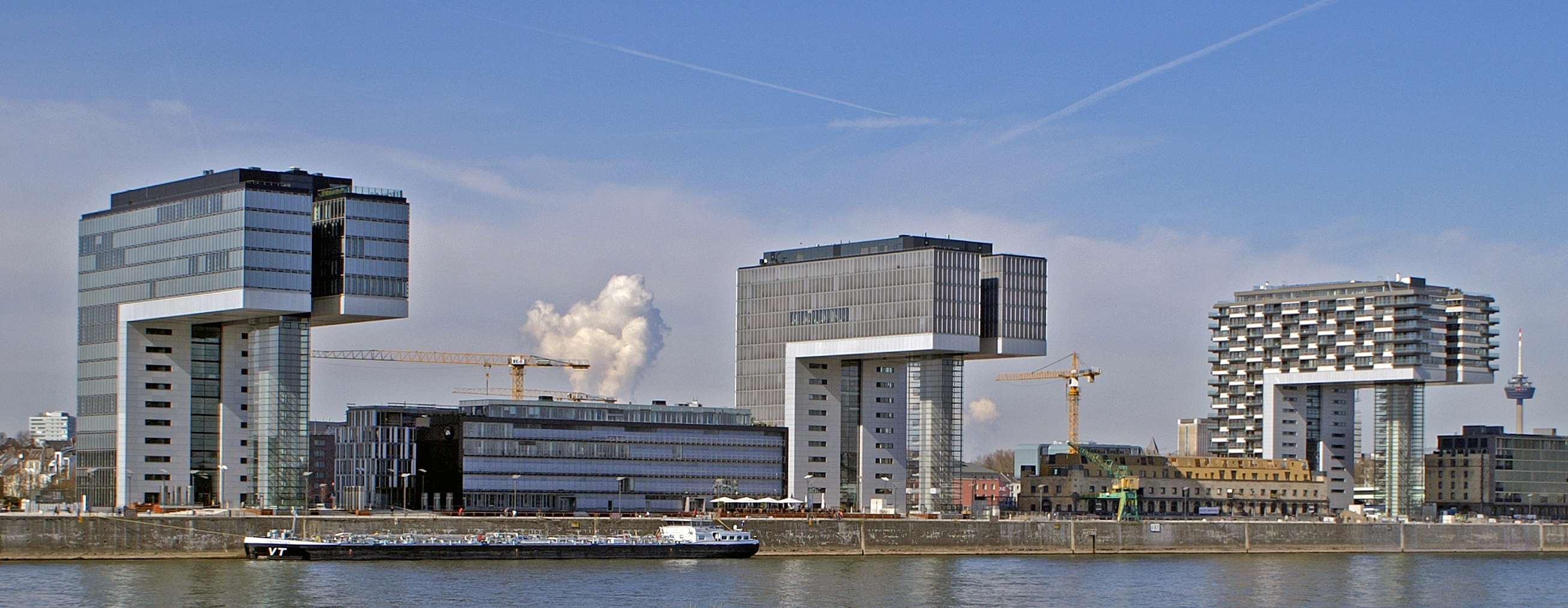
Rheinpanorama mit Kranhäusern

So ist auf dem Gelände des Rheinauhafens ein durchmischtes Stadtviertel entstanden, dessen Flächen zu rund 30 Prozent für Wohnungen, 45 Prozent für Büros, Dienstleistungen und Gastronomie sowie rund 25 Prozent für Kultur genutzt werden. Mehrere historische Lagerhallen und Silos, darunter das silhouettenprägende „Siebengebirge“ (1909) und der turmartige Getreidespeicher (1938/39) wurden in enger Abstimmung mit dem Denkmalschutz für die neue Nutzung umgebaut. Dagegen waren die drei vollständig neu errichteten, rund 60 Meter hohen Kranhäuser von Beginn an als dominante, imagebildende Baugruppe geplant worden, mit der die Kölner Stadtsilhouette prägnant erweitert werden sollte. In ihrer Form – als kranartige Ausleger über dem Fluss – sollten sie zudem an die Geschichte des Hafens erinnern. Da der gesamte Autoverkehr unterirdisch in eines der längsten Parkhäuser Europas verbannt wurde, lässt die Bebauung zudem Raum für eine großzügige Rheinpromenade, deren Gestaltung mit großformatigen Betonplatten und Cortenstahl den rauen Charme des historischen Hafens transportieren soll.
An dem als „neues Vorzeigeviertel“ bezeichneten Gelände ist der gelungenen Mix aus historischen, denkmalgeschützten Gebäuden und qualitätsvoller moderner Architektur gewürdigt worden. Obwohl die einzelnen Gebäude eine jeweils eigenständige Architekten-Handschrift zeigten, habe das Ensemble einen abgestimmten Gesamteindruck. Die Promenade schafft zudem attraktiven Freiraum für die Bevölkerung; allerdings sei das neue Viertel nur an wenigen Punkten mit der dahinterliegenden Südstadt verbunden. Die Kranhäuser indessen, deren Fernwirkung das Kölner Rheinpanorama zweifellos modern ergänzt, sind wegen ihrer plumpen Proportionen und ihrer wenig eleganten Fassade kritisiert worden.

### Kulturpfad
Für die rund 800 Meter lange Verbindung in der Kölner Altstadt zwischen dem Dom und der romanischen Kirche St. Maria im Kapitol hat der Architekt Oswald Mathias Ungers den Begriff Via Culturalis gefunden. In diesem Stadtraum ist nach seiner Ansicht hochverdichtet die Kölner Stadtgeschichte von rund 2000 Jahren ablesbar, weil sich auf dieser Linie die Ruinen des römischen Statthalterpalastes und des Kapitols, das historische Rathaus, der spätmittelalterliche Festsaal Gürzenich, das mittelalterliche Judenviertel und natürlich der Dom befinden. In den vergangenen Jahrzehnten wurden weitere Kulturbauten in diesem Stadtraum versammelt: der Spanische Bau (1954–1956), das römisch-germanische Museum (1974), die Philharmonie (1986), das Ludwig-Museum (1986) und das Wallraf-Richartz-Museum (2001). Zusätzlich befinden sich rund ein Dutzend Plätze an diesem Pfad, denen es zum Teil allerdings an Aufenthaltsqualität fehlt. Kritiker gaben zu bedenken, dass der beschworene Pfad zwar inzwischen gut beschrieben sei, allerdings immer noch eher als eine gedachte Linie und nicht als eine im Stadtkontext gemachte Linie erscheine.
Um diesen Kulturpfad zur „Visitenkarte einer Stadt“ werden zu lassen, hat die Stadt Köln mit umfangreichen Bauarbeiten begonnen, um Straßen, Plätze und Gebäude neu zu gestalten. Herausgehobene Punkte sollten das im Bau befindliche jüdische Museum am Rathausplatz und das geplante neue Stadtmuseum werden, das mit der emphatischen Bezeichnung Historische Mitte den südöstlichen Übergang von der Domplatte zur Altstadt neu definieren soll. Für das ehemalige WDR-Areal zwischen Roncalliplatz und Laurenzplatz, das bisher als „Schandfleck in der Innenstadt“ gilt, haben Investoren inzwischen eine Neubebauung vorgeschlagen, die unter dem Namen Laurenz-Carré „als gute Symbiose zwischen Städtebau und Stadtvitalisierung“ gelobt worden ist.

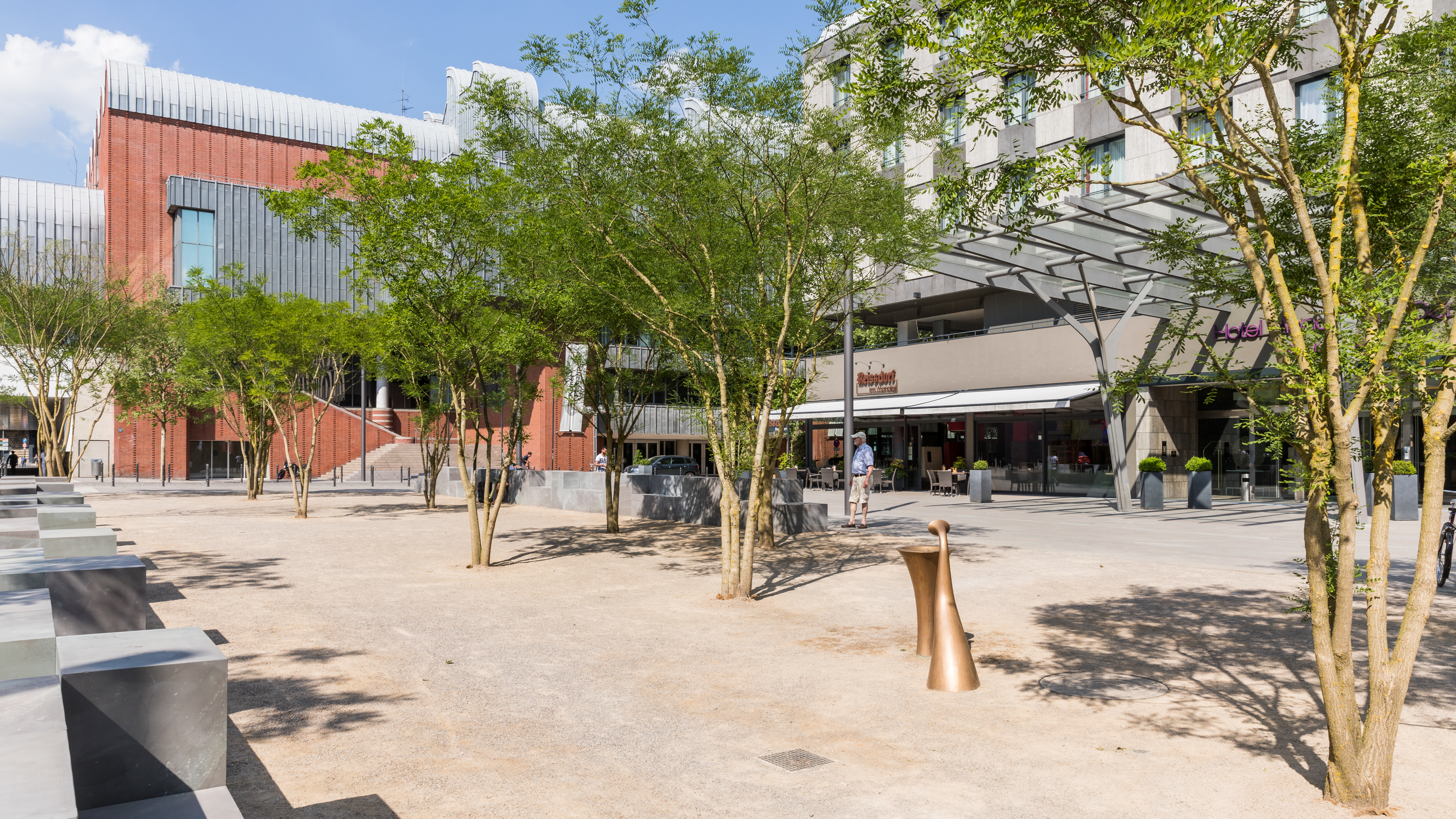
Kurt-Hackenberg-Platz (neu 2018)
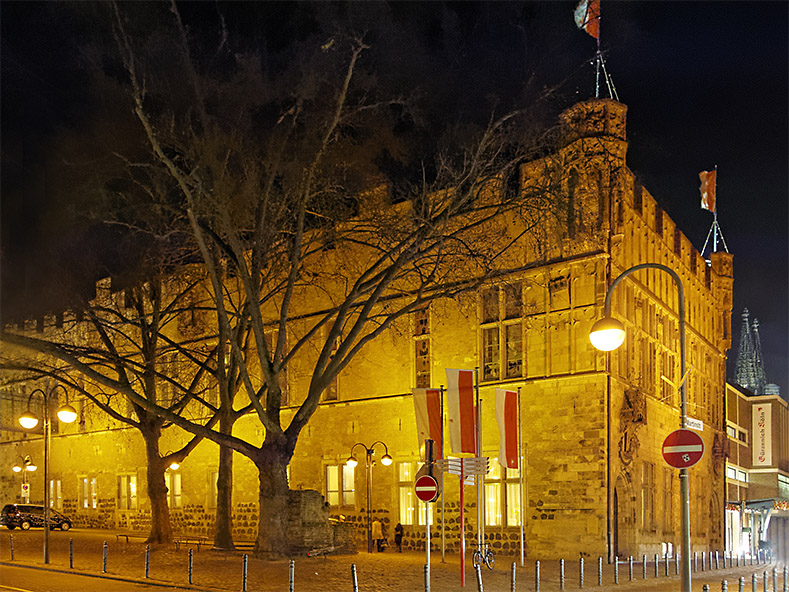
Günter-Wand-Platz (neu bis 2023)
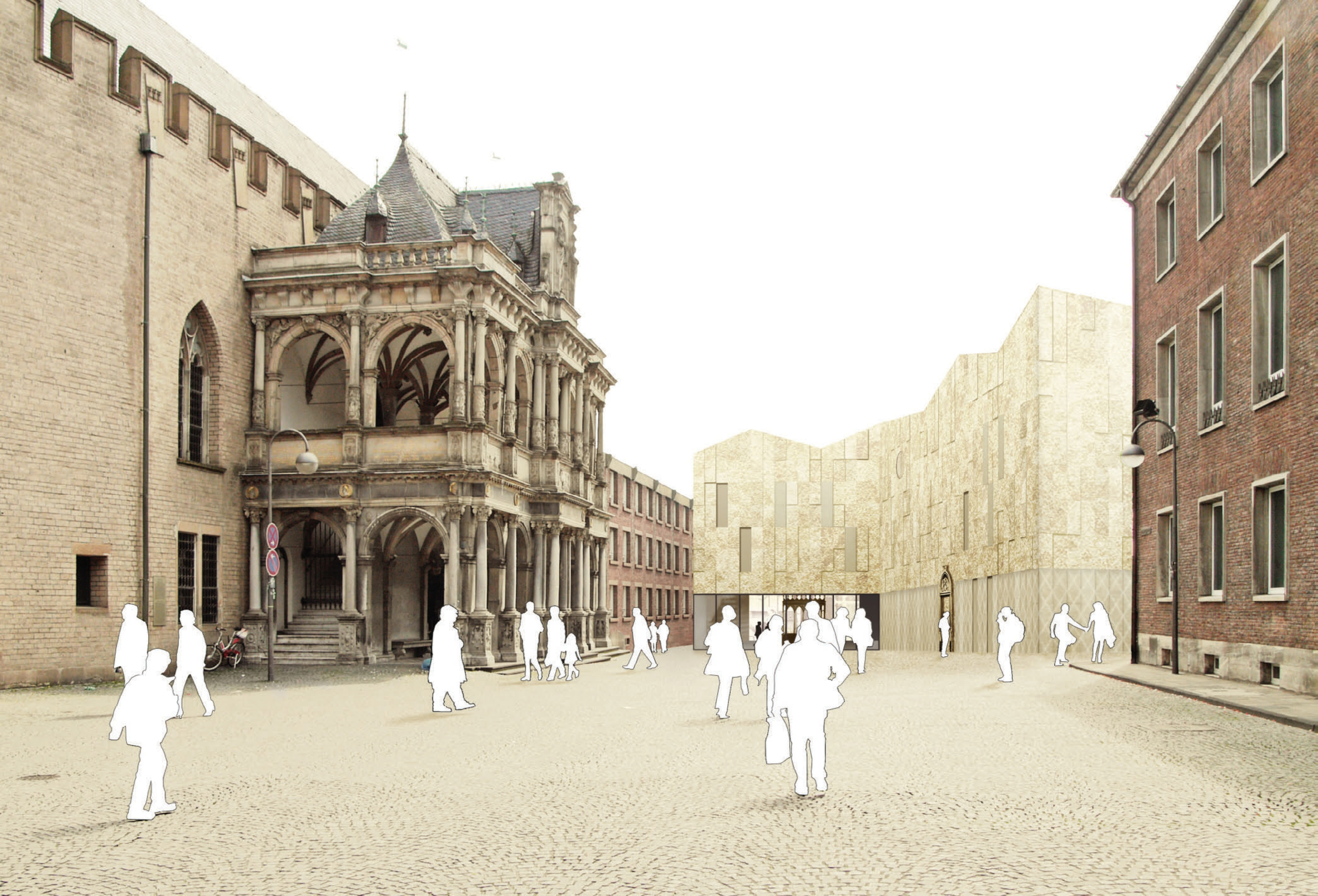
Rathausplatz (neu bis 2024)
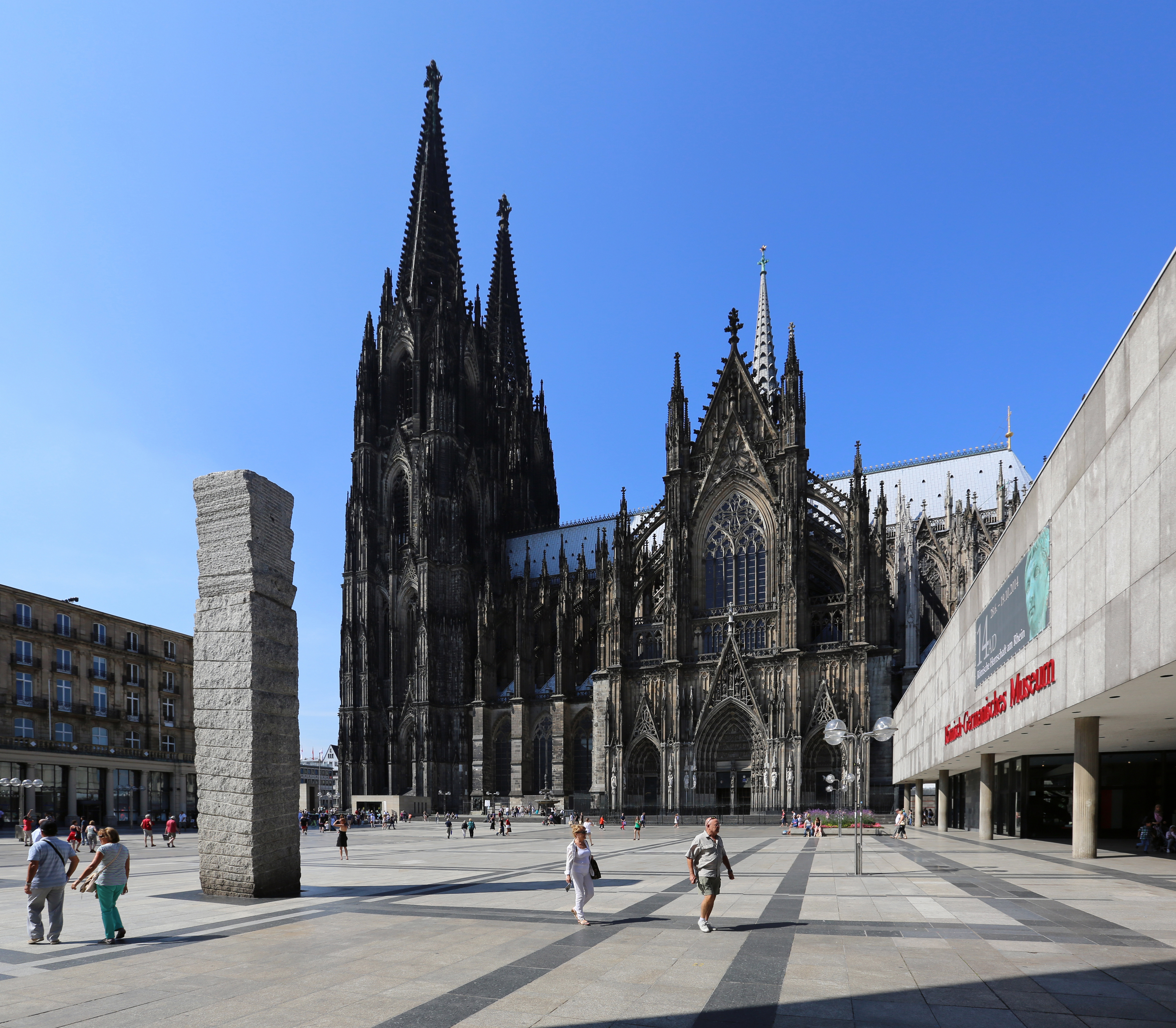
Roncalliplatz (neu nach 2025)